# Живопись Тибета

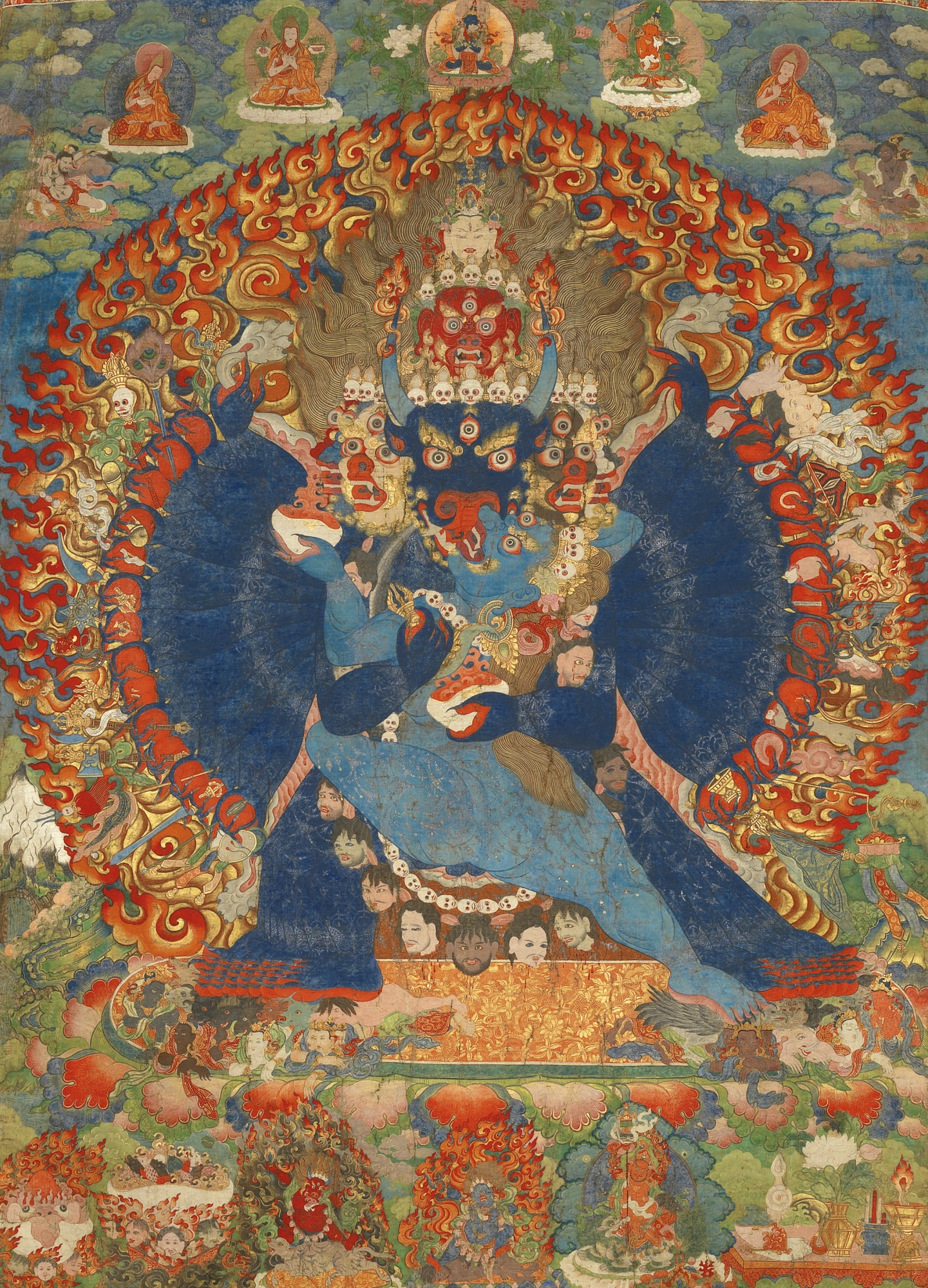
Ваджрабхайрава. ок. 1740 г., Аукцион Сотбис

Живопись Тибета — художественная традиция, которая развивалась в различных государствах и княжествах, существовавших на территории Тибета в разных формах с I века н. э. по 1951 год. В более широком смысле под тибетской живописью понимают искусство, существовавшее там, где распространился тибетский буддизм ваджраяны — в Китае, Монголии, Бурятии, Бутане, северных районах Индии и древних княжествах центральной Азии. Эта живопись питалась одними и теми же идейными источниками, но имела поправки на некоторые местные особенности. Например, китайскую разновидность этой живописи называют сино-тибетским стилем.
Самые ранние примеры тибетской живописи относятся к эпохе неолита: в XX веке были найдены наскальные рисунки с изображениями животных, птиц, людей и охотничьих сцен, относящиеся к IV—III тысячелетиям до н. э. Более поздняя живопись племён и древних государств, существовавших на территории Тибета до появления первой царской династии Ярлунг (I—II вв. до н. э. — 846 г. н. э.), неизвестна. До прихода буддизма в Тибете была распространена религия бон, в рамках которой, несомненно, существовали изображения духов и божеств, однако никаких примеров живописи от этого времени не сохранилось. Устойчивое развитие живописи в Тибете возникает только в период правления ярлунгской династии и связано с принятием буддизма (VII в). Подобно тому, как древнерусская живопись была обусловлена приходом на Русь христианства, также и тибетская живопись прослеживается как устойчивая художественная традиция только после прихода в Тибет новой религии — буддизма.
Традиция живописи Тибета просматривается, по меньшей мере, с IX века н. э. Несмотря на то, что тибетская живопись по преимуществу буддийская, то есть, по большей части принадлежит одной религиозной конфессии, она очень разнообразна и полна различных стилистических ответвлений и пересечений, отражающих многообразие религиозно-философских учений и школ тибетского буддизма.

## Тематический репертуар
Тематика произведений тибетской живописи была насквозь религиозной, связанной с буддийскими и бонскими учениями; для адекватного её восприятия необходимы хотя бы общие представления о мифологии и истории тибетских религий.

### Буддизм

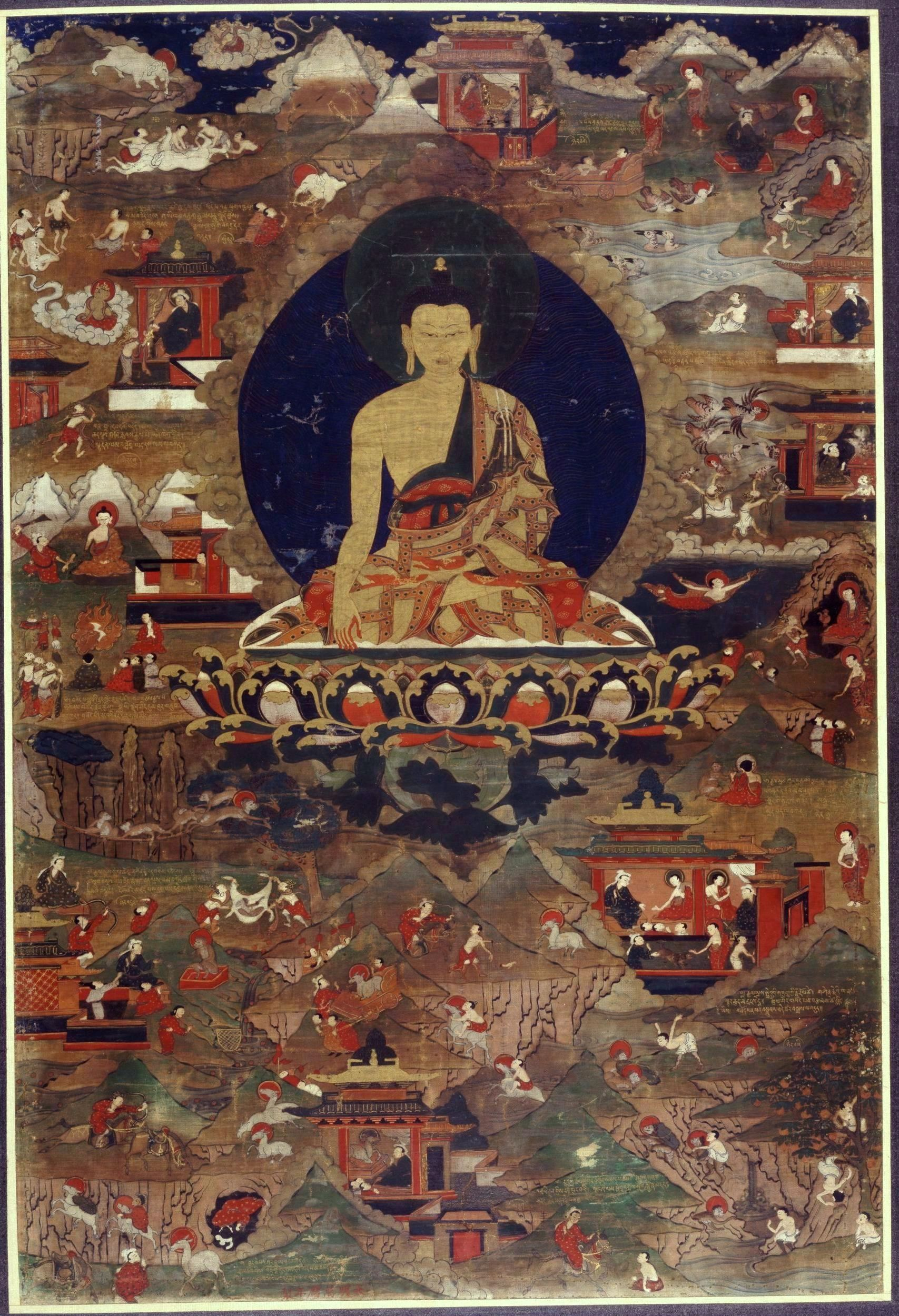
Будда Шакьямуни и сцены из его жития. 17в., Британский Музей, Лондон

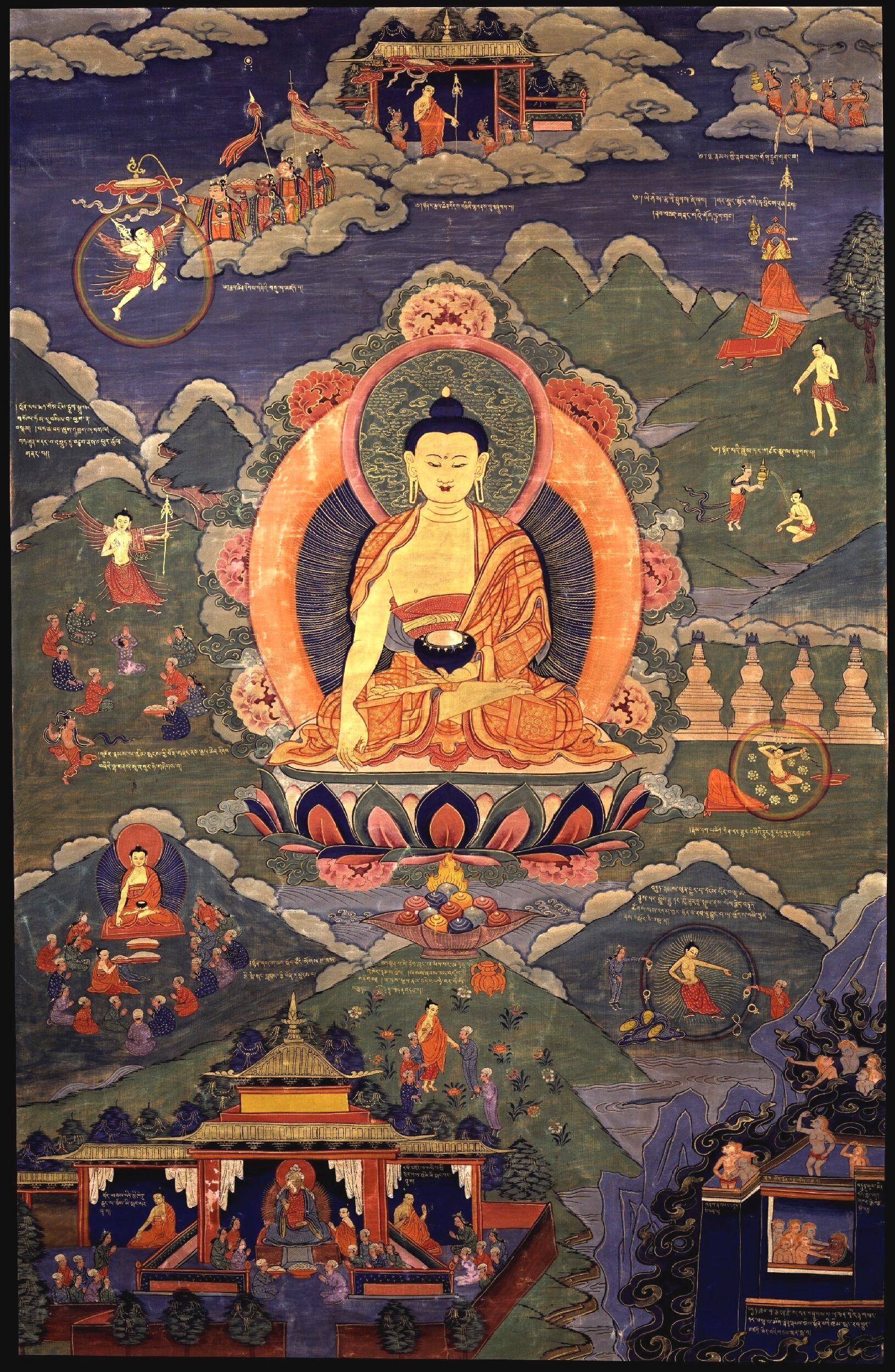
Тонпа Шенраб и сцены из его жизни. 19в., Музей Рубина, Нью Йорк

Поскольку буддизм с X—XI веков стал в Тибете доминирующей религией, художники черпали сюжеты из огромного буддийского пантеона. Уникальным источником творчества был образ основателя буддийского учения — Будды Шакьямуни, для изображения которого ещё в Индии была разработана особая иконография. Сюжеты, связанные с ним, можно поделить на три основные категории: эпизоды из его прежних жизней, известные под названием «джатаки»; эпизоды из жизни исторического Будды Шакьямуни; изображение различных небесных или космических будд, которые, как считают верующие, живут во множестве небесных царств за пределами этого мира. Этих последних именуют татхагатами, или Дхьяни-буддами медитации. Пять Дхьяни-будд — Вайрочана, Ратнасамбхава, Амогхасиддхи, Амитаба и Акшобхья, вписаны в сложную систему, в рамках которой каждый из них связан с определёнными буддийскими орденами, цветом, мировой координатой, символическим животным и т. д.
Очень популярными были изображения бодхисатв, которые, согласно учению, жертвовали собой ради спасения всех живых существ от страданий и зла невежества (особенно Авалокитешвара и Манджушри), и архатов — соратников Будды, имевших статус, сравнимый со статусом апостолов в христианстве. Не менее популярными были изображения Тары — женского божества, символизировавшего мудрость и праджню (интуитивную проницательность) и помогавшего верующим в преодолении препятствий на пути к просветлению.
Особое место в пантеоне принадлежит Ваджрапани, хранителю ваджры — символа концентрированной силы Будды.
В тибетском пантеоне есть целый класс божеств-защитников вероучения, для которых художники придумали весьма эффектную иконографию, изображая их устрашающими и во гневе. Самые популярные из них — Махакала и Ваджрабхайрава. Кроме женского божества Тары, особым почитанием в тибетском буддизме пользовалась богиня Палден Лхамо. Она принадлежит к божествам-защитникам учения, является покровительницей столицы — Лхасы и особенно важна для ордена Гелуг, так как является покровительницей Далай Ламы. Была создана сложная иконография её изображения — с многочисленной свитой. Многие атрибуты этой богини были позаимствованы у индийской богини Кали и у божеств религии бон.
Двумя другими весьма распространёнными темами живописи были «яб-юм» и мандала. «Яб-юм» означает буквально «отец-мать» и представляет собой изображение пары божеств — женского и мужского, представленных в сексуальном единении. Этот чисто символический акт олицетворяет собой единение сострадания (мужская фигура) и трансцендентной мудрости (женская фигура). Согласно учению, это единение необходимо для преодоления страданий, мешающих пониманию конечной природы реальности, то есть просветлению. Сходные по силе и откровенно сексуальные образы иногда появлялись в художественной практике других религий, однако только тибетские художники смогли перевести фундаментальные инстинкты в визуальные метафоры столь эффективно, выразив в них всю суть концепта. Мандала представляет собой универсальную схему — модель гармонии вселенной, созерцание которой гармонизирует психику и внутренний мир медитирующего на ней.
Особый класс тибетской живописи представляют собой портреты выдающихся мистиков, таких, например, как Вирупа, который мог остановить движение солнца, и священных царей древности, которые ввели в Тибете буддизм. Портретный жанр с ходом тибетской истории постоянно пополнялся новыми персонажами — выдающимися монахами, святыми-наставниками и Далай Ламами.

### Бон
Об изобразительности раннего периода религии бон (II—IX вв. н. э.) невозможно судить в силу того, что столь древняя живопись не сохранилась. В начале XI века религия бон была реформирована, в результате чего появилась новая её разновидность — Бон Юндрунг. Мудрецы Бон Юндрунг разработали свою сложную систему божеств, во главе которой стоял легендарный основатель Бон — Тонпа (то есть учитель) Шенраб Миво. Иконография его изображений имеет параллели с иконографией Будды Шакьямуни. В новой бонской традиции изображались также праотцы бон, такие как Дренпа Намка и его сыновья. Разные добуддийские местные божества — духи гор и озёр обрели в Бон Юнгдрунг новую жизнь и несколько изменившийся статус. Например, Мачен Помра, дух горы Амнье Мачен, изображался как горное божество всего региона Амдо, а богиня дорог Ламлха стала покровительницей путешественников.
Из буддизма был позаимствован ряд принципов организации бонского пантеона. В частности, в нём есть тантрические божества идамы, которые в бон поделены на две группы — мирных и гневных божеств, причём группа последних более многочисленна. Их изображения похожи на изображения буддийских идамов, но несут в себе несколько иную смысловую нагрузку. Бонские тантры были двух линий — мужские и женские. Изображения одного из женских тантрических божеств — Магью Санчог Тартуг почти ничем не отличаются от иконографии тибето-буддийского «яб-юм». В рамках бонского пантеона есть пять главных божеств для медитаций, самое популярное из которых — Валсе Нгампа обладает иконографией, мало отличимой от подобных тибето-буддийских божеств. Стилистически живопись бон следовала всем переменам в буддийской живописи Тибета, поскольку и буддийские и бонские иконы-танка писали одни и те же художники.

## Материалы и инструменты

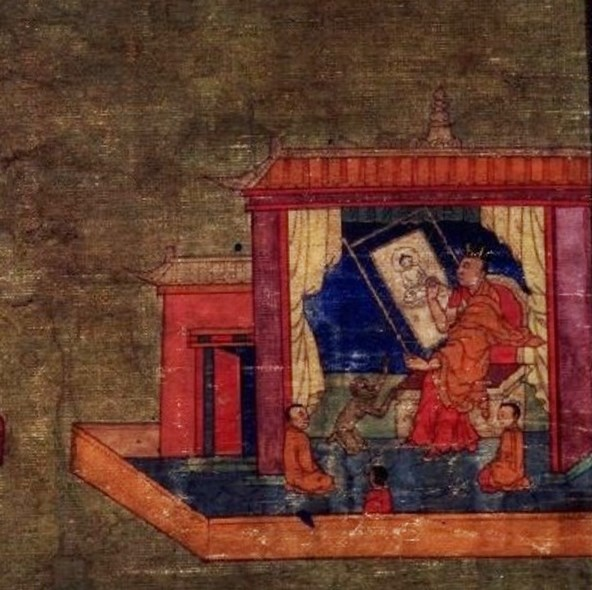
Тибетский художник за работой. Деталь танки 19в. Музей искусства Рубина, Нью Йорк

Поскольку тибетская живопись носила исключительно религиозный характер, в основном она была сосредоточена в монастырях. Изображениями божеств расписывались стены монастырей, в местах медитаций и молебнов располагались иконы — танка. Ещё одним местом, где существовала тибетская живопись, были книги — художники украшали рисунками деревянные обложки книг и рисовали миниатюры, иллюстрирующие текст.
Росписи стен монастырей выполнялись клеевыми красками по штукатурке, которая изготовлялась из глины, рубленой соломы и навоза. Штукатурка накладывалась в несколько слоёв, причём, каждый следующий был тоньше предыдущего. Она была весьма непрочной, из-за этого в итоге пострадали многие росписи. Краски накладывались на высушенную штукатурку. Приблизительно с XV века в росписях стало применяться золото.
Наиболее популярным носителем священных изображений была икона-танка. Учёные считают, что танка появилась в древности в связи с тем, что большинство населения Тибета в то время было кочевниками, а тряпичную икону, свёрнутую в рулон, легко перевозить — её можно было развернуть для молебна или медитации в любом месте. Тибетские иконы-танка большей частью изготавливались из хлопковой ткани (шёлк применялся только в китайских монастырях, практиковавших тибетский буддизм). Иногда использовалась и более грубая ткань — льняная или конопляная. Хлопок чаще всего привозили из Индии (иногда из Китая), и ткали материю на месте в таких крупных центрах, как, например, Лхаса.
Если кусок ткани был недостаточно большим для композиции, то его сшивали с другим, а шов тщательно затирали. Далее на ткань накладывался слой грунтовки, состоявшей из светлой глины (каолин) перемешанной с клеем, сваренным из животных шкур; грунтовка разравнивалась специальным ножом. Для создания чёрного или красного фона в грунтовку добавляли сажу или киноварь. Затем художник наносил целую сеть различных линий — прямых, диагональных, круглых, поскольку размеры изображаемых божеств должны были соответствовать определённой системе расположений и соотношений (иконометрии). Задача выполнялась с помощью тонкой струны, окрашенной мелом, и циркуля. После этого графитовым карандашом наносился рисунок.
Позднее появился способ копирования канонических изображений с помощью трафарета: под танку клали лист бумаги или плотной ткани, который протыкался иголкой по контурам изображённого, затем его переносили на новую, загрунтованную танку и трясли над ним мешочек с углём. Таким образом, копировались контуры изображения. Собрания таких контурных трафаретов были важной и ценной частью монастырских библиотек. Ради доступа к ним иногда велись длительные дипломатические переговоры, а во время войн они были важной частью военной добычи.
В помощь художникам существовали также сборники рисунков-образцов с изображениями божеств. Старейший подобного рода сборник датируется 1435 годом, он принадлежал непальскому художнику Дживараме (хранится в частном собрании, Калькутта). Приблизительно с XVIII века под влиянием китайцев появились вырезанные из дерева клише, которыми штамповались контуры божества, затем эти контуры раскрашивались художником.
Краски в Тибете были в основном минерального происхождения. Синий пигмент добывался из азурита, зелёный из малахита, красный и жёлтый из киновари, вермильона, реальгара (дисульфида мышьяка) и аурипигмента (королевский жёлтый), оранжевый из свинцового сурика, белый из мела. Применялось и золото. Органического происхождения была только чёрная краска — её изготовляли из древесного угля. Пигменты растирали, промывали в воде и смешивали с клеевым раствором. В краску иногда добавляли и некие особые ингредиенты: сок лекарственных растений, порошок драгоценных камней, землю или воду, привезённые паломниками из особых, священных мест и т. д. Для наложения краски использовались кисти разного размера, изготовленные, как правило, из меха лисы или колонка (для более тонких деталей делали кисти из беличьего или крысиного хвоста). Последней, завершающей операцией при изображении божества была прорисовка глаз.
Танка не считалась законченной до тех пор, пока не была освящена. Для этого вызывался дух изображённого божества или исторического персонажа и посредством особого ритуала «поселялся» в танку. После этого можно было обращаться к нему с просьбами или с медитацией.

## Иконометрия и эстетика

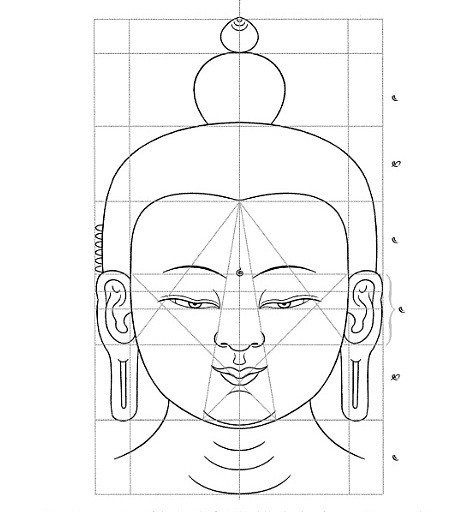
Иконометрия головы Будды

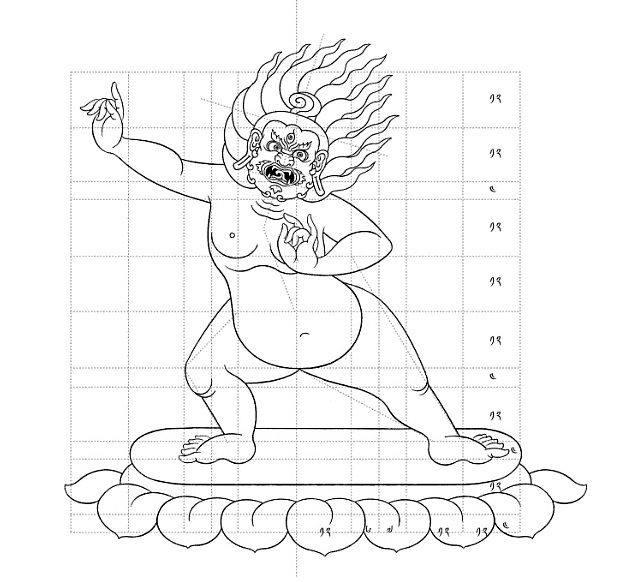
Иконометрия Ваджрапани

Буддизм пришёл в Тибет вместе с индийскими монахами-переводчиками священных текстов и индийскими художниками, расписывавшими первые храмы. Они привезли с собой не только своё мастерство, но и трактаты, посвящённые правилам изображения буддийских божеств. Системы изображения божеств в соответствии с определёнными соотношениями пропорций издревле существовали в Индии. С распространением буддизма в индийских государствах эти каноны стали особенно активно разрабатываться в период формирования пантеона Махаяны.
Тибетские теоретики искусства вначале занимались только переводами и комментированием индийских первоисточников, однако, позднее создали свою иконометрическую систему. Оригинальные тибетские сочинения по теории искусства стали появляться c XIII века, когда основные тексты из индийской Трипитаки были переведены, прокомментированы и освоены. Иконометрические трактаты писали многие известные тибетские учёные и художники, в частности Цонкапа (1357—1419), его ученик Кхайдуб (1385—1438), крупный реформатор живописи Менла Дондруп (род. 1440) и другие. Тибетские учёные критически переработали индийские первоисточники и приспособили их к системе пантеона тибетского буддизма. Кроме того, тибетские трактаты ввели единые рекомендации для пропорций тела разных божеств (в разных индийских сочинениях рекомендации были разными).
Единицей измерения тела божеств была ладонь, а единицей измерения ладони — «ангула» (размер средней фаланги среднего пальца). Напр. в индийском трактате «Читралакшана» пропорции тела чакравартина измерялись по системе «наватала» (9 ладоней), трактат «Пратимаманалакшана» рекомендовал систему «дашатала» (10 ладоней), 30-я глава комментария Ратнаракшиты на «Самварудайю» для изображения тела Будды предлагала систему «дашатала» (10 ладоней), но с модулем в 12,5 ангула.
Тибетские теоретики ввели стабильный модуль — 12,5 ангула для высшей группы в иерархии божеств (система 10 ладоней); 12 ангула — для средней группы божеств (система 10 ладоней) и для всех остальных применявшихся в тибетском искусстве систем в 9, 8, 7, 6, и 5 ладоней.
Смысл этих жёстких правил заключался в следующем. Высшие разряды божеств должны быть наделены высоким ростом, стройным и лёгким телосложением по системе 10 ладоней. Низшие классы божеств пантеона изображались по системам 8, 6, 5 ладоней. Система 8 ладоней, например, предназначалась для «героического» типа: коренастая фигура с тяжёлым торсом, большим животом, короткими толстыми конечностями и шеей, большой головой и круглым или квадратным лицом; по этой схеме изображались гневные, воинственные божества — дхармапалы, защитники и охранители веры. Система 6 и 5 ладоней утрирует предыдущий тип, ещё больше укорачивая ноги и увеличивая живот (обычно он висит до колен) для изображения гневных божеств более низкого ранга. Эта эстетическая система имела глубокий смысл. Она закрепляла торжество высших, прекрасных божеств над низшими, уродливыми, то есть в конечном итоге торжество совершенства над уродством, гармонии над хаосом. Но, кроме того, она носила и религиозно-политический подтекст: поскольку часть божеств буддийского пантеона принадлежала добуддийским верованиям и вошла в буддийский пантеон после того, как их «приручили» высшие буддийские боги, то система как бы закрепляла их низкий, подчинённый статус, изображая в уродливом виде.
В целом, выработанный тибетскими учёными-богословами пантеон представляет собой сложную духовную иерархию, состоящую из 11 основных классов божеств, внутри каждого из которых есть своя система соподчинений одних персонажей другим. Иконометрические правила расставляли этот грандиозный пантеон с точностью фигур на шахматной доске в полном соответствии с религиозными и эстетическими представлениями буддийских орденов.
В индо-тибетской средневековой науке существовали три основных разряда: «искусство тела», «искусство речи», «искусство мысли». Культовая живопись, скульптура и архитектура входили в высший разряд — «искусства тела». Основными условиями профессии художника считались физическая и нравственная чистота, владение материалами, инструментами и соответствующими навыками, знание трактатов о правилах освящения и построения изображений. Не признавалось искусство ради личной прихоти и корысти, и ради самого искусства. Искусство должно было служить высокой цели: учить людей добродетели и мудрости, и этим способствовать благу народа. Общественно полезным искусством считались культовая живопись, скульптура и архитектура при условии правильности и высокого мастерства исполнения. Правильным и, следовательно, красивым, а потому и священным считалось только такое произведение искусства, которое отвечало всем правилам соответствия формы, эмоции, идеи и цели изображения. Кратко эти требования определялись понятием «мера» — «tshad». Это центральное понятие тибетской эстетики, оно полисемантично и имеет множество смысловых оттенков. Крупнейший отечественный исследователь тибетских сочинений по эстетике К. М. Герасимова заключает, что «Если перевести этот термин на язык современных понятий, то в тибетских иконометрических трактатах мера означает единство формы и содержания».

## История

### VII—IX века

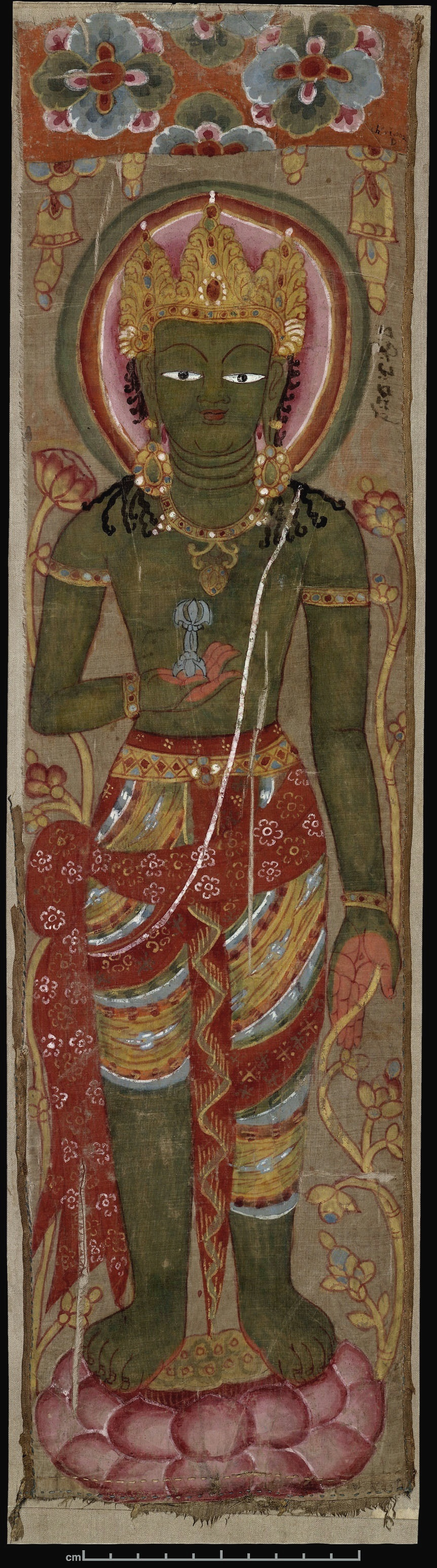
Ваджрапани. IX век, Британский музей, Лондон

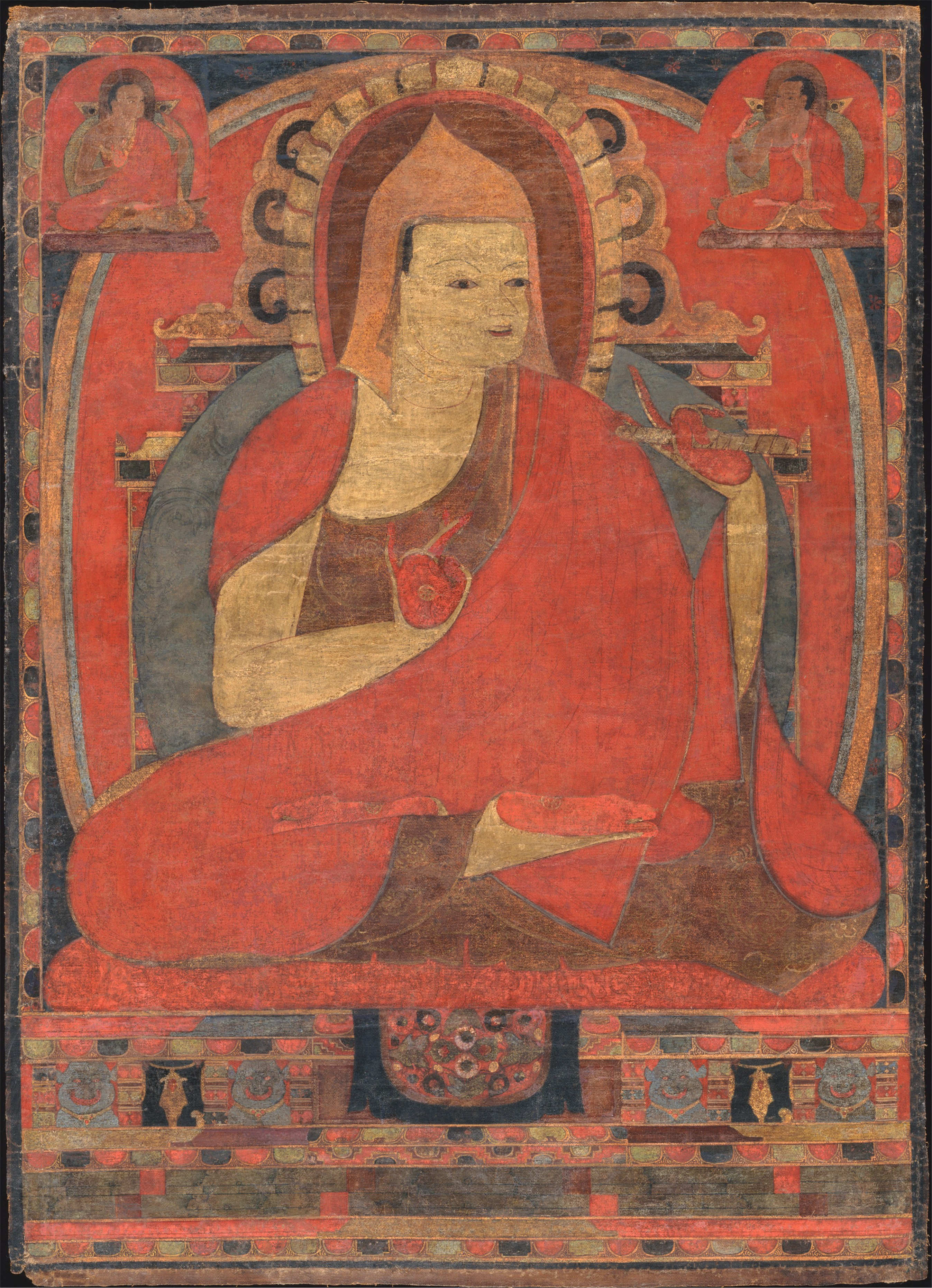
Портрет Атиши. ок. 1100, Музей Метрополитен, Нью Йорк

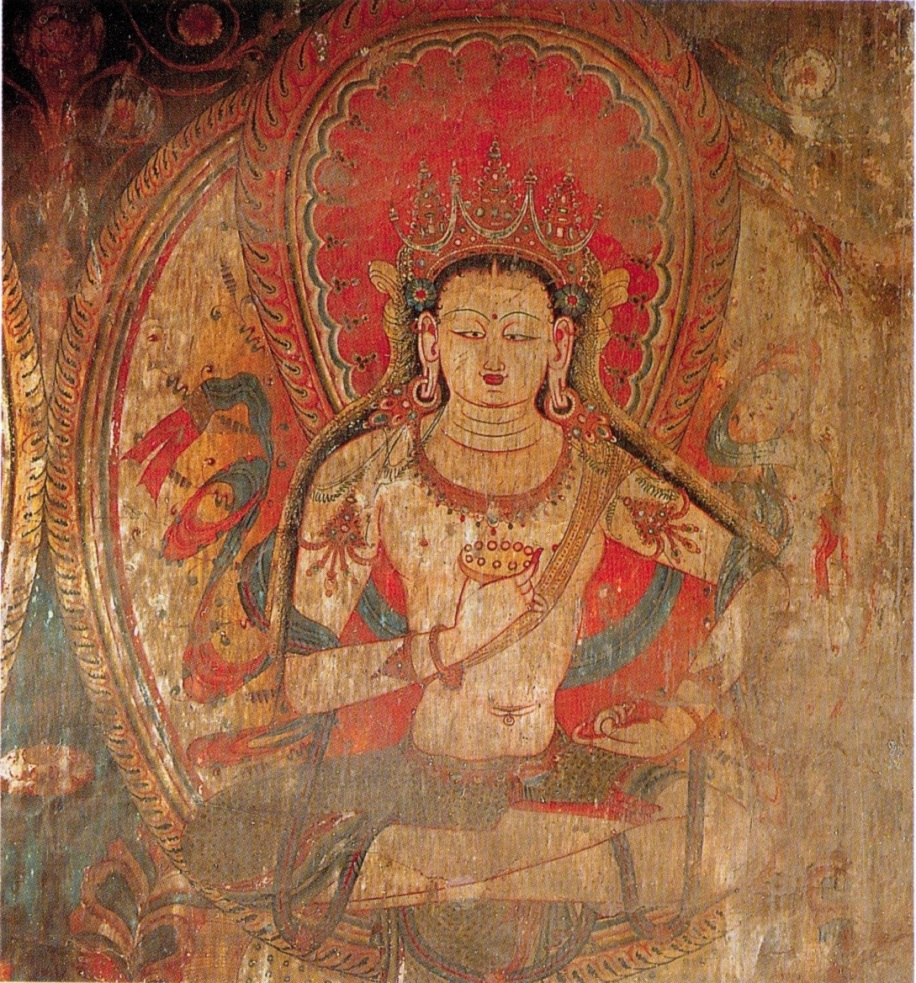
Бодхисаттва. 1040-е гг. Роспись Дукханга в монастыре Табо, Спити.

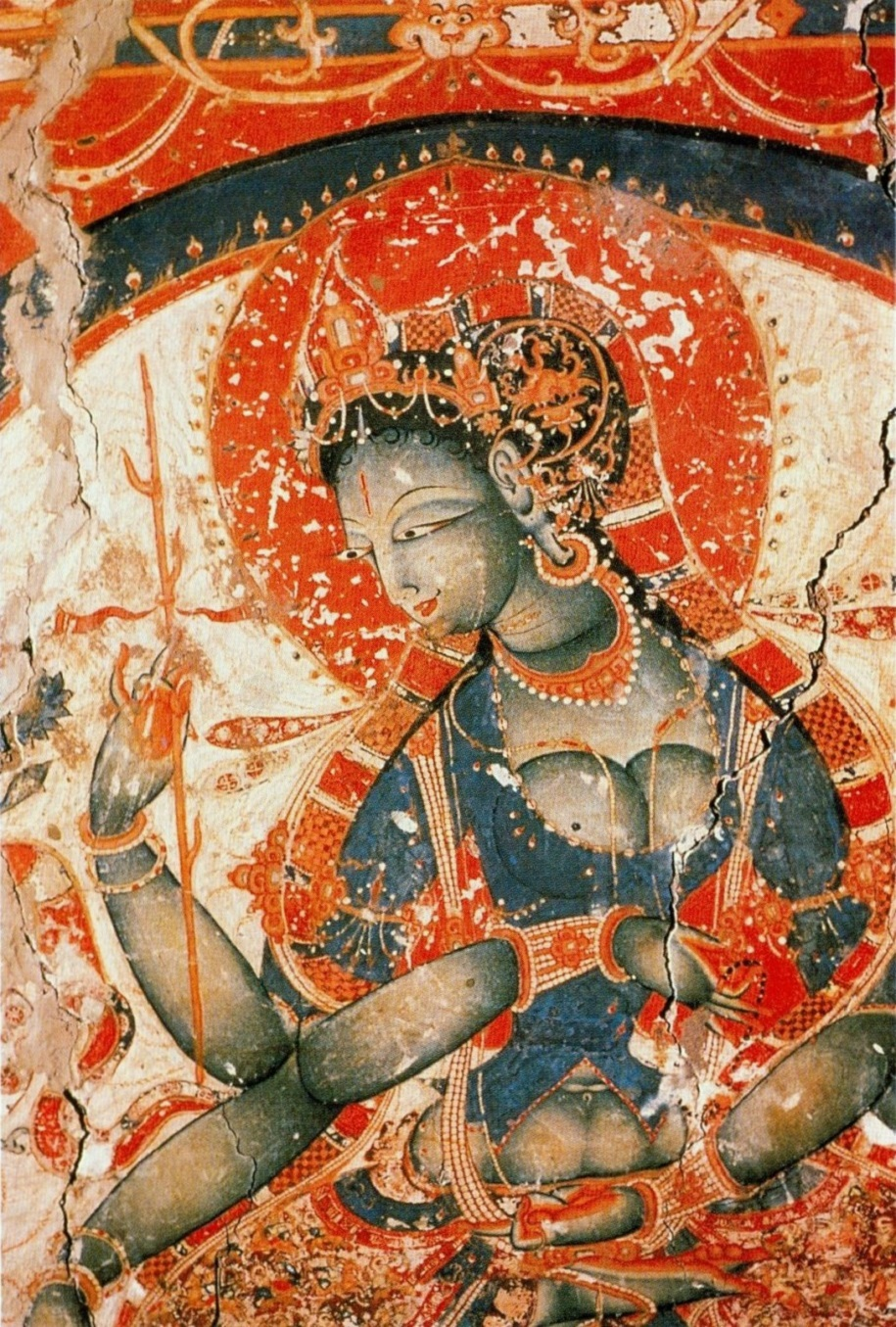
Зелёная Тара. 3-я четверть XI века. Роспись монастыря Алчи, Ладакх.

Период с VII по IX век в истории Тибета принято называть «первым распространением» или «первой волной» буддизма. В 627 году 33-й царь ярлунгской династии Сонгцен Гампо (617—650) объединил разные части Тибета в единую империю. Он женился на двух исповедовавших буддизм принцессах — китайской и непальской. Обе привезли с собой буддийские статуи для совершения молебнов и Сонгцен Гампо тоже обратился в буддизм. Он построил два первых буддийских храма — для статуи Будды Шакьямуни, привезённой китайской женой — Джово, а для статуи Будды Акшобхьи, привезённой непальской женой — храм Джокханг. Позднее статуи поменяли местами и Джово Шакьямуни стал находиться в Джокханге; до сих пор эта статуя — старейшая и наиболее почитаемая религиозная святыня Тибета.
Сонгцен Гампо и его наследники строили небольшие буддийские храмы. Первый большой тибетский монастырь, в котором монахи обучались буддийской мудрости, был возведён в правление царя Тисонга Децэна (755—797). По совету буддийского учёного Шантаракшиты он пригласил из Индии известного йога и знатока тантры Падмасамбхаву. Усилиями всех троих был основан монастырь в Самье, который, по историческим свидетельствам, изначально был украшен живописью и скульптурами.
Ранние тибетские историки утверждают, что буддийской живописи тибетцы обучились благодаря культурным контактам с Индией. Историк Таранатха (1575—1634) упоминает имена нескольких индийских художников, в частности двух бенгальцев — Дхимана и Битпало, которые жили в районе Варендры и были современниками двух царей из династии Пала — Дхармапалы (ок. 775—812) и Девапалы (ок. 812—850). Однако, ни в Индии, ни в Бенгалии не осталось примеров столь древней буддийской живописи, и как она выглядит, определить сегодня невозможно. Примеров живописи от этого раннего периода истории не сохранилось и в самом Тибете.
Тибетские цари вели войны за расширение своей империи и в 781 году захватили такой важный религиозный центр как Дуньхуан, с его знаменитым пещерным храмом. Тибетцы владели им 67 лет, до тех пор, пока местный генерал Чжан Ичао в 848 году не прогнал завоевателей. Большинство росписей в Дуньхуане — китайские по стилю (в том числе и изображение тибетского царя в пещере № 159, выполненное ок. 820 года). Однако некоторые росписи несут следы влияния индо-непальского стиля Тибета (пещеры № 161 и 14). Среди сокровищ Дуньхуана, вывезенных Орелом Стайном и Полем Пельо, есть изображения божеств, выполненные на шёлке, и снабжённые тибетскими надписями. Таково, например, изображение Ваджрапани (55х14,5 см) из Британского музея, которое раньше использовалось в качестве хоругви при исполнении буддийского обряда. Оно написано в IX веке на шёлке и содержит тибетскую надпись из шести букв («Pa-ja-ra-pa-ra-ne», то есть «Ваджрапани»). Ваджрапани обряжен в типично индийскую юбку «дхоти» и в типично индийские украшения. Исследователи единодушны в том, что стиль этого произведения не китайский, но тибетский и имеет параллели с миниатюрами из тибетских манускриптов, найденных там же, в Дуньхуане, а также сходные черты с некоторыми тибетскими изображениями божеств, выполненными в XIV веке. До наших дней дошло несколько таких изображений на шёлке, дающих представление о самом раннем этапе развития буддийской живописи Тибета.
Тибетская империя распалась в 842 году, ещё до того, как её войска были изгнаны из Дуньхуана. В 841 году бонские заговорщики убили царя Ралпачана (815—838). В свою очередь наследовавший ему царь Ландарма (838—842), поддерживавший бон, был убит буддийским монахом. После этого наследники престола вступили в долгую борьбу, в которую включились адепты обеих религий. Эта борьба привела к гибели империи, после чего наступил долгий период междоусобных войн и анархии.

### X—XIII века
После распада Тибетской империи страна оказалась раздроблена на небольшие царства и княжества. В X веке начался «период второго распространения» буддизма в Тибете. Начало было положено князем из династии Гуге (западный Тибет) по имени Ценпо Хоре (в историю он вошёл под буддийским именем Еше О). Он послал двадцать одного юношу в Кашмир для монашеского обучения и пригласил к себе известного буддийского учёного и наставника Атишу Дипамкару (982—1054) из монастыря Викрамашила. Атиша прибыл в Тибет лишь после повторного приглашения, а из группы монахов, посланной в Индию, вернулись только двое (978 г). Одним из них был Ринчен Сангпо (958—1055) — выдающийся переводчик буддийских текстов и основатель нескольких монастырей в западном Тибете, включая Табо и Тхолинг. Ринчен Сангпо в течение 17 лет совершил три поездки в Индию, привёз множество священных текстов и порядка тридцати двух мастеров буддийского искусства — художников, скульпторов, архитекторов. Благодаря ему, буддийскому искусству в Тибете был придан новый импульс.
Знание священного искусства и иконографии было составной частью общего углублённого буддийского образования, без которого оно было неполным. Многие из ранних учителей тибетского буддизма — известных монахов, были художниками и теоретиками живописи. Сохранились сведения о том, что Пагмо Друпа Дордже Гьялпо (1110—1170), один из отцов-основателей монашеской линии школы Кагью, в молодости был художником. Живописцем был также дядя Сакья-Пандиты XII века, монах Лопон Сонам Цемо (1142—1182), аристократ из клана Хон. Художником был и его младший брат Драгпа Гьялцен (1147—1216), а сам глава школы Сакья, Сакья-пандита Кунга Гьялцен (1182—1251) тоже был наделён даром живописца. Подобным же образом многие выдающиеся монахи из других формировавшихся в это время школ занимались живописью.
Изначально на развитие тибетской живописи оказывали влияние две мощные культуры соседних стран — Индии и Китая. Некоторое влияние имело искусство центрально-азиатских княжеств, таких, например, как Хотан или Хара Хото, где существовала своеобразная живописная традиция. В западном Тибете ощущалось влияние искусства Кашмира, которое сочетало в себе приёмы искусства периода правления Гуптов и искусства восточно-индийской династии Пала. Стиль, возникший из сочетания всех этих разнородных элементов, тибетские источники именуют «кадам», связывая его с деятельностью Атиши и созданной им буддийской школы Кадам. Этот стиль получил распространение в западном Тибете в XI веке при династии Гуге; его можно обнаружить в Спити, Гуге, Пуранге и Цапаранге.
Наиболее яркими примерами живописи этого периода являются росписи западно-тибетских монастырей в Маннанге, Табо и Алчи, которые относят к первой пол. XI века. В них видна стилистическая связь, как с искусством Индии, так и с искусством центрально-азиатских буддийских центров. Росписи Дукханга (главный зал) в монастыре Табо (Спити), выполненные ок. 1040 года представляют собой самый ранний из сохранившихся полных живописных циклов, посвящённых так называемым трём первым поворотам колеса Дхармы: житию Будды и распространению его учения.
Росписи в Сумцеке (два главных зала монастыря Алчи-Гомпа), отличает необычная светотеневая моделировка фигур, напоминающая ранние произведения кубистов. Идейная программа этих росписей посвящена трём телам Будды (Нирманакая, Самбхогакая и Дхармакая).
Проведя несколько лет в западном Тибете Атиша в 1045 году перебрался в центральный Тибет и явился духовным главой-основателем буддийской школы Кадам, который стал ведущим в возрождении буддизма в провинциях Уй и Цанг. Его ученик Дром Тонпа (ум. 1064) основал первый монастырь этой школы (1054) после смерти своего учителя. Во второй половине XI века и в XII веке возникали и строили свои монастыри другие буддийские школы: Марпа (1012—1095) и его ученик Миларепа (1040—1123) основали школу Кагью; Дрокми (992—1072) и семейство Хон основали школу Сакья с главным монастырём Сакья в Цанге. Эти школы буддизма наряду с Ньингма, который появился ещё во времена первого распространения буддизма, составили костяк буддийских религиозных институтов в Тибете.
В центральном Тибете от этого периода сохранились росписи храма Джокханг в Лхасе; они демонстрируют как связь с искусством западного Тибета, так и значительные отличия от него. Им присуща линеарность, напоминающая росписи в Табо ок. 1040 года, однако фигуры выглядят легче и изящнее. Некоторые исследователи усматривают в этих росписях отзвуки китайской живописи, в частности в стилистике цветов, написанных в качестве фона.
XI—XII веками датируются первые из сохранившихся икон-танка. Тибетские источники сообщают, что живописи в это время были присущи два стиля: кашмирский стиль «каче» и непальский стиль «бери», каждый из которых имел по три подстиля. В силу ограниченности сохранившего материала исследователям трудно соотнести конкретные произведения с конкретными подстилями.
Сегодня учёные в ранней живописи икон-танка выделяют стиль «индик» (то есть индийский). В наиболее упрощённой версии этому стилю присуща тёмная палитра, доминирование красного или синего тонов, простота композиции (чаще всего это изображение одного божества), иногда в углу изображалась небольшая фигурка монаха. Стиль «индик» существует и в виде более сложных композиций, когда главное божество изображалось в окружении сопровождающих фигур. В рамках более широко понимаемого стиля «индик» выделяют два подстиля — «шарри» и «бери». Стиль шарри («шар» — восточная Индия, «ри» — живопись) явился отражением тенденций буддийской живописи, которая существовала в то время в восточной Индии и Бенгалии.
Стиль «бери» более изыскан, он имеет непальское происхождение. Непальское буддийское искусство развивалось, по меньшей мере, с V века и имело сильное влияние в Тибете (одной из двух жён инициатора введения буддизма в Тибете царя Сонгцена Гампо была непальская принцесса). В период правления тибетского царя Ралпачана (806—838) непальские мастера расписали монастырь Таши Гепхел. Пиком распространения непальского стиля был период, когда в Китае к власти пришла династия Юань (1271—1368) — при Хубилай-хане непальское искусство получило статус имперско-официального.
В 1203 году исламские завоеватели разгромили все важные буддийские центры в восточной Индии и Бенгалии, и множество беженцев-монахов, среди которых были художники и скульпторы, осело в долине Катманду. Непальские художники создали новый, композиционно насыщенный и изысканный стиль изображения божеств, который лёг в основу того, что именуют «бери» (он же «балри» или «палри»). Все стили тибетской живописи существовали параллельно на протяжении веков, а «шарри» и «бери» в XIII—XIV веках доминировали в тибетской живописи.

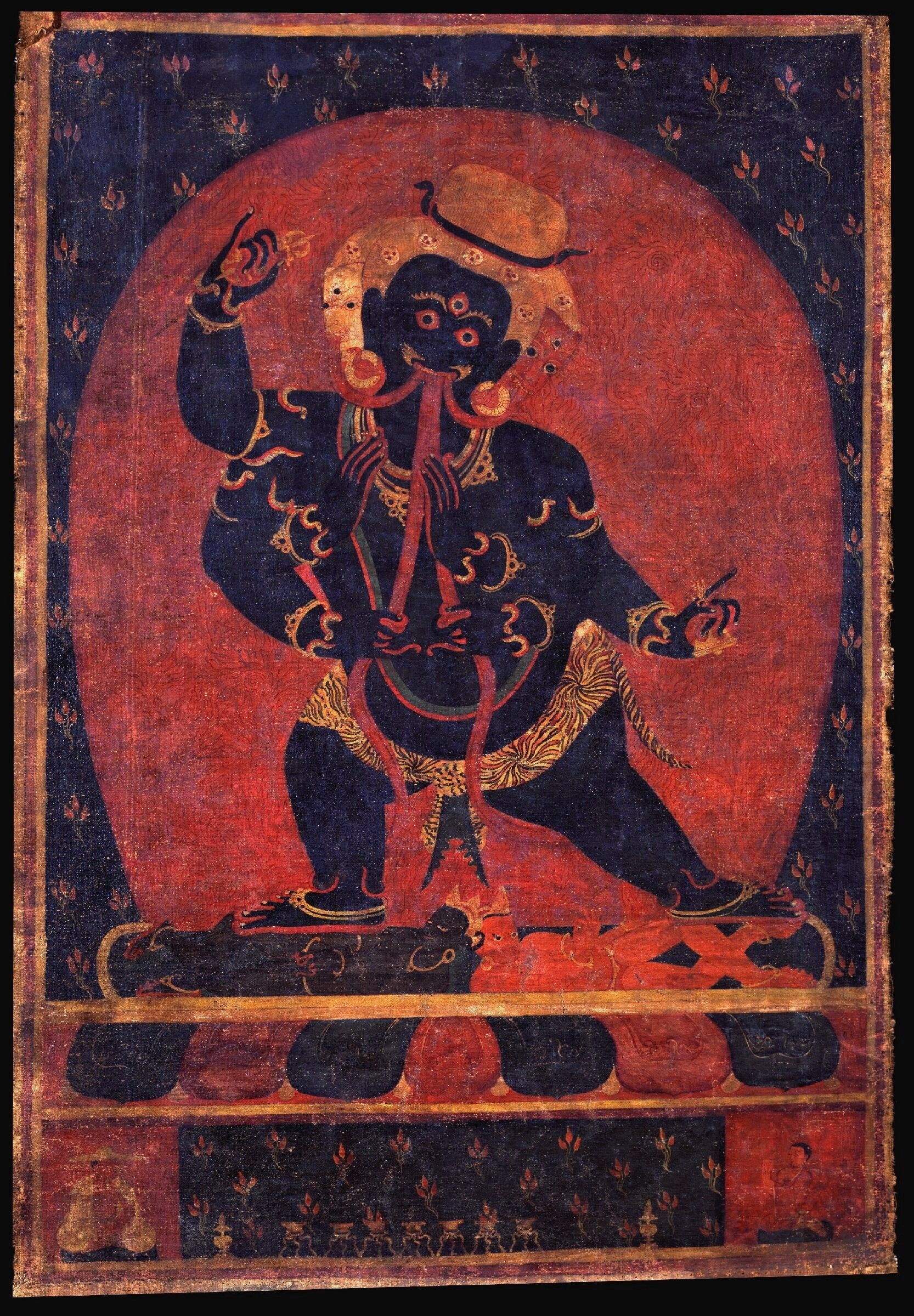
Махакала. XII век. Художественный музей Рубина, Нью Йорк. Стиль ранний индик.
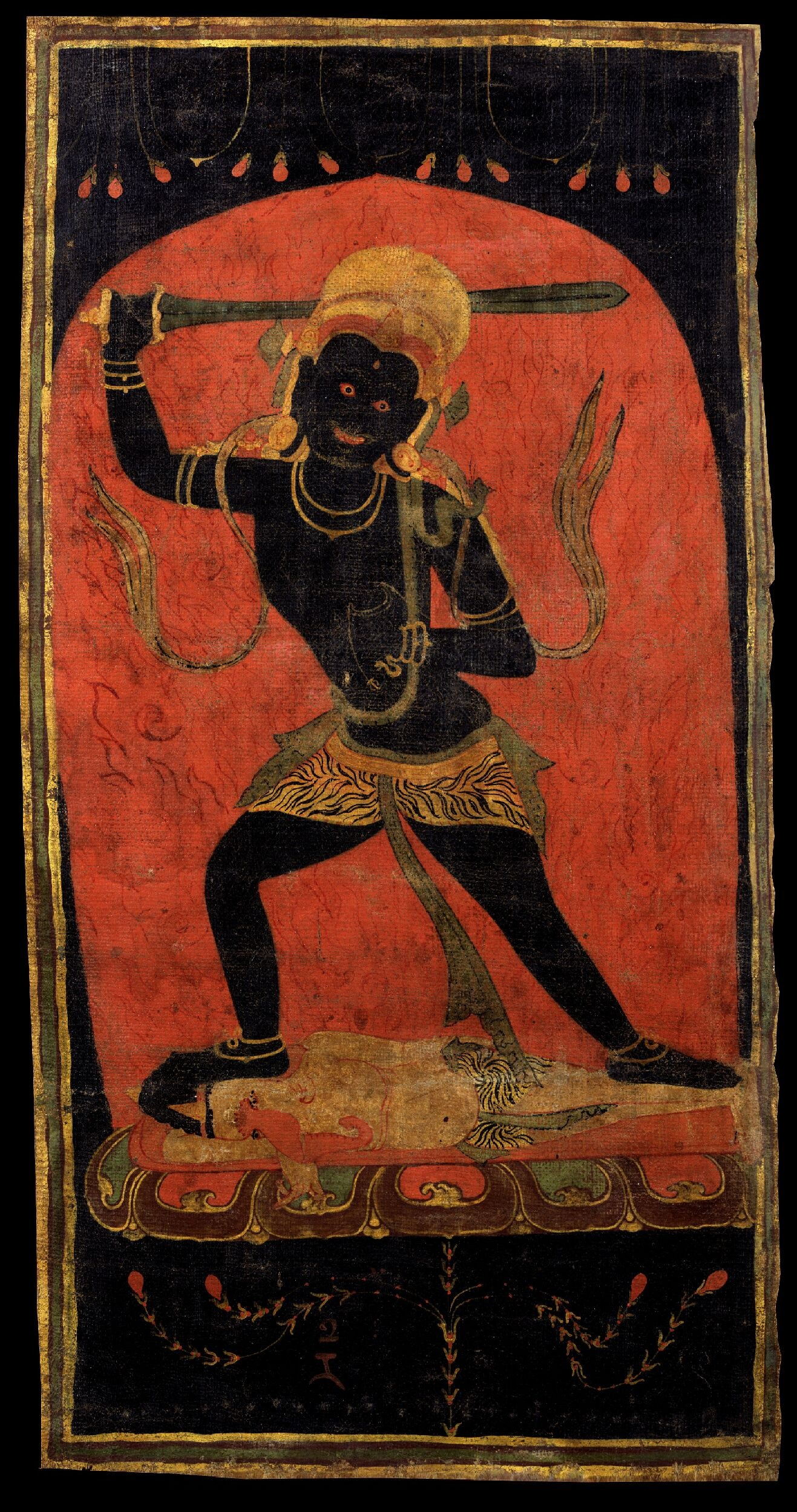
Арья Ачала, XII век, Частное собрание. Стиль ранний индик.
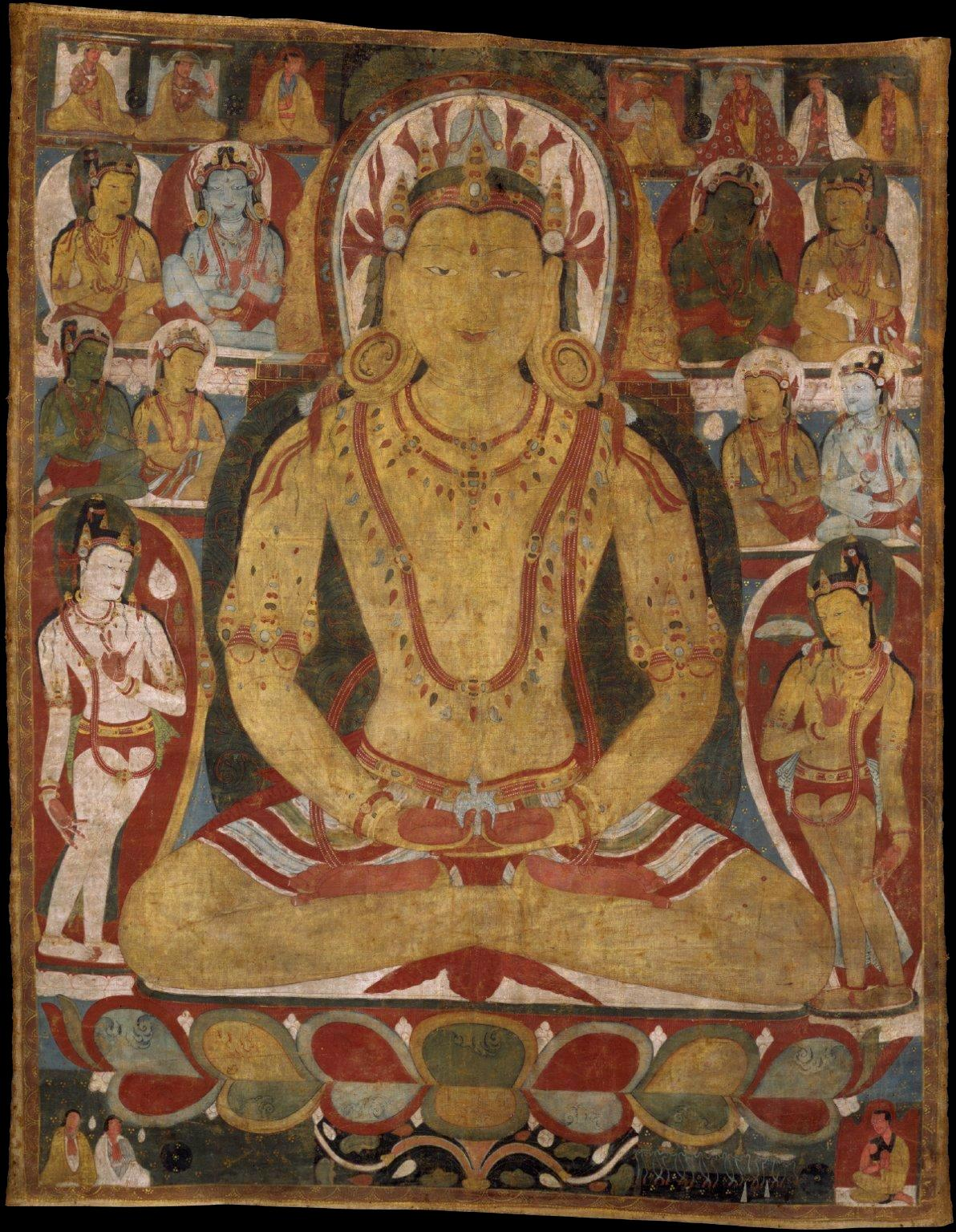
Будда Амитаюс в сопровождении бодхисаттв. XI век. Музей Метрополитен. Нью-Йорк. Стиль шарри.
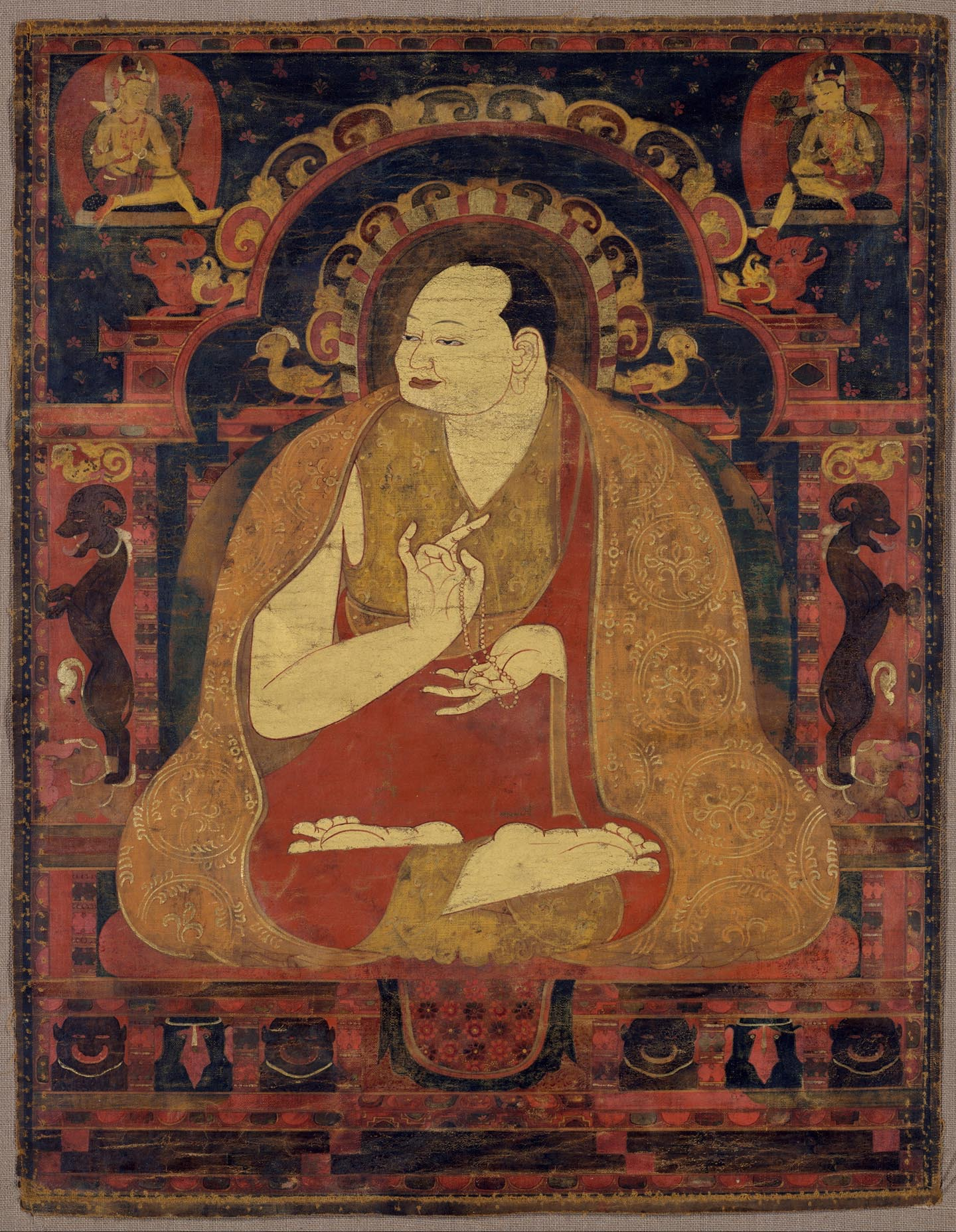
Портрет ламы. последняя четверть XI век. Музей Метрополитен, Нью Йорк.
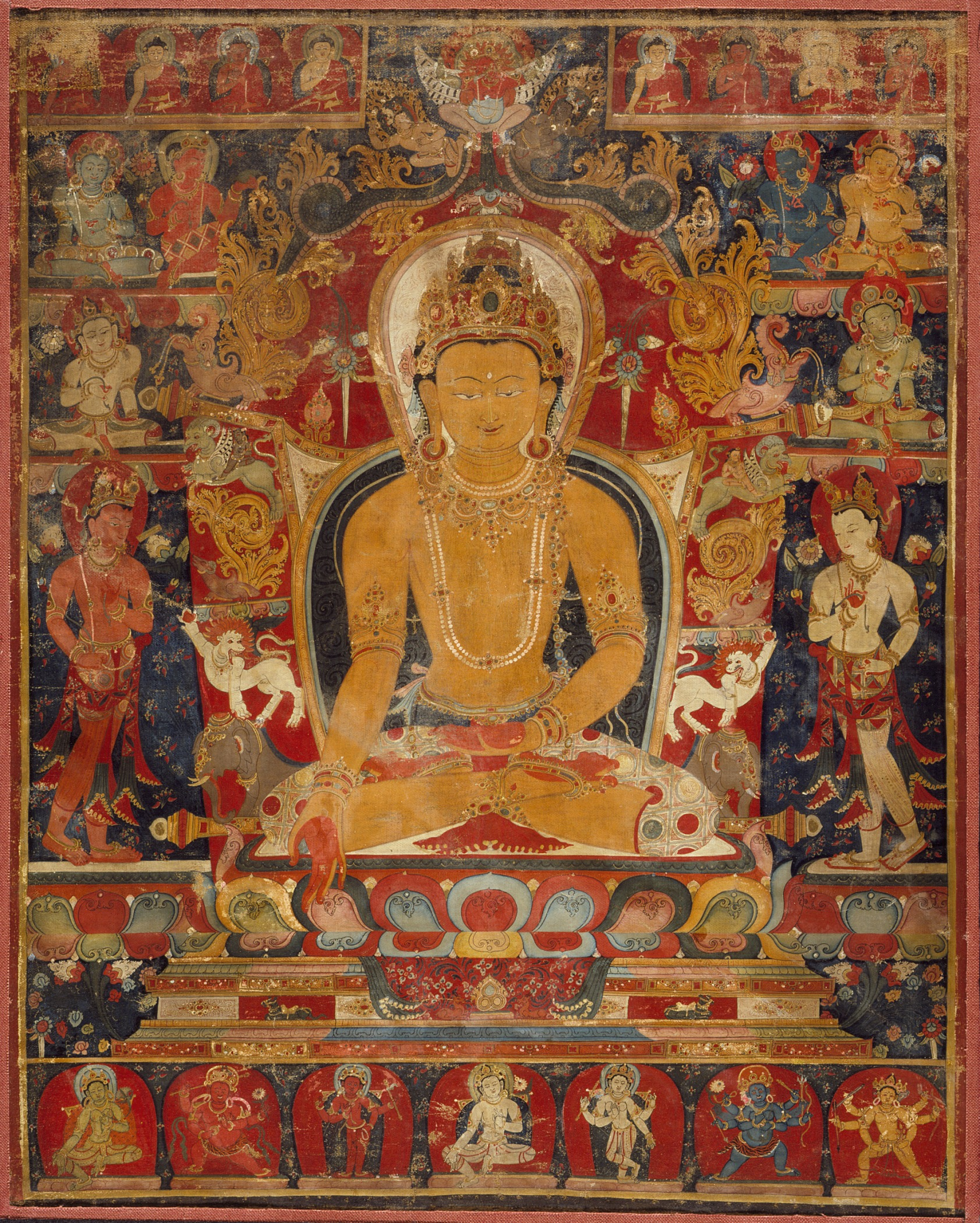
Будда Ратнасамбхава. 1100-1125 гг., Музей округа Лос-Анджелес. Стиль бери.
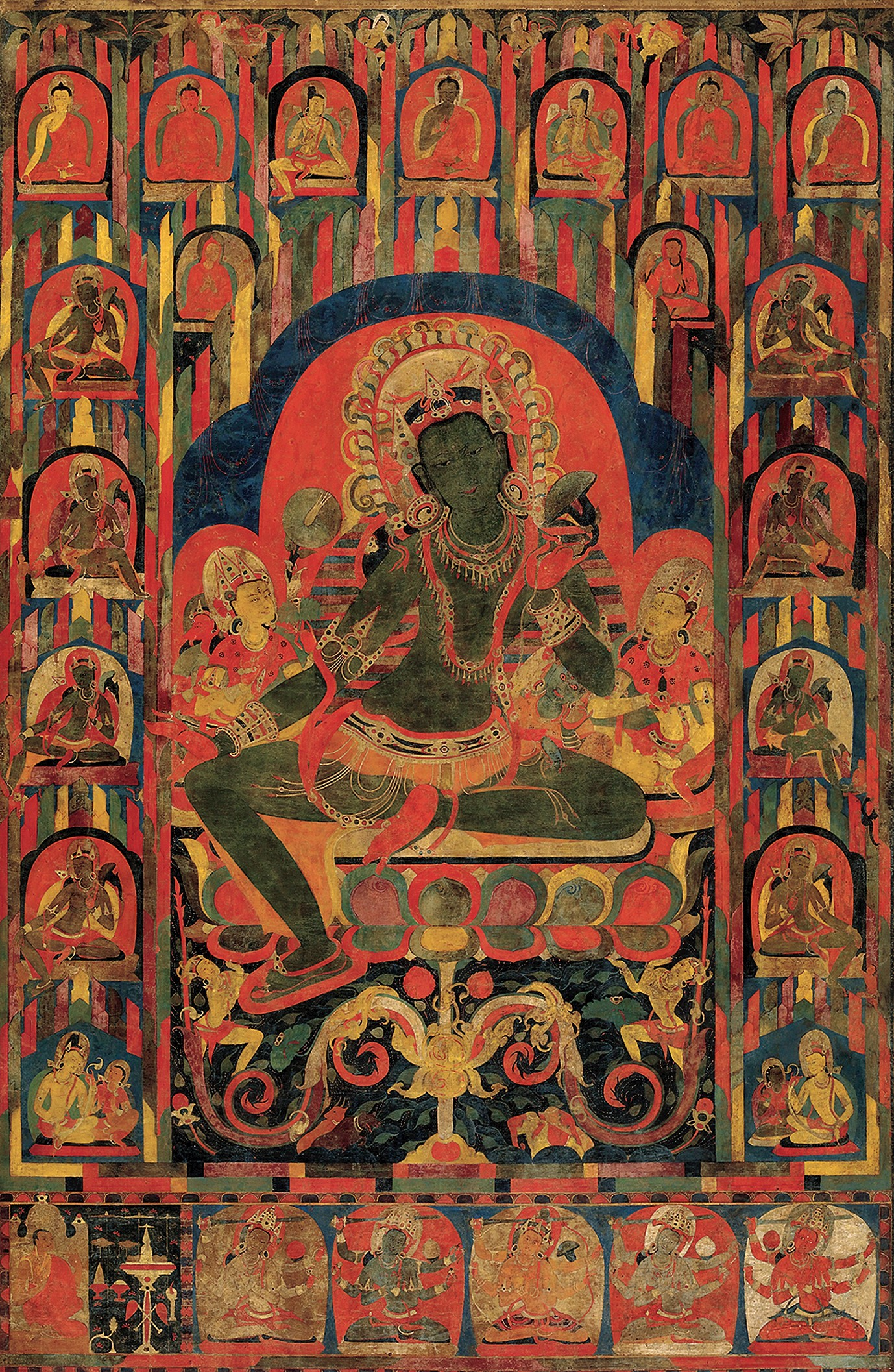
Аштамахабхья Тара, конец XII века, Музей Уолтерса, Балтимор.
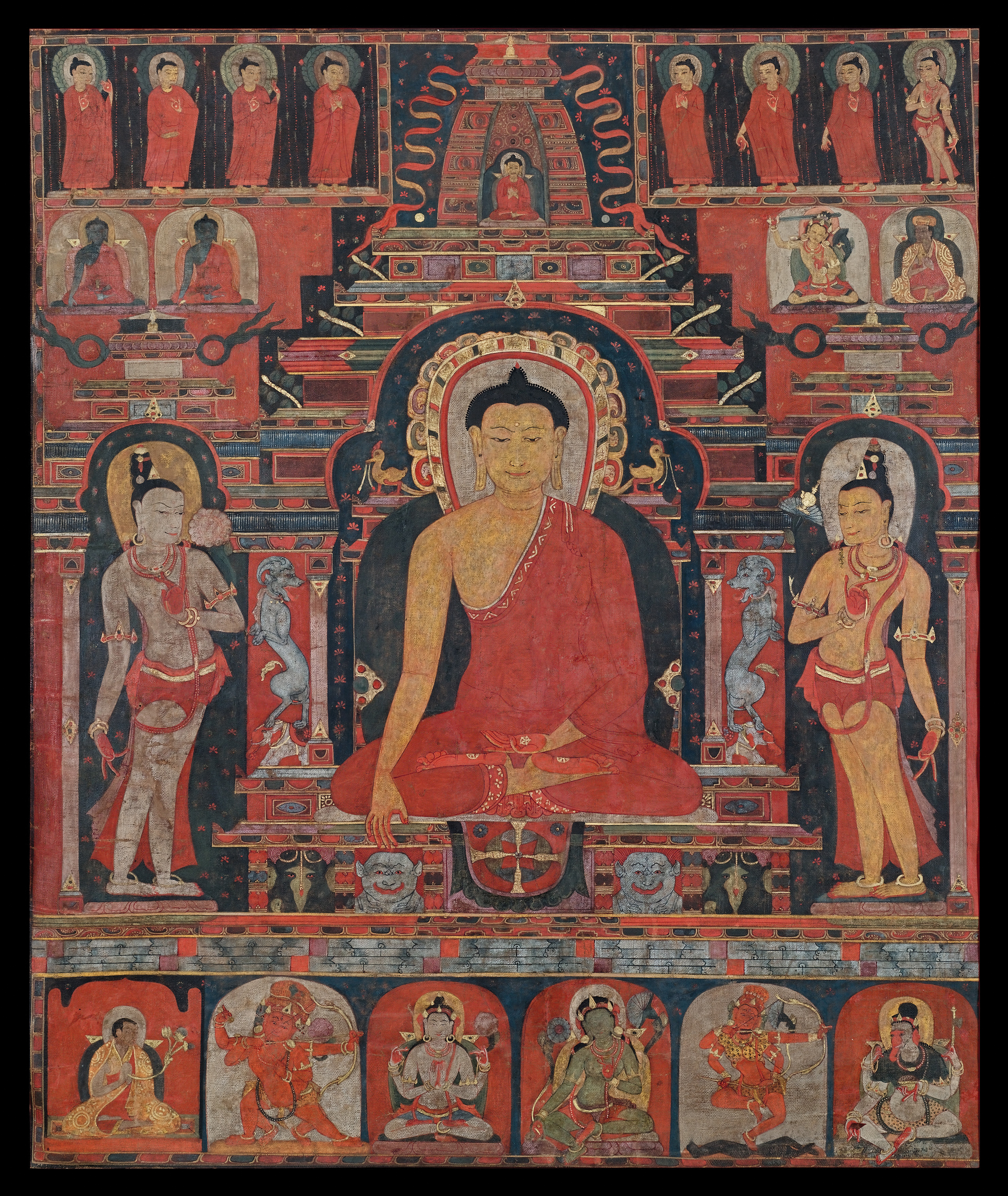
Будда Шакьямуни в Бодхгайе. кон. XII—нач. XIII века, Частное собрание. Стиль шарри.

### XIII—XIV века

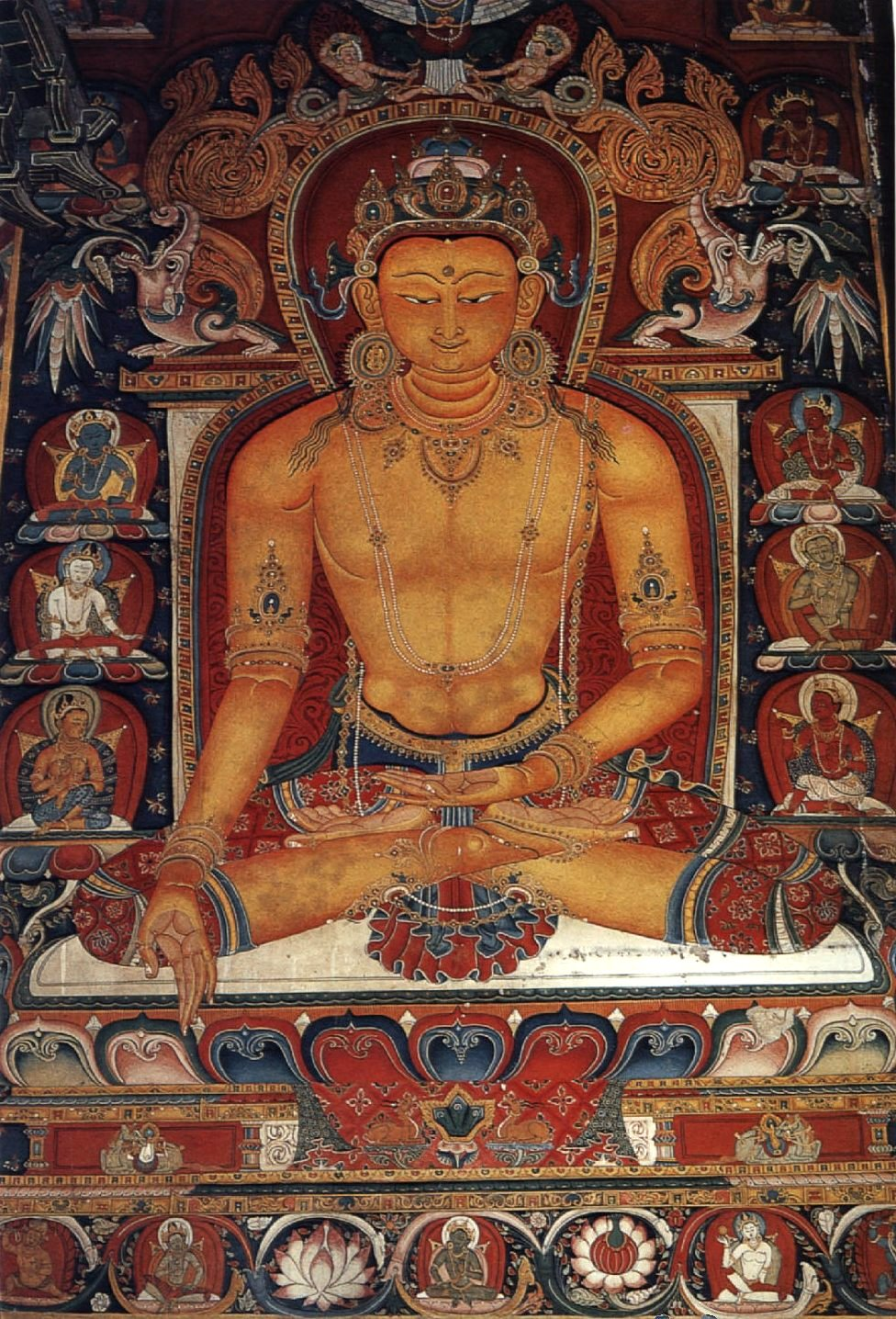
Ратнасамбхава. Роспись монастыря Шалу. ок. 1306 года

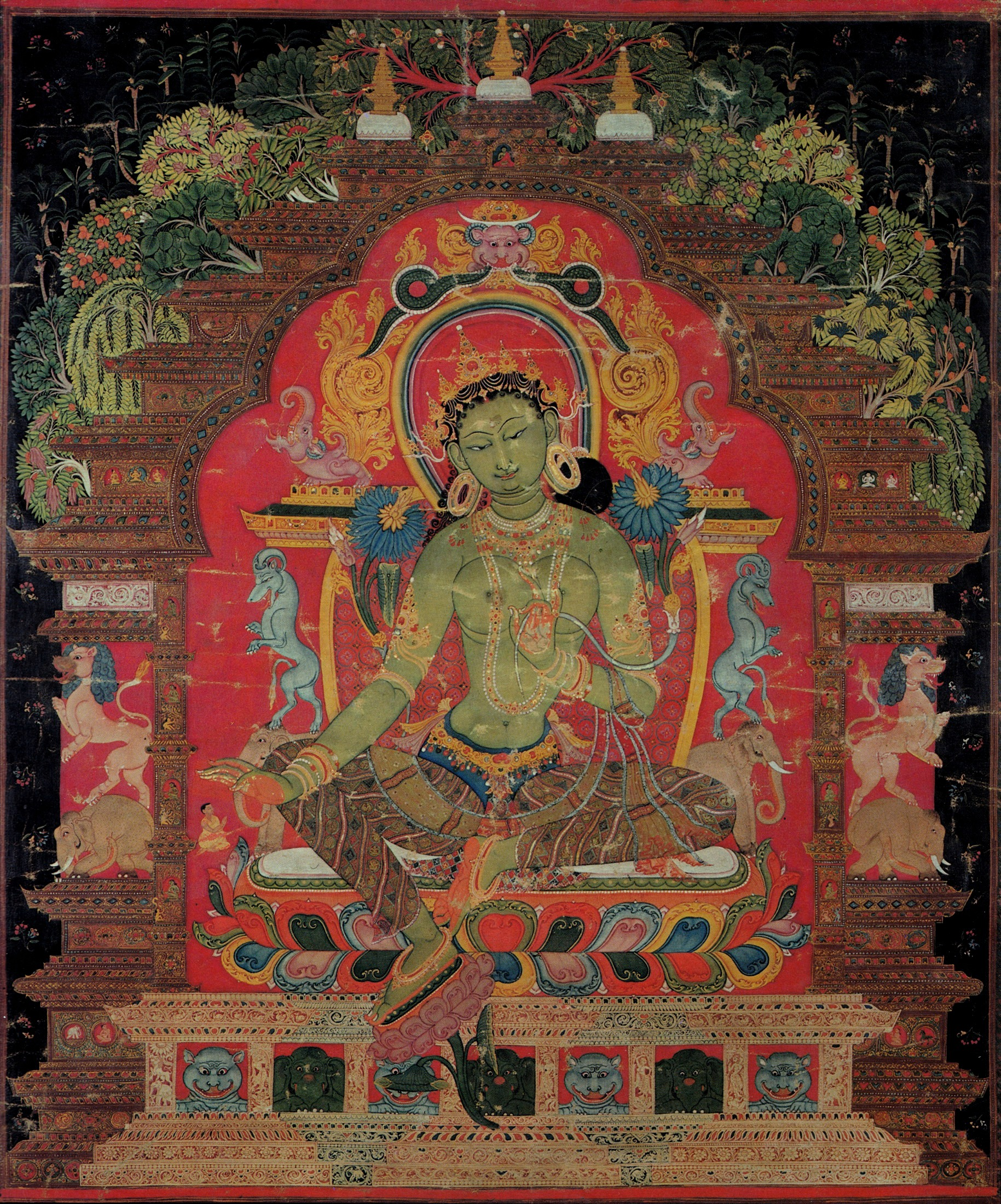
Зелёная Тара. кон. XII — нач. XIII в. Музей искусства, Кливленд. Один из шедевров непальского стиля.

В XIII веке монгольские завоевания перекроили карту Азии. В завоёванном Китае утвердилась монгольская династия Юань (1271—1368) и Тибет попал в сферу её политического влияния. Ещё до её установления, в 1244 году сын хана Угэдэя Годан вызвал в свою ставку Сакья-пандиту, ведущего учёного тибетской школы Сакья. По сведениям источников, тот вылечил Годана от проказы и обратил в тибетский буддизм. После смерти обоих (1251) император Китая Хубилай-хан пригласил себе в наставники племянника Сакья-пандиты — Пагбу, к которому хан относился с глубоким почтением. В итоге этих связей возникла своеобразная форма политических взаимоотношений Тибета и Китая: духовное наставничество со стороны Тибета в обмен на политическую защиту со стороны китайских императоров. Тем не менее, тибетцы платили монголам дань.
Хубилай-хан набрал в свою администрацию множество иностранцев, а ведущим художником при нём стал приехавший в свите Пагбы непалец Анико, мастерская которого изготавливала буддийские статуи, проектировала и строила здания, создавала буддийские иконы на шёлке. Непальский стиль в это время в Китае пользовался императорским покровительством, он же доминировал и в тибетской живописи. С другой стороны, в Китай вместе с буддизмом ваджраяны проникали и иные тибетские стили, ими отмечены многие памятники эпохи Юань — от архитектурных сооружений Пекина до росписей Дуньхуана.
Непальский стиль «бери» можно видеть в монументальных росписях тибетских монастырей Нортханг, Шалу и Джонанг в регионе У-Цанг. Непальский стиль присущ и многим образцам живописи малого формата; например, известная танка «Зелёная Тара» (кон. XII — нач. XIII века, Музей искусства, Кливленд), которую одни исследователи приписывали тибетской традиции, другие чисто непальской, выполнена в этом стиле. Богиня восседает на роскошном, украшенном драгоценными камнями и фигурками мифологических существ, троне. Её обряженная во множество драгоценностей фигура отмечена изяществом. В картине использованы чистые, насыщенные тона. В отличие от стиля «шарри» арка трона не прямая, но снабжена декоративными изгибами. Стиль «бери» можно видеть и во многих росписях тибетских книжных обложек. Он доминировал в тибетской живописи приблизительно до середины XV века.
В юаньском Китае непальский стиль постепенно смешивался с традиционной китайской живописью, которая к этому моменту насчитывала уже более тысячелетия последовательного развития. Этот смешанный сино-тибетский стиль в свою очередь проникал из Китая в восточный Тибет и распространялся там. В тибетском искусстве XIV века появились танки с изображением архатов, в которых китайское влияние выражено очень сильно. В первую очередь это касается пейзажного фона, но и сами архаты несут в себе печать явно китайского прототипа, поскольку традиция изображения архатов в китайской живописи была глубоко проработана, по меньшей мере, с IX века (судя по всему, в индийском искусстве иконография архатов не разрабатывалась вообще: до наших дней не дошло ни одного древнеиндийского изображения архатов).
В связи с ослаблением, а затем и падением власти монголов в Китае (сер. XIV века), Тибет в правление Джанчуба Гьялцена (1354—1364) и его преемников обрёл самостоятельность. Западный Тибет, часть которого с XII века находилась под властью непальской династии Малла, к концу XIV века также стал независимым и превратился в несколько автономных княжеств.

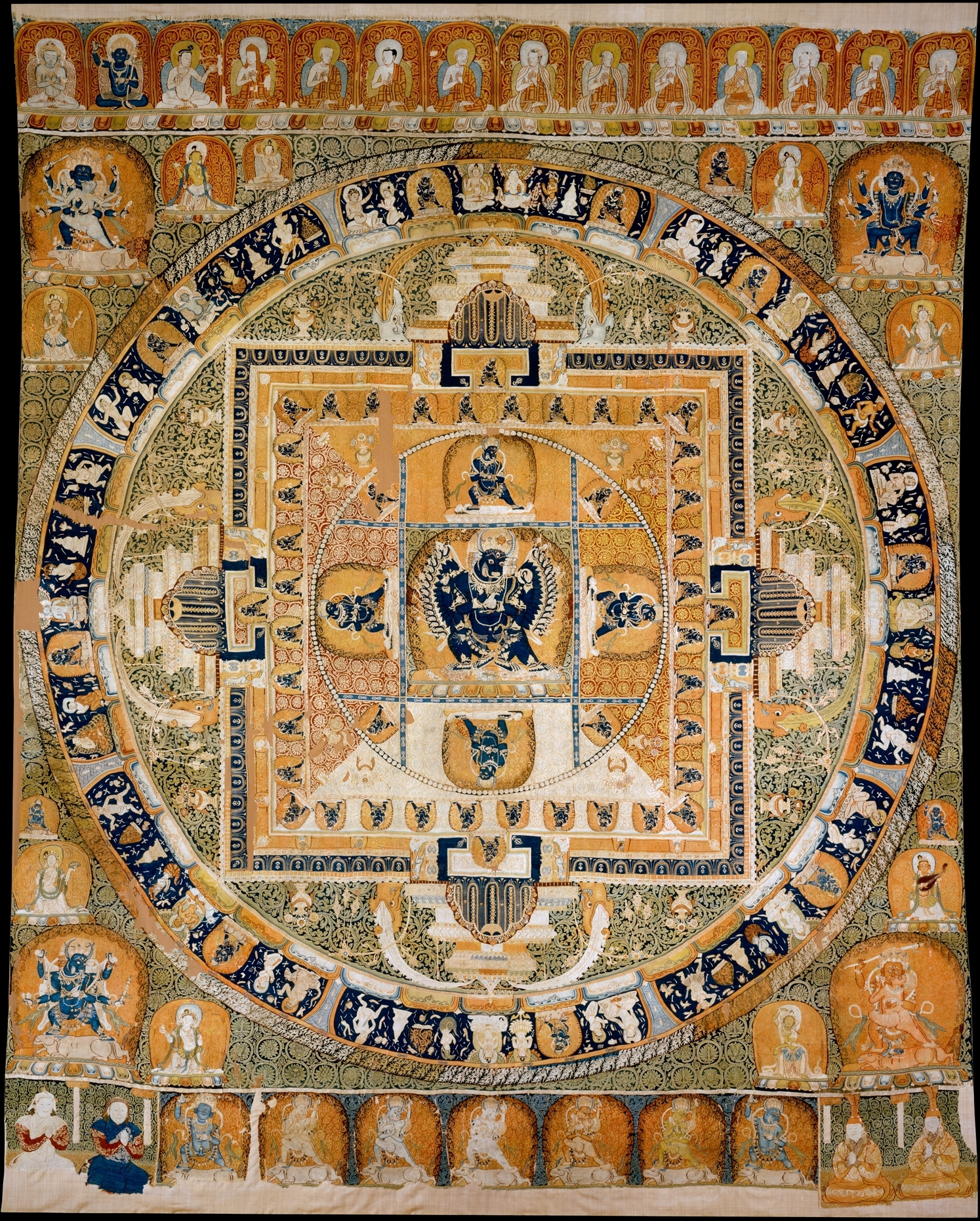
Мандала Ямантаки Ваджрабхайравы. 1330—1332 гг., Китай, эпоха Юань. В нижней части изображены сыновья Хубилай-хана Туг-Тэмур и Хошила. Музей Метрополитен
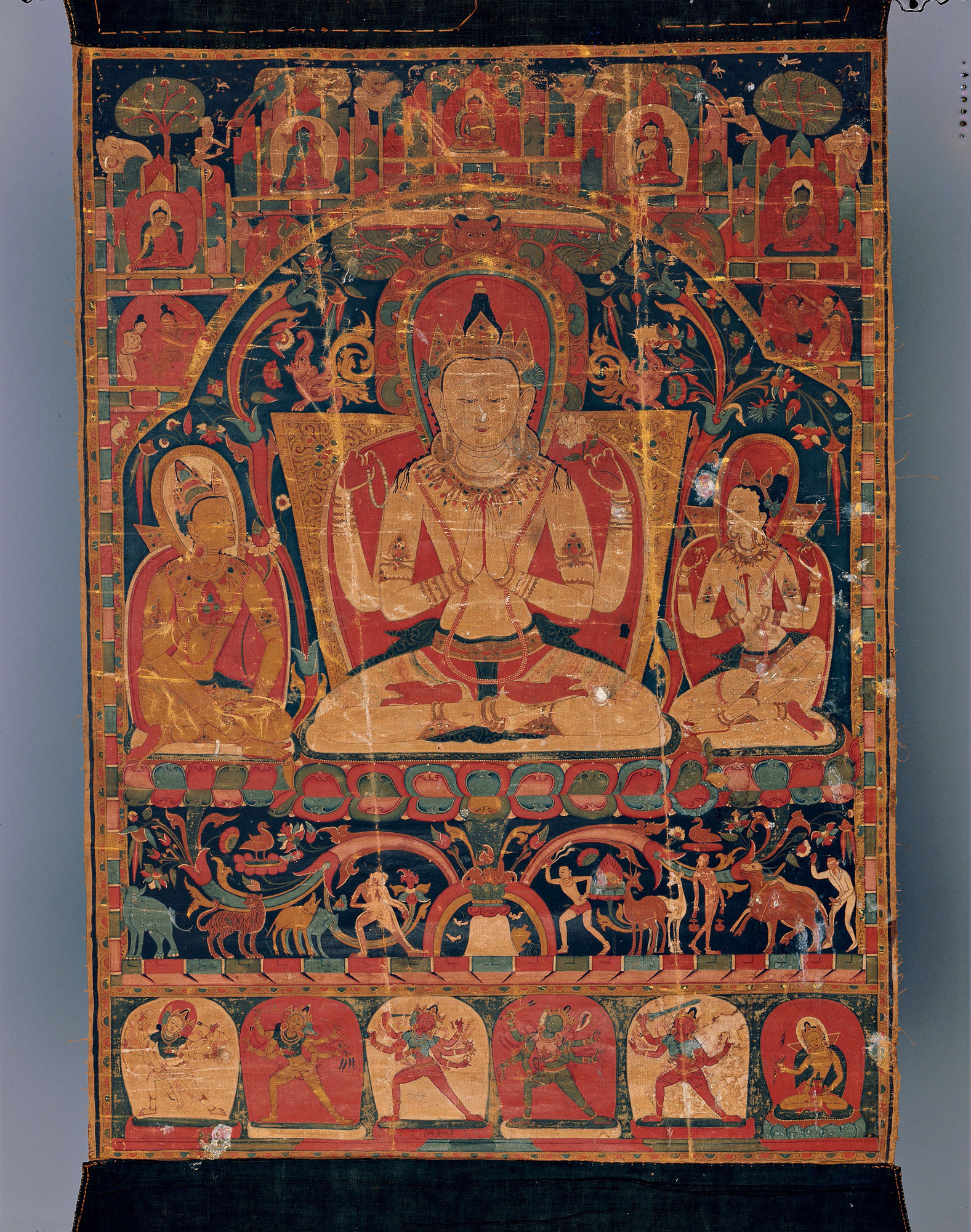
Шадакшари-Локешвара. 1-я пол. XII века, Дворец Потала, Лхаса.
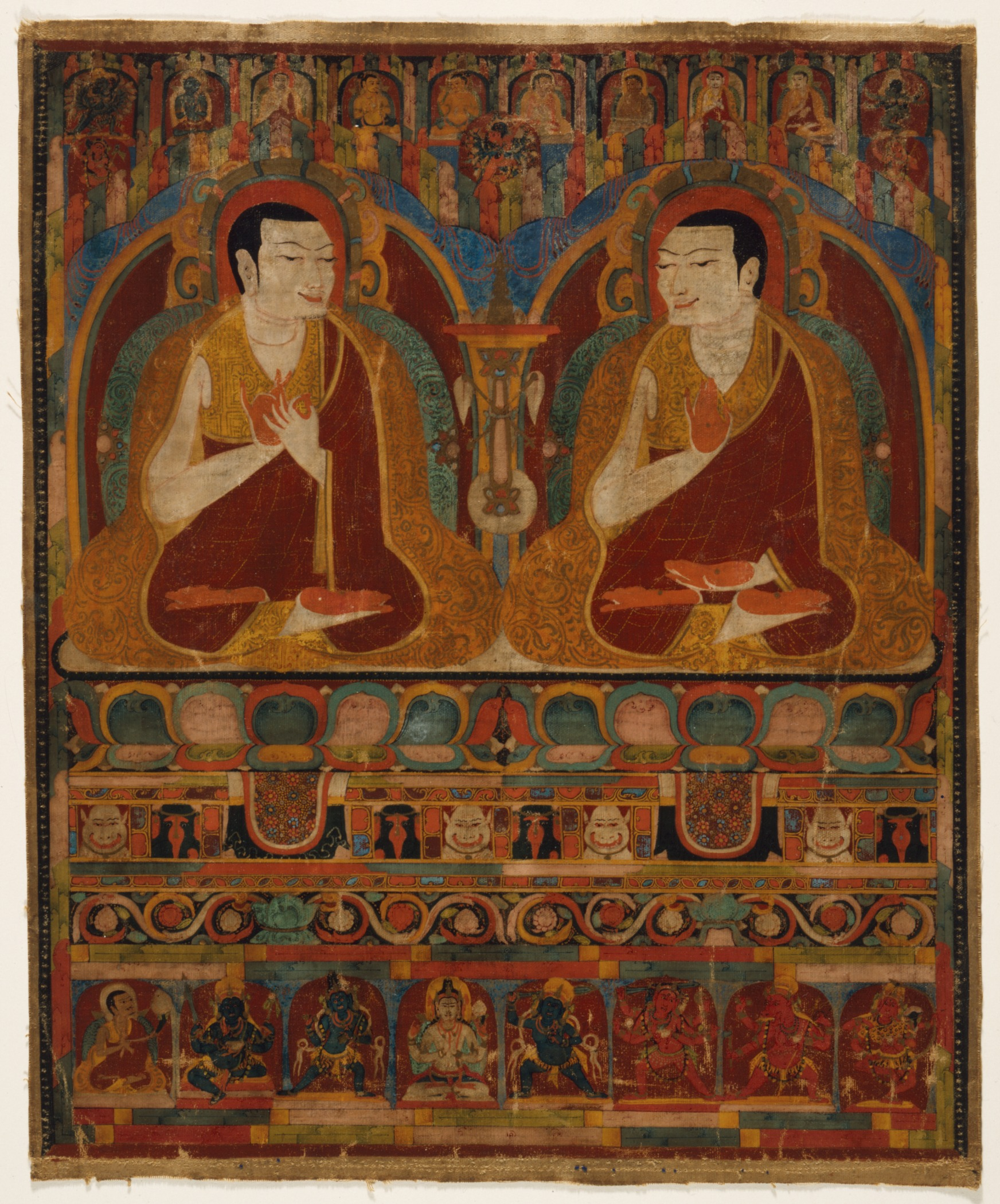
Портрет двух лам. XIII век, Лос-Анджелес, Музей округа
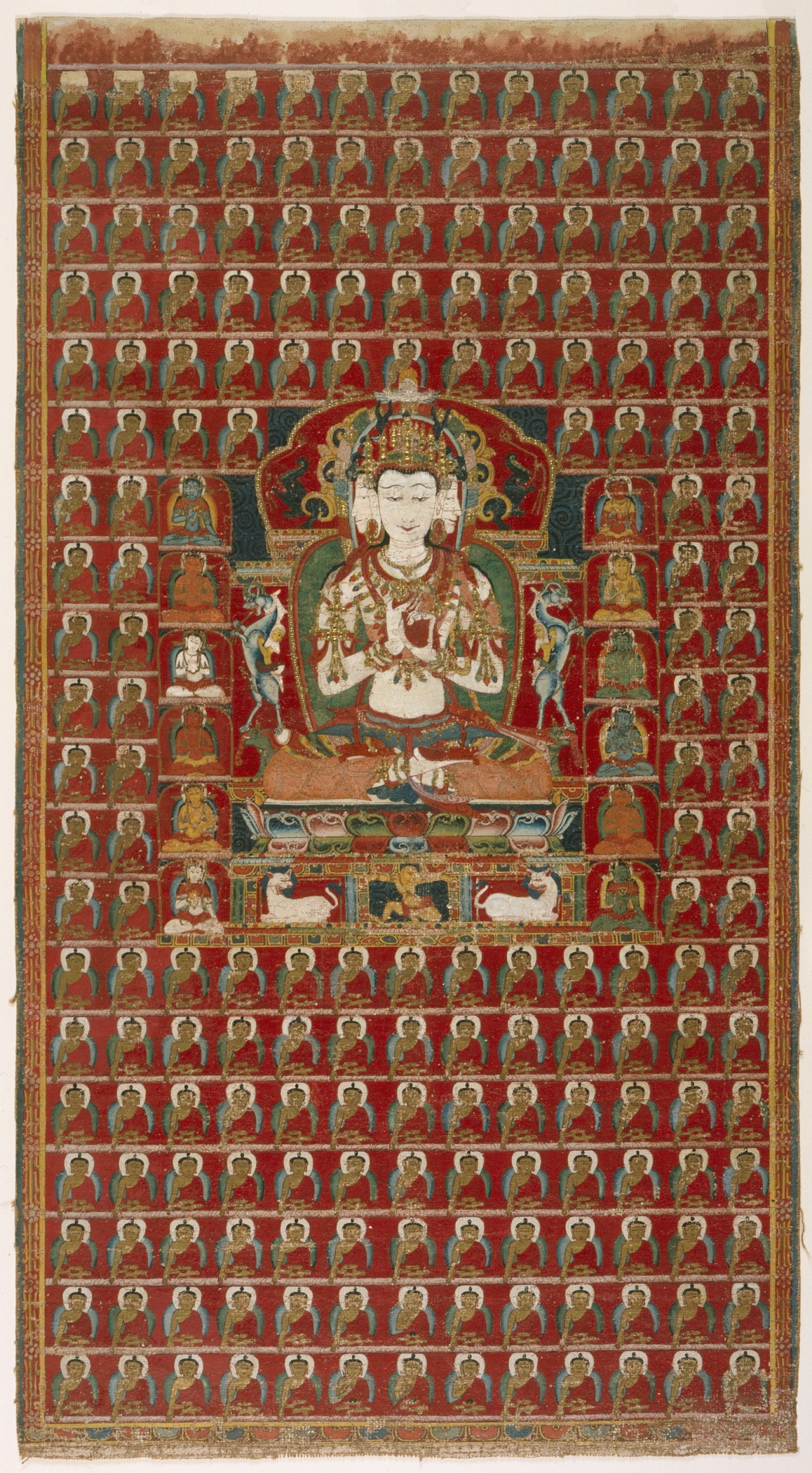
Вайрочана. Кон. XIII—нач. XIV века, Лос-Анджелес, Музей округа
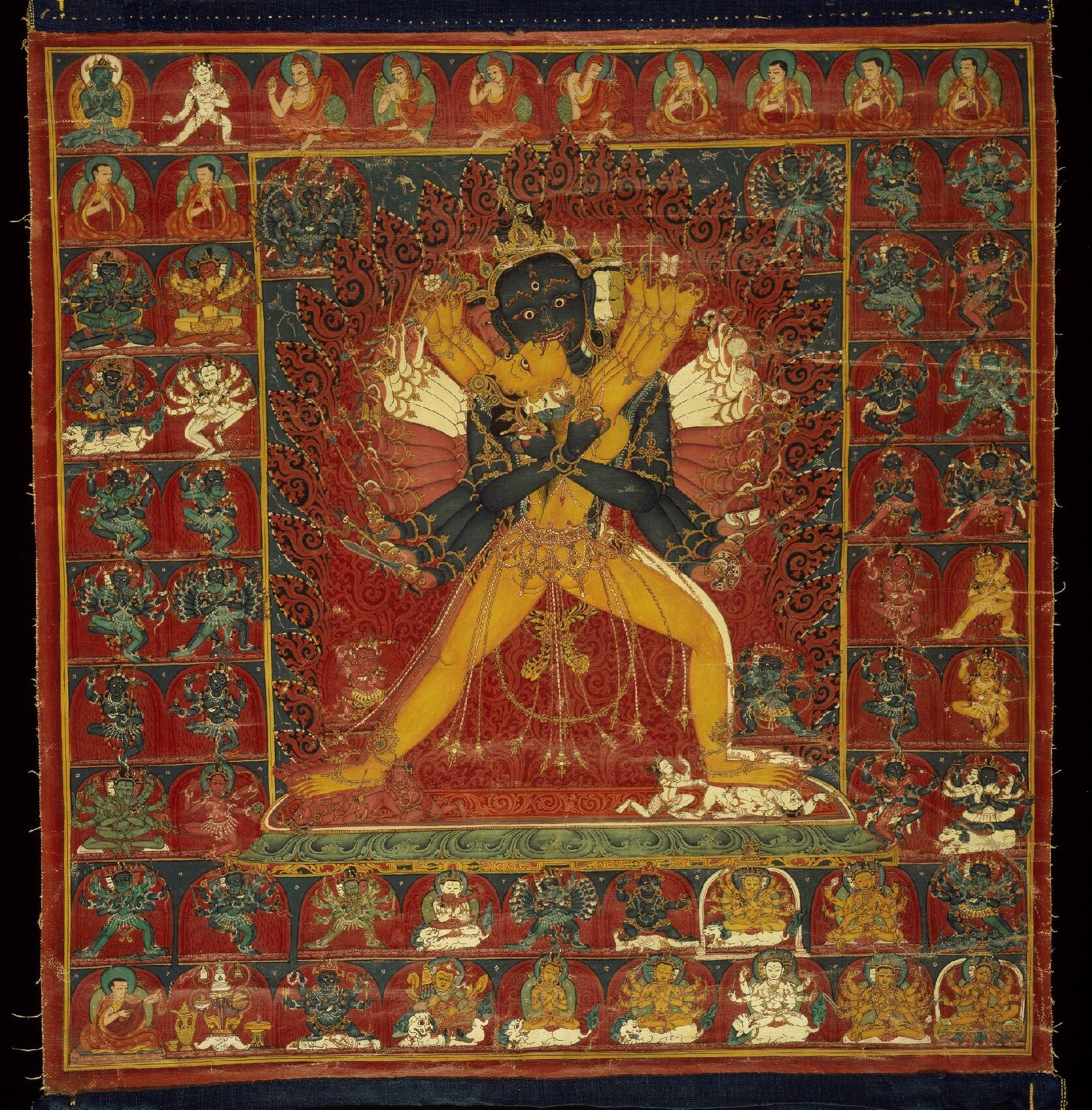
Калачакра. XIV век, Бостон, Музей изящных искусств
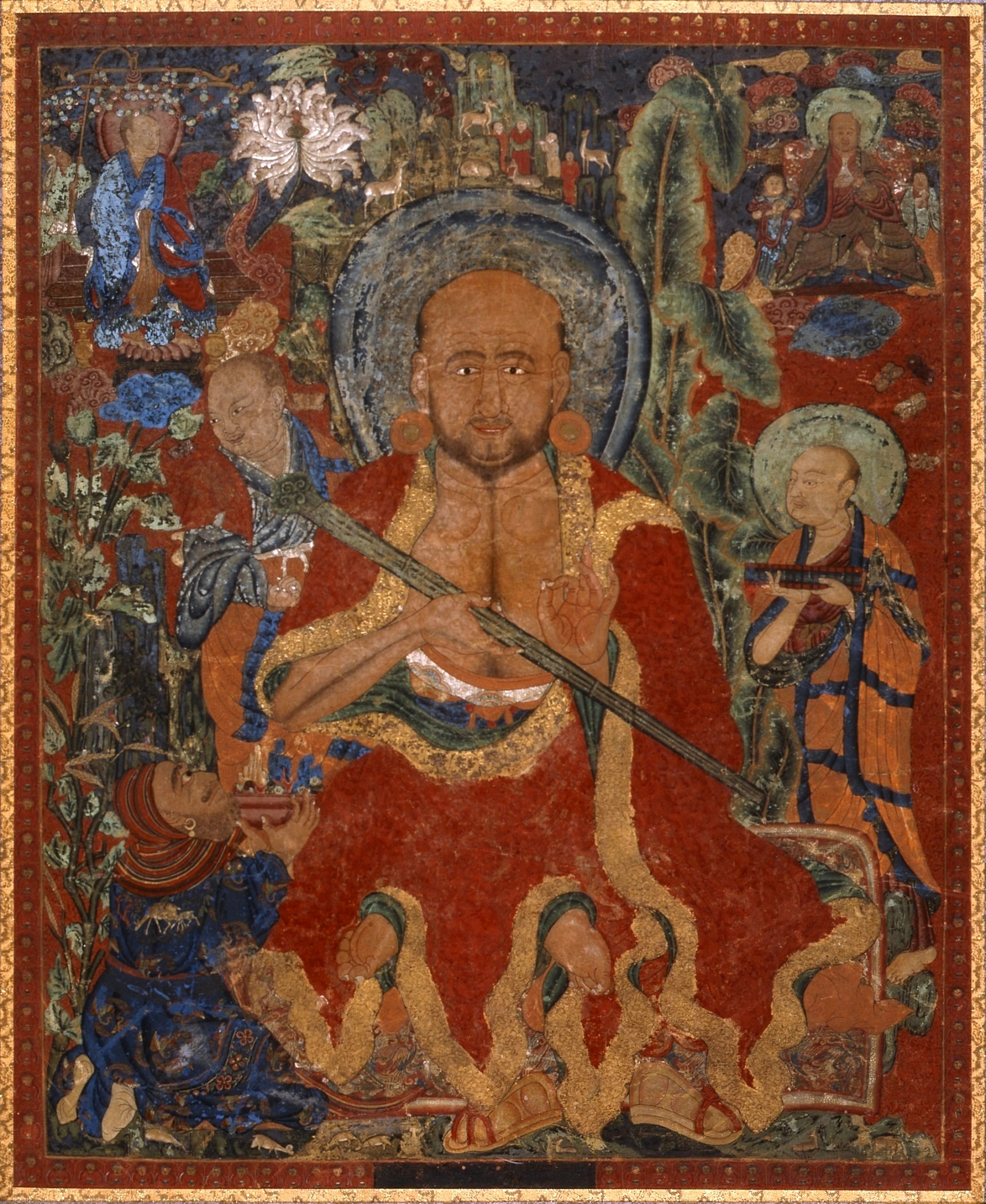
Архат. Сер. XIV века, Лос-Анджелес, Музей округа

### XV век

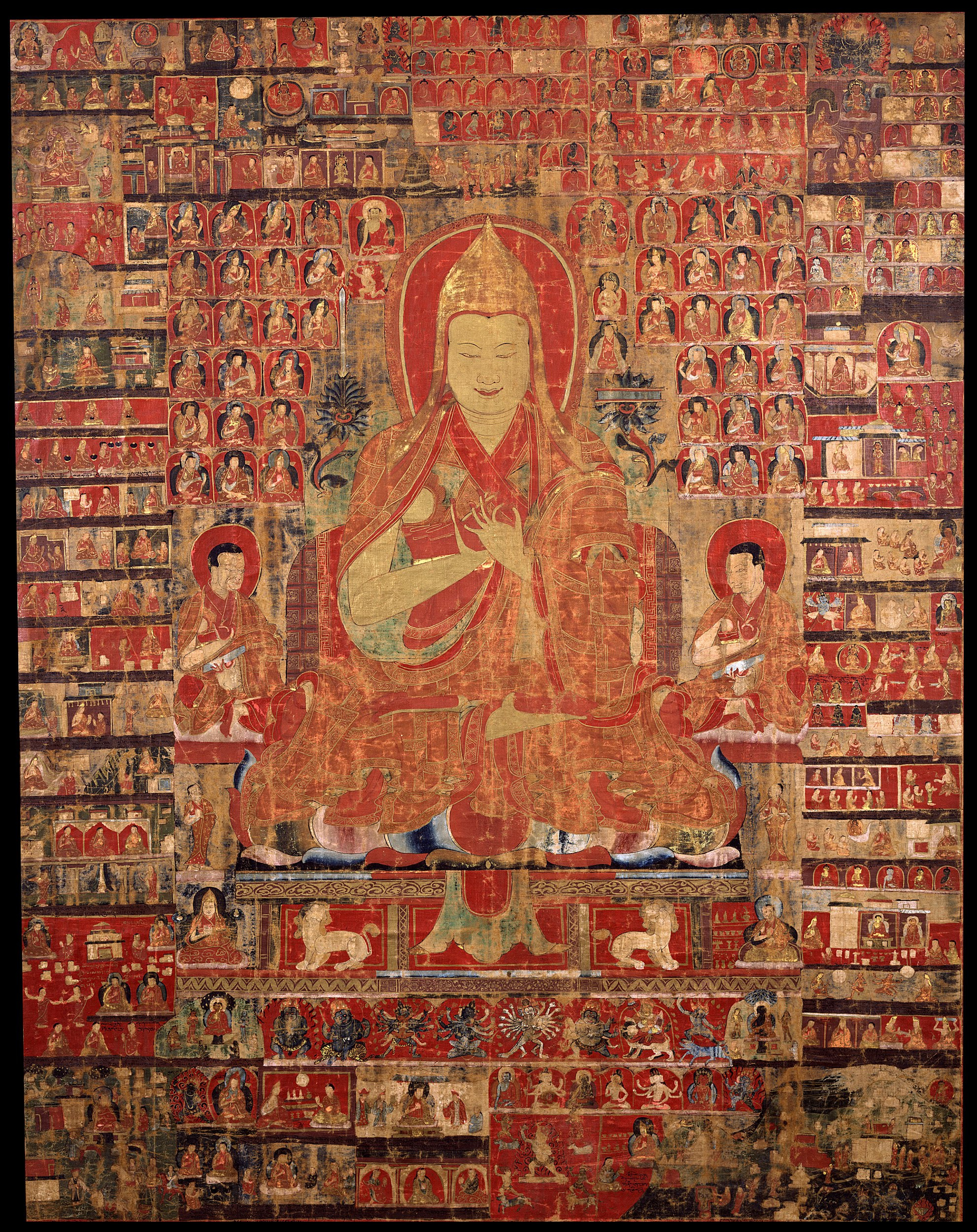
Одно из самых ранних изображений Цонкапы. XV век. Художественный музей Рубина, Нью Йорк

XV век в истории тибетской живописи был очень важным. Это было относительно мирное время, которое характеризовалось расцветом тибетского буддизма и его искусства. Центральной фигурой этого периода был Цонкапа (1357—1419), выдающийся учёный и преобразователь буддизма. Его считают основателем буддийской школы Гелугпа и автором множества тибетских нововведений: организации ежегодных молитвенных фестивалей монлам в 1409 году, введения национального Нового года, традиции украшения статуи Джово Шакьямуни в Джокханге и т. д. В том же 1409 году он основал большой монастырь Ганден к северо-западу от Лхасы, в котором монахи обучались наукам Гелугпа. Цонкапа был также теоретиком искусства и написал иконометрический трактат.
В Китае с 1368 года утвердилась династия Мин (1368—1644). Некоторые минские императоры проявляли интерес к тибетскому буддизму и приглашали разных лам посетить Китай, в том числе и Цонкапу. Император Чэн-цзу (1403—1425) наладил отношения с представителями школы Карма, подразделения школы Кагью. При тибетском правителе Дагпа Гьялцене (правил в 1385—1432) начались постоянные контакты Тибета с минским Китаем. Китайцы присылали послов с дарами для высокопоставленных тибетских лам; среди подарков были буддийские статуи и живопись.
В целом для XV века характерно нарастание в Тибете влияния китайского искусства; например, росписи построенного в середине XV века храма Кумбум в Гьянце сочетают индо-непальский стиль, выраженный как в базовой модели божеств, так и в орнаментации и рисунке тканей, с чисто китайским натурализмом при изображении одежды, шарфов и складок тканей. Столь же изысканным сочетанием индо-непальских и китайских элементов пронизаны многие из сохранившихся икон-танка этого периода. Во второй половине века этот процесс привёл к появлению оригинального тибетского стиля, в котором синтез индийских, непальских и китайских элементов был приведён к гармоническому целому. Крупнейшим реформатором живописи, причастным к этому, был художник Менла Дондруп (род. 1440), написавший трактат по иконометрии, и создавший живописный стиль, который в тибетских источниках именуют «менри». Для него характерно более решительное использование элементов и приёмов китайской живописи, в частности, включение классического китайского сине-зелёного пейзажа в тибетскую танку в качестве фона (тибетские источники утверждают, что в «предыдущей жизни» Менла Дондруп был китайским художником). Стиль «менри» стал доминирующим в течение следующих пяти веков и послужил фундаментом для появления нескольких региональных разновидностей.
Чуть позднее возник другой тибетский стиль — «кьенри». Для него характерна более светлая палитра, внимание к мелким деталям, портретная точность при изображении лиц. Появление нового стиля тибетские источники приписывают художнику Кьенце Ванчугу (ок. 1430 — ок. 1500), ученику Допа Траши Гьелпо, который в свою очередь обучался у Менла Дондрупа (согласно другой версии, оба — Менла Дондруп и Кьенце Ванчуг — были учениками Допа Траши Гьелпо). Сохранились росписи монастыря Гонгкар Чоде, выполненные Кьенце Ванчугом в 1464—1476 годах.
В западном Тибете, где с XV по XVII век переживала свой «ренессанс» династия Гуге, росписи храмов и монастырей этого периода также отмечены сочетанием индо-непальских и китайских элементов, и несут в себе черты стилистического сходства с росписями храма Кумбум в Гьянце. Это же сочетание можно видеть в росписях Красного храма в Цапаранге, столице династии, в росписях зала Серкханг в храме Табо (Спити), и в росписях монастыря Тхолинг, выполненных во второй половине XV века.
Живопись восточного Тибета в XV веке находилась под сильнейшим влиянием китайских художественных стилей, присущих раннему этапу правления династии Мин (1368—1644). Особенно ярко эта тенденция выражена в изображениях архатов, которых писали на фоне классического китайского пейзажа.

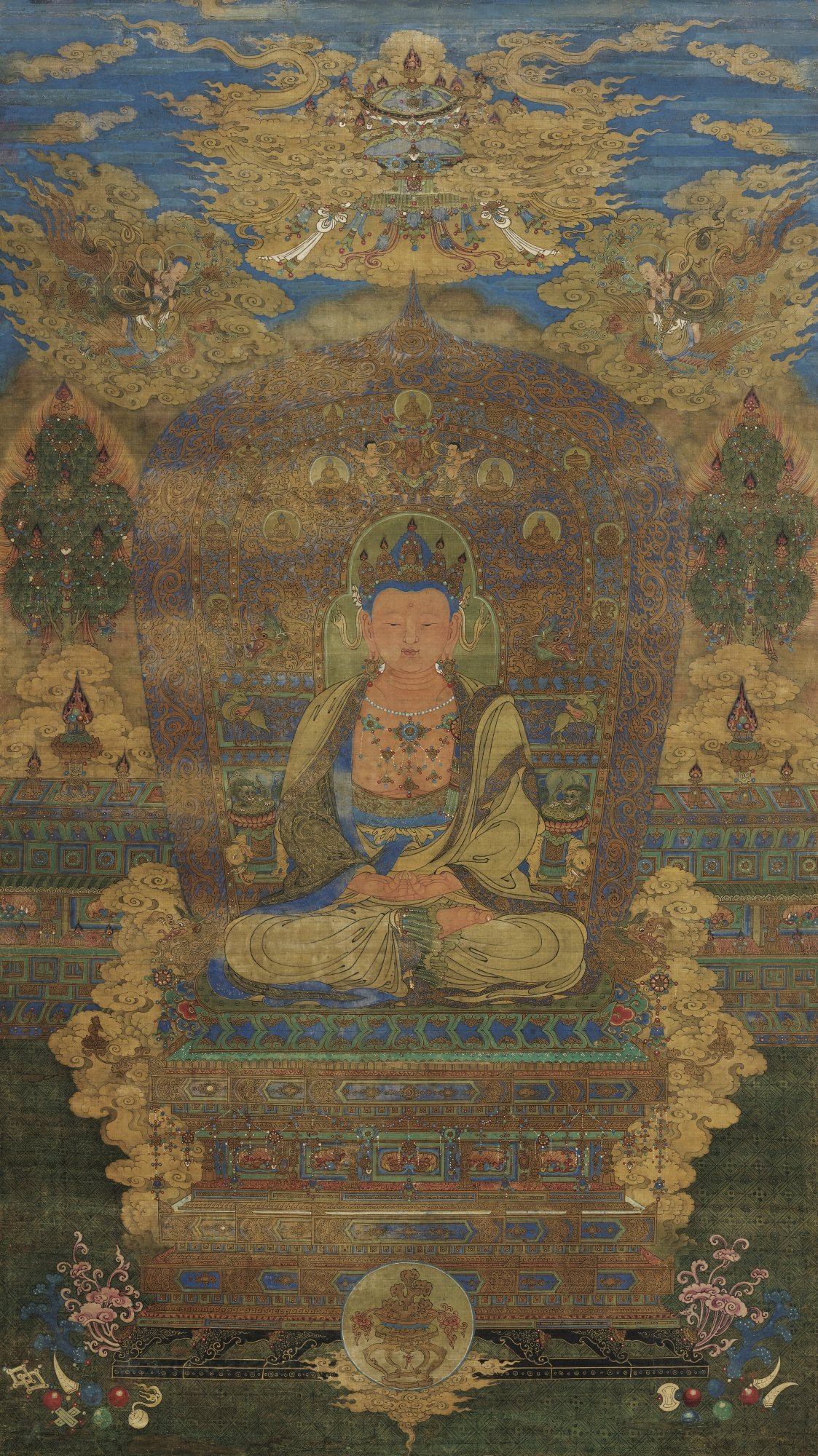
Редкая танка с изображением Будды. Китай, XV век, эпоха Мин. Такие изысканные произведения поступали в Тибет из Китая в качестве даров высокопоставленным ламам.
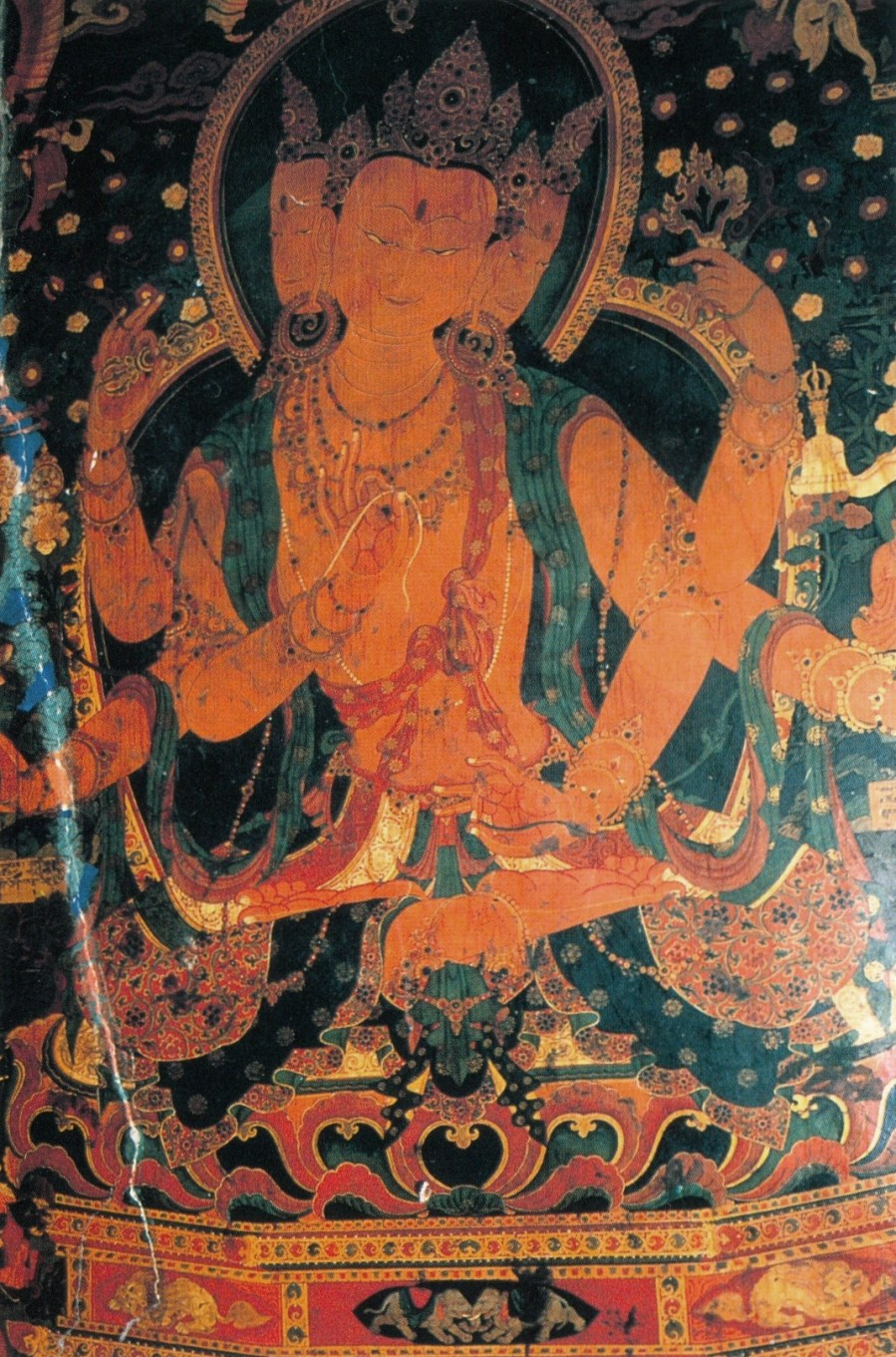
Майтрейя. Роспись монастыря Кумбум. 2-я четверть XV в.
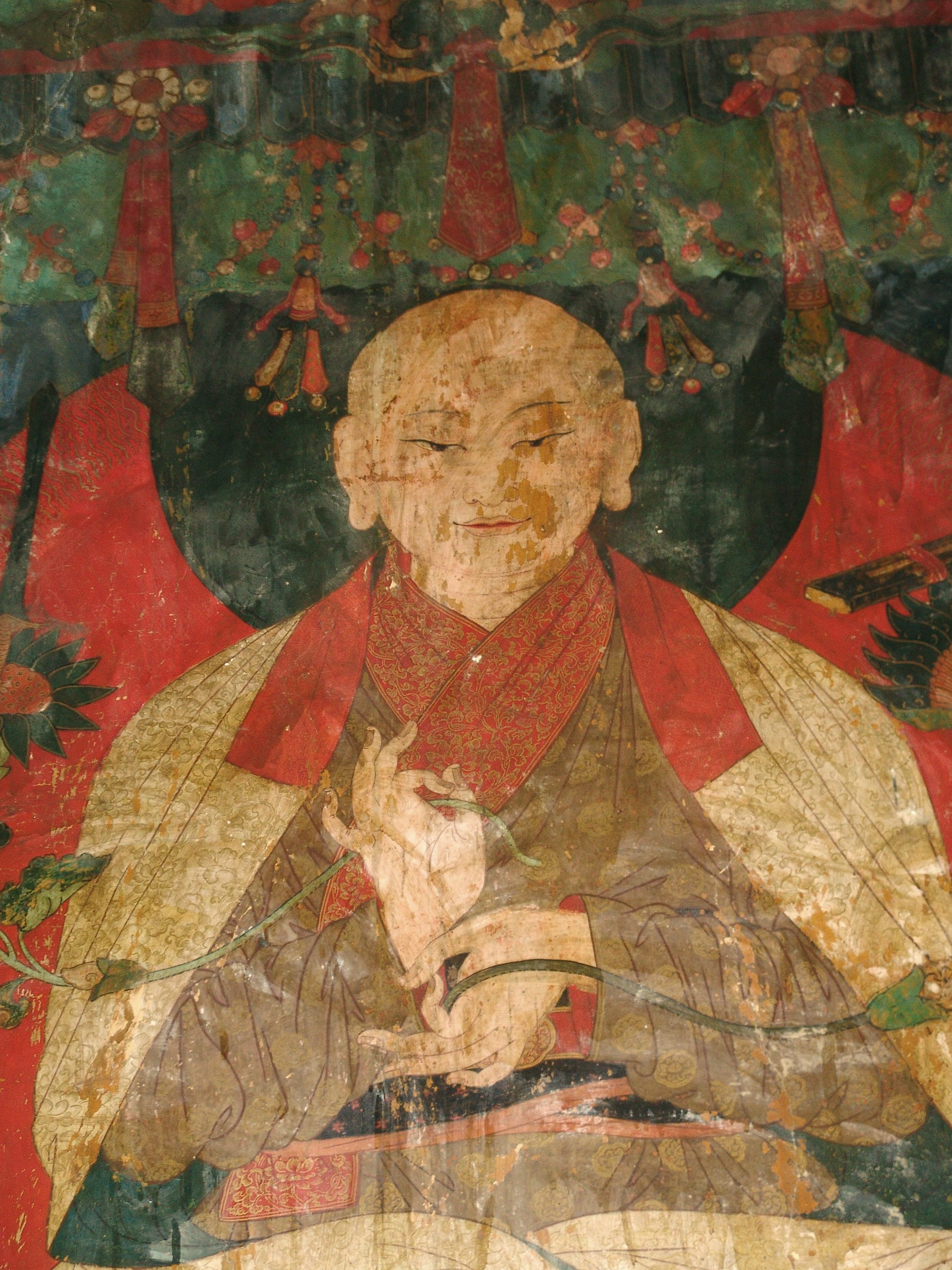
Кьенце Ванчуг. Портрет Саченкунга Ньингпо (1092—1158) — первого из пяти великих мастеров школы Сакья. Деталь росписи монастыря Гонгкар Чоде, 1464—1475 гг.
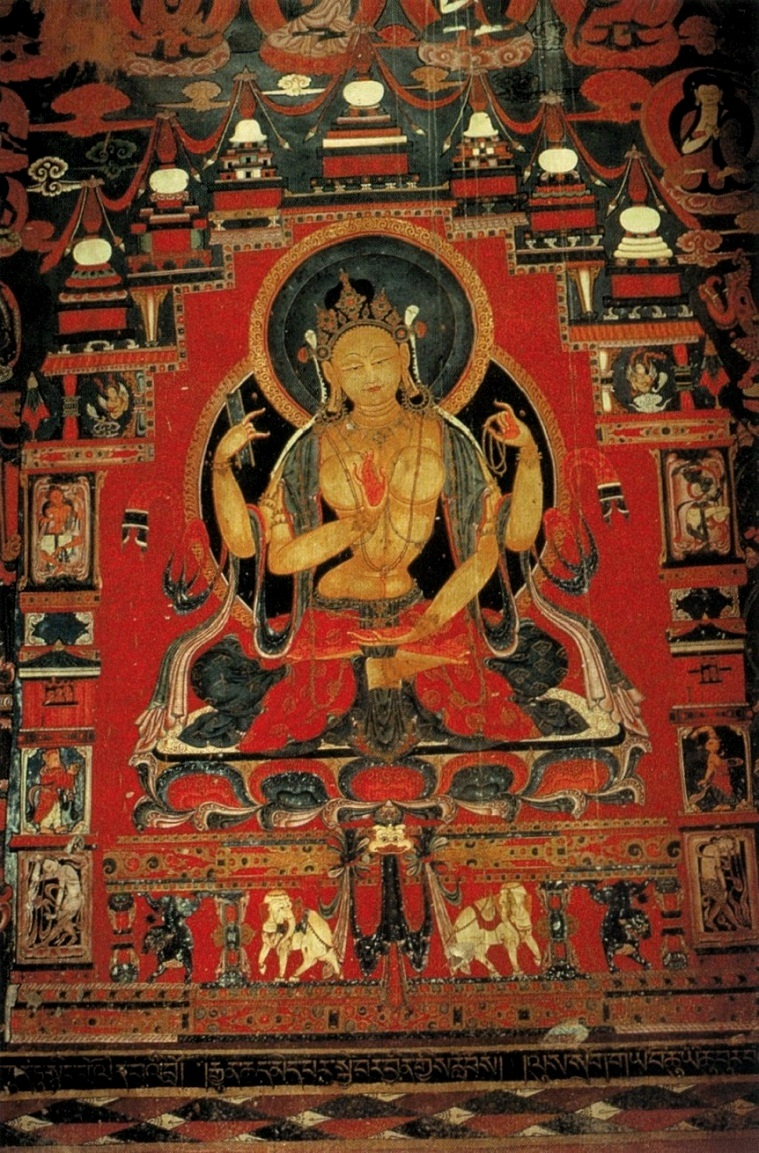
Праджняпарамита. Роспись монастыря Тхолинг, Западный Тибет, 2-я пол. XV в.
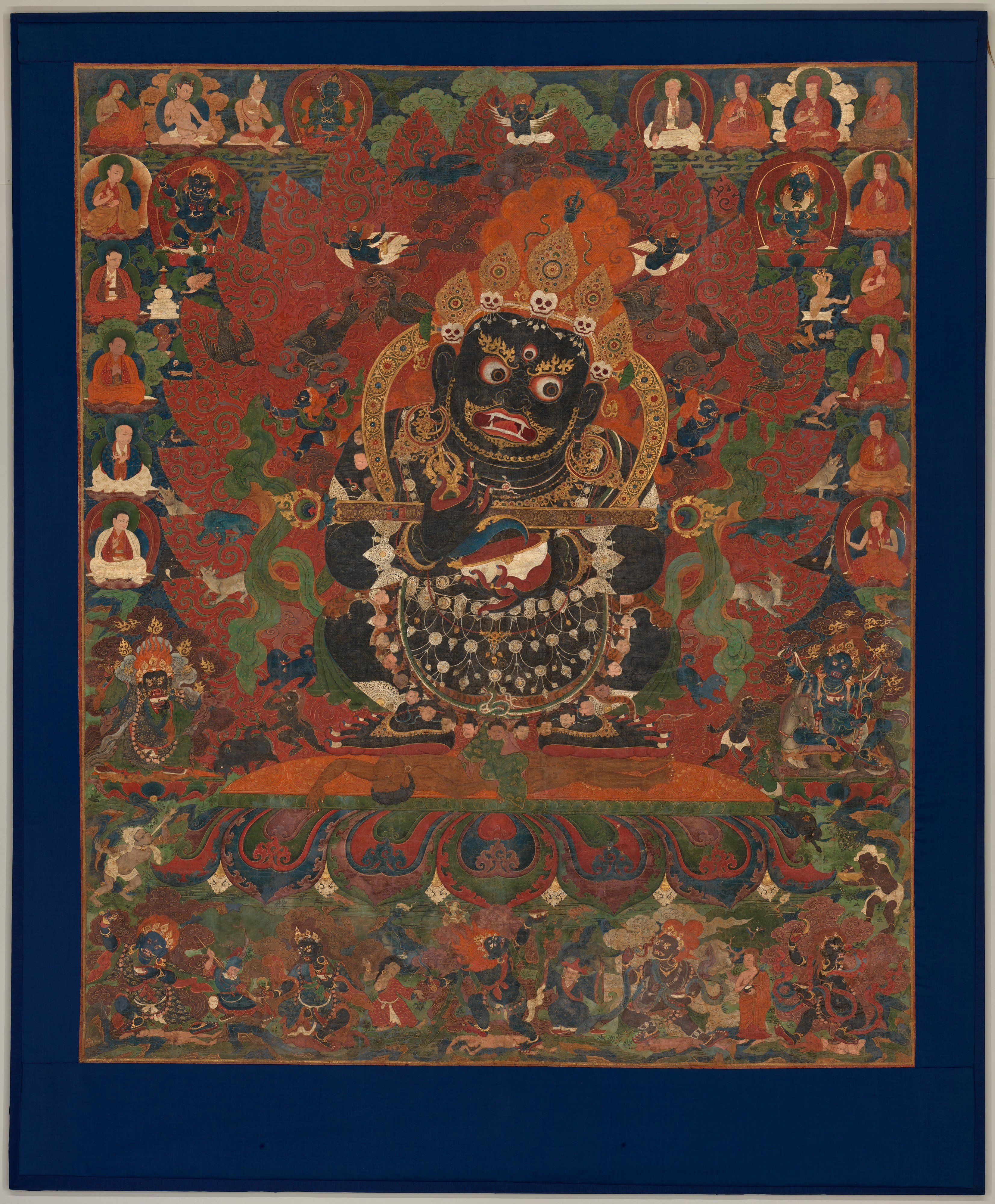
Махакала. XV век, Музей Метрополитен, Нью-Йорк
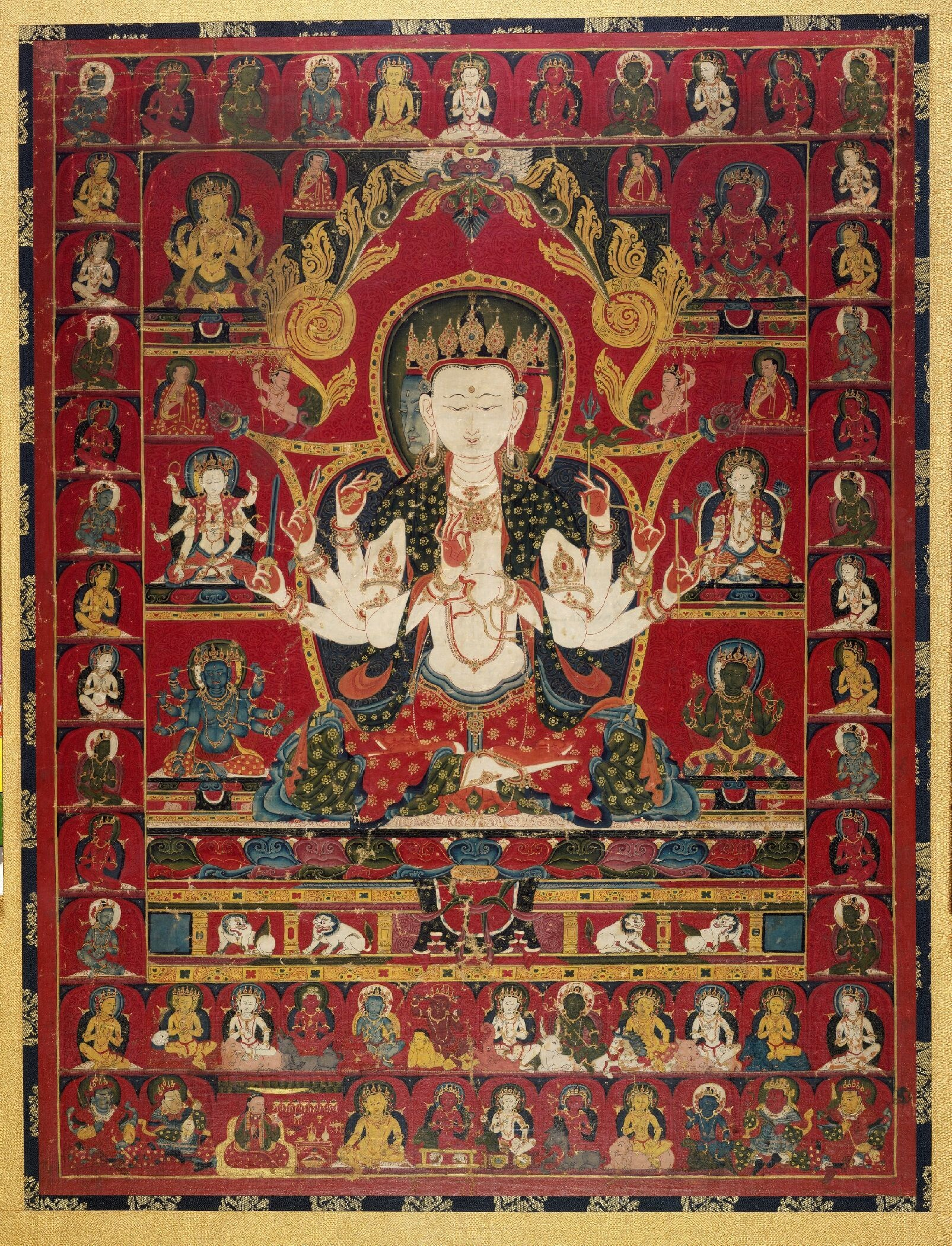
Пратисара. XV век, Бостон, Музей изящных искусств
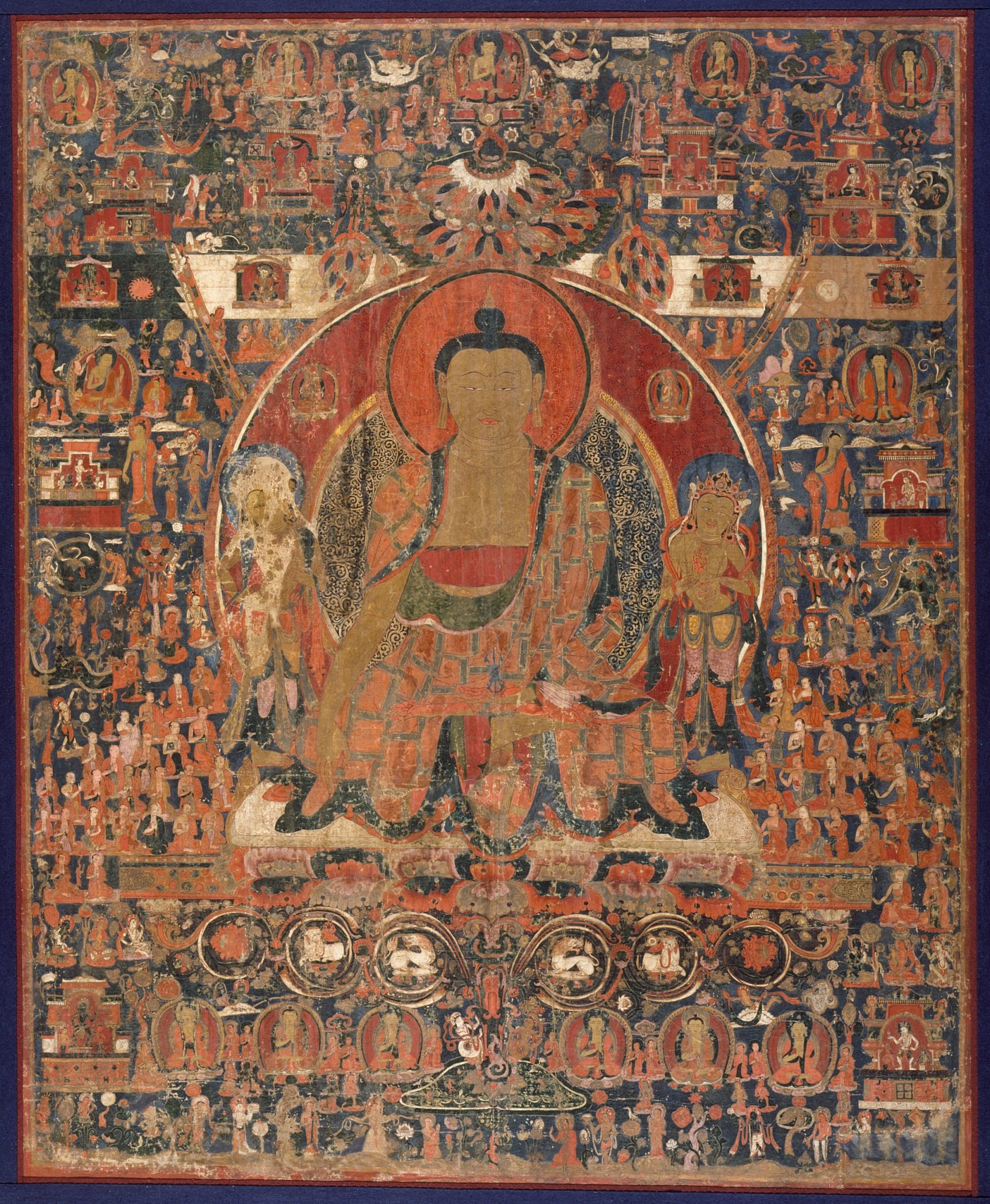
Будда Акшобхья в своём восточном раю (Абхирати). XV век, Бостон, Музей изящных искусств
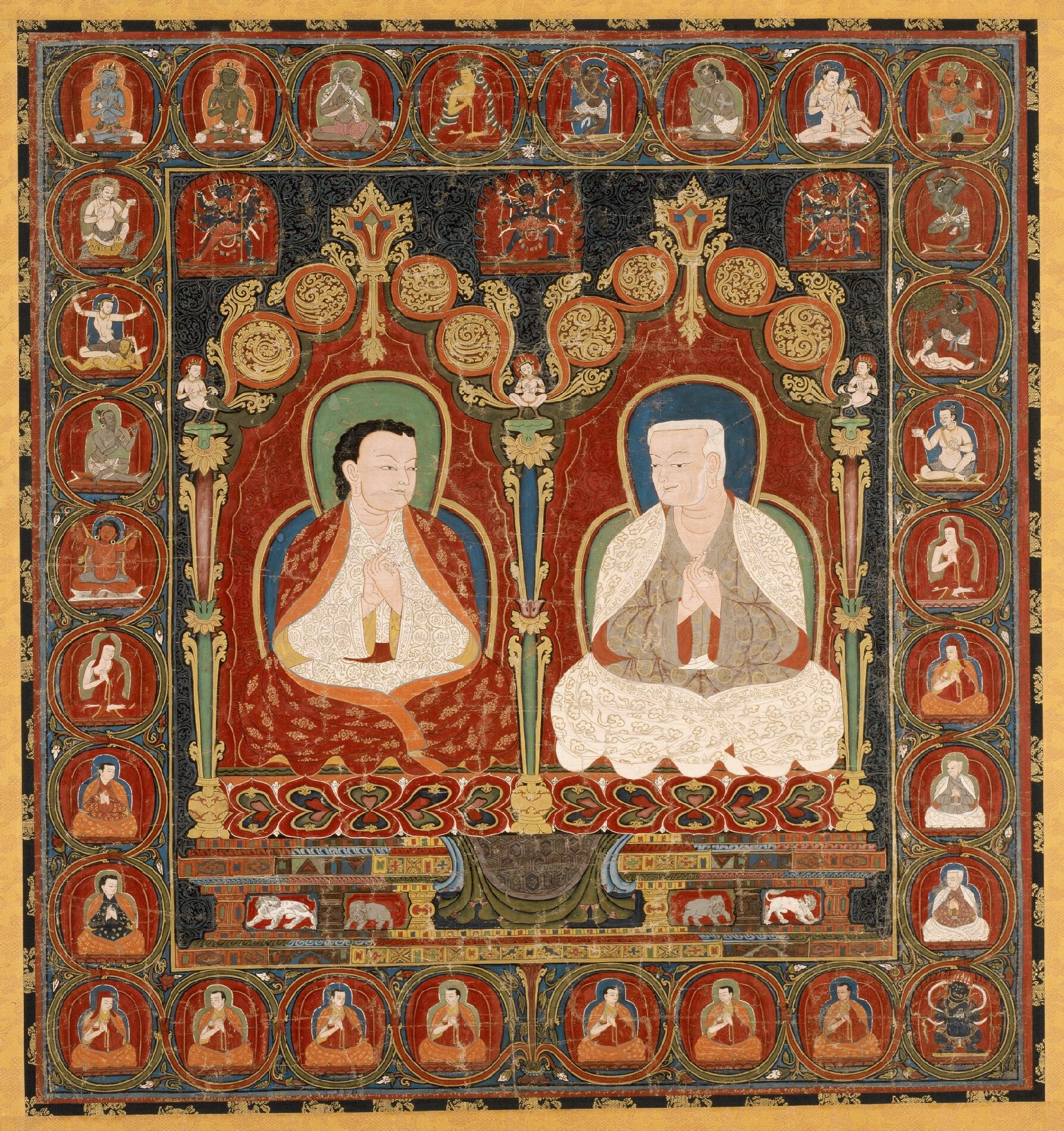
Учитель (лама) Сонам Цемо. XV век, Бостон, Музей изящных искусств

### XVI век

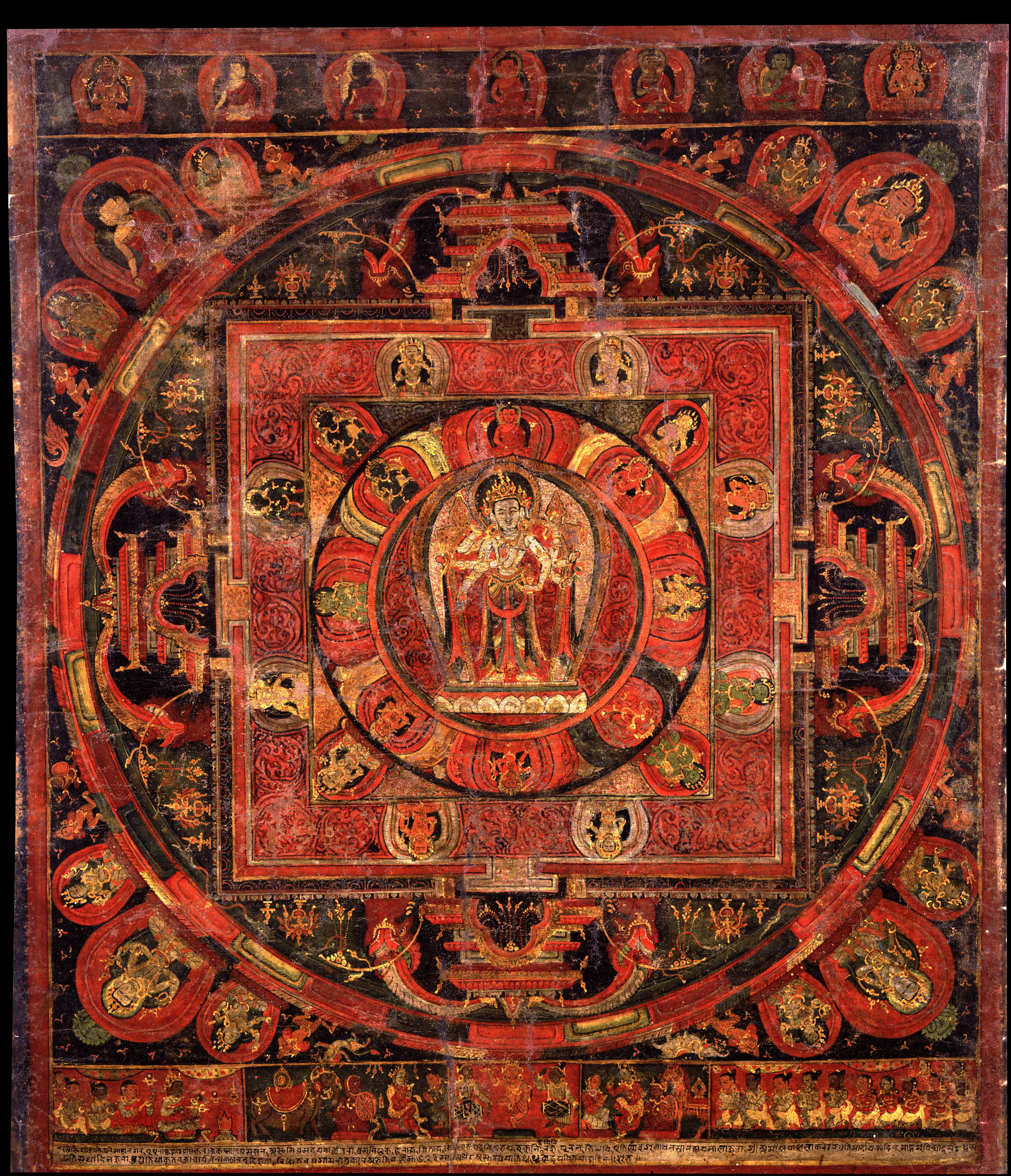
Мандала — Амогапаша, 1502 год, Художественный музей Рубина, Нью Йорк

В XVI веке политическая разъединённость Тибета продолжилась и это обстоятельство способствовало регионализации художественных стилей. В западном Тибете, где до середины XVII века буддизм процветал под покровительством династии Гуге, по-прежнему расписывались монастыри и создавались иконы-танка — в Ладакхе и окружающих его районах, в Басго, Пийянге, Ликире и Ламаюру, а также в монастырях Карша и Пхугтал в Занскаре. Эти произведения демонстрируют как продолжение западно-тибетской стилистики предыдущего XV века, так и связи с живописью центрального Тибета.
В восточном Тибете продолжилось традиционное влияние китайской живописи. Далай-лама III (школа Гелуг; 1543—1588) основал в восточном Тибете монастыри Литанг и Кумбум в Амдо — месте рождения Цонкапы. Наиболее частыми темами восточно-тибетских художников были изображения архатов и джатак (сюжетов из жизни Будды Шакьямуни).
Школа Карма Кагью, поддерживавшая связи с минским Китаем, культивировал живопись, которая в сочетании с китайскими стилистическими элементами составила то, что тибетские историки называют стилем «карма-гадри» (или просто «гадри», то есть «стиль кочевья»). Его оформление относят ко времени восьмого кармапы Микьо Дордже (1507—1554). При его наследнике — девятом кармапе Вангчуге Дордже (1555—1603) работал художник Намка Таши, который считается классическим представителем «гадри». Этот стиль называют «стилем кочевья» в связи с тем, что начиная со времён 4-го кармапы Ролпе Дордже (1340—1383) последователи Карма Кагью жили большим кочевым лагерем, который перемещался с места на место и устраивал большие молебны под открытым небом в разных священных местах. В рамках этого «передвижного храма» была выработана особая разновидность буддийской живописи, для которой характерны простота форм, немногочисленность персонажей, изображение обширного пространства и удалённых предметов, как это принято в китайской живописи. Позднее стиль «гадри» некоторое время находился как бы под спудом, в связи с доминированием в Тибете жёлтошапочной школы Гелуг, но в XVIII веке благодаря художнику Ситу Панчену (1700—1774) обрёл новое дыхание и распространился достаточно широко.
В центральном Тибете власть находилась в руках разных сильных семейств-кланов, которых поддерживали буддийские школы. Конец XVI — начало XVII века были временем усиления связей между школой Гелуг и монголами, которые к тому времени стали независимыми: Далай-лама III (1543—1588) совершил поездку в Монголию и обратил в свою веру Алтан-хана (1548—1582), а Далай-лама IV (1589—1616) обрёл реинкарнацию в одном из представителей правящего монгольского дома. Живопись центрального Тибета в этот период представляла собой сложную смесь разных стилей. Среди икон-танка XVI века есть выполненные в непальском стиле «бери», есть выполненные в стиле «менри», есть разные смешанные варианты. Характерной чертой было растущее распространение китайских приёмов в изображении одежды божеств.
В рамках центрально-тибетской живописи XVI века выделяют живописный стиль «другри», который появился в недрах буддийской школы Дрикунг Кагью при четвёртом Гьялва Другпе (главе этой школы) по имени Пема Карпо (1527 −1592). Старейший монастырь этой школы — Ралунг, находится вблизи территории Бутана, поэтому стиль «другри» считают «бутанским». Он представляет собой смесь разных элементов и приёмов «менри», «гадри» и бутанской живописи.

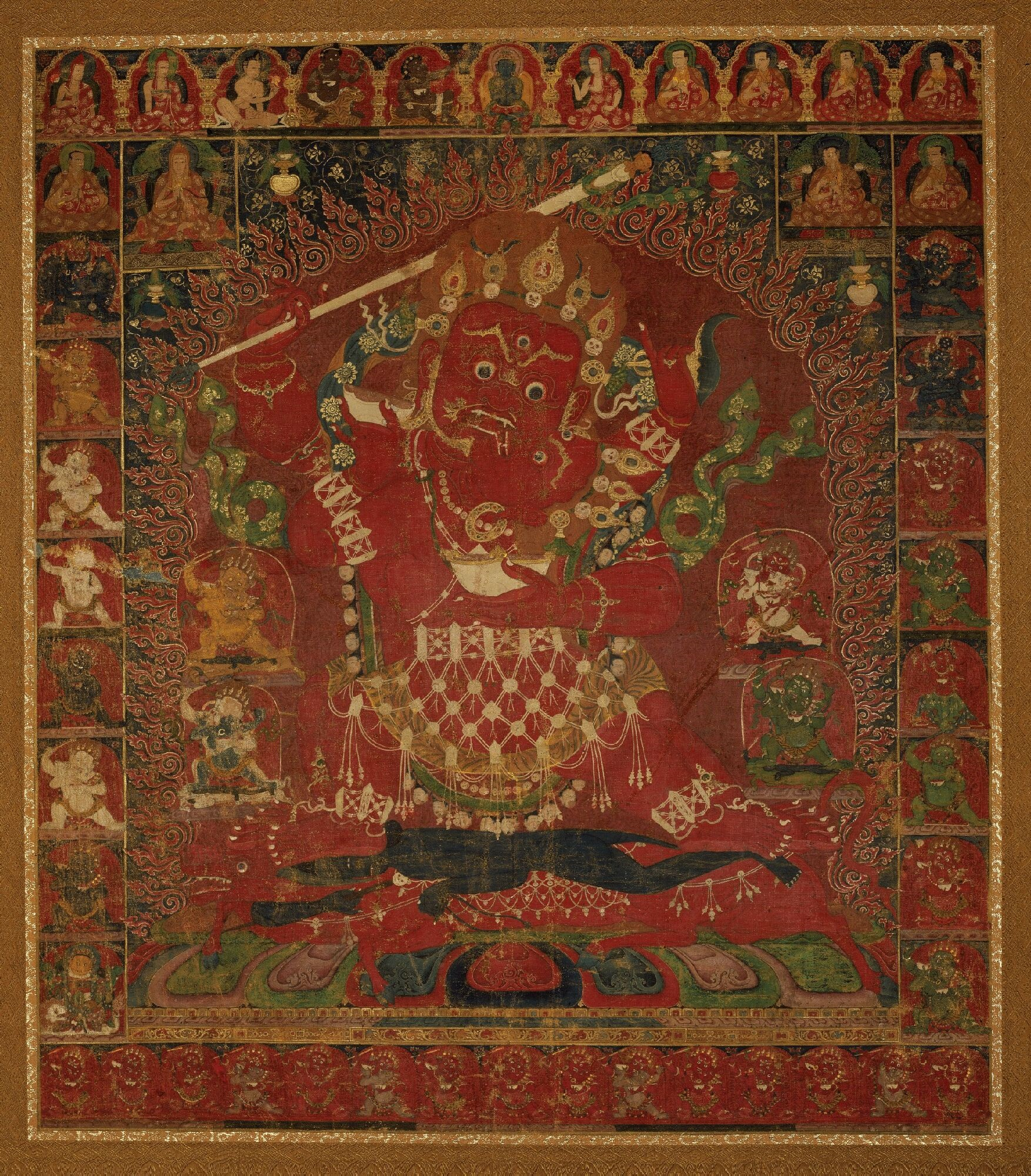
Рактаямари, XVI век, Бостон, Музей изящных искусств
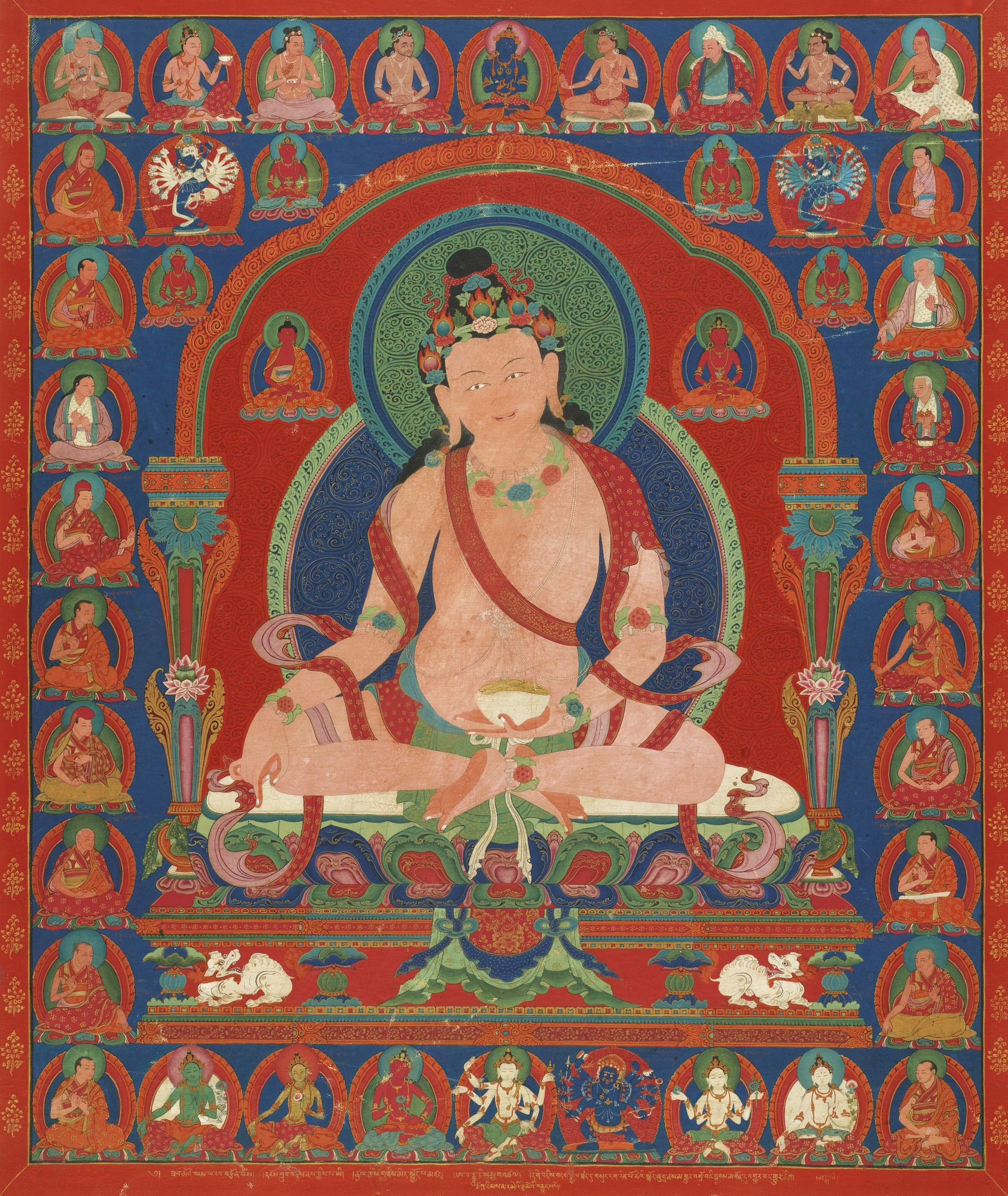
Махасиддха Авадхутипа, ок. 1600 года, Сотбис
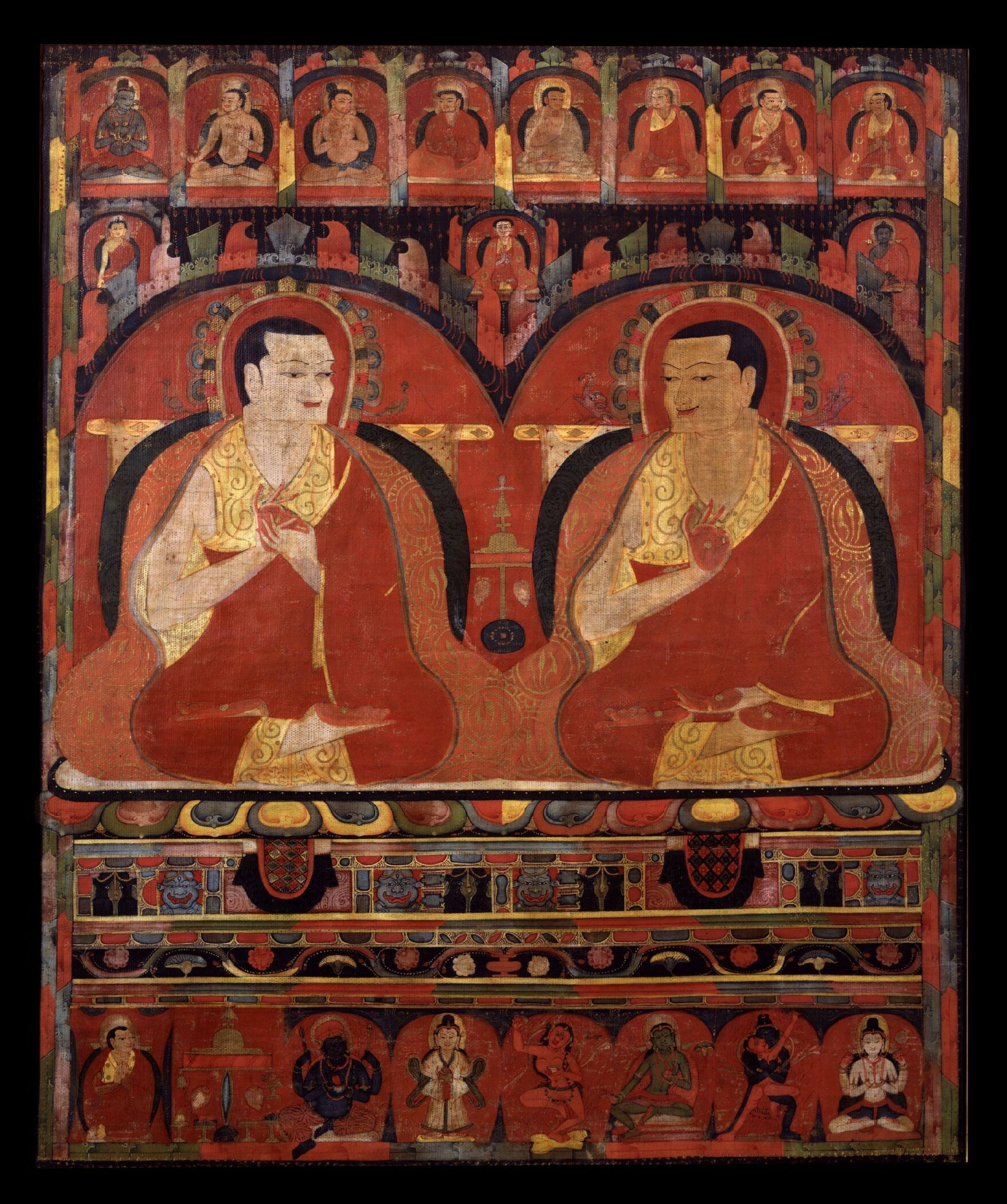
Неизвестный учитель-лама. XVI век, Художественный музей Рубина, Нью Йорк
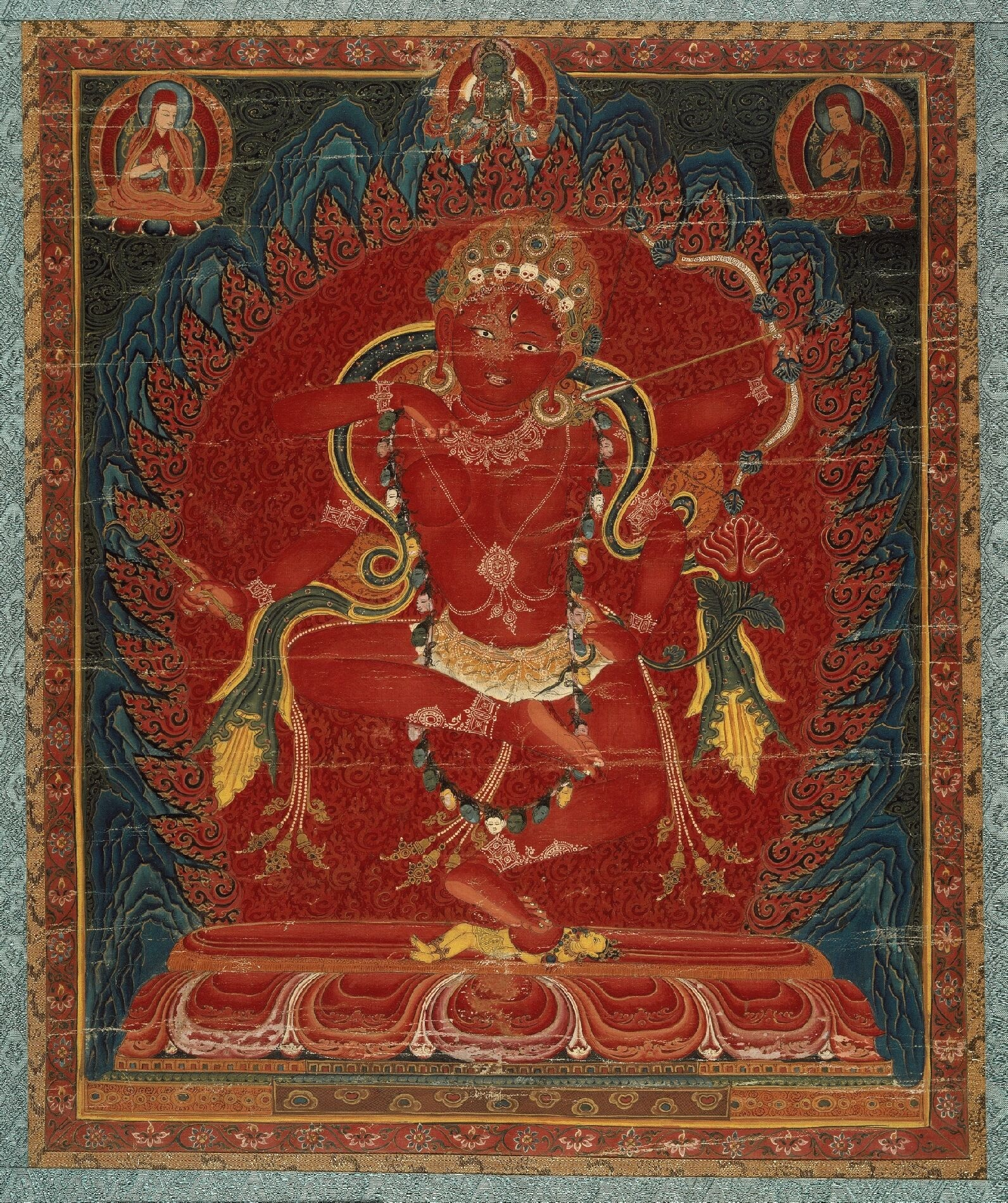
Курукулла. XVI век, Бостон, Музей изящных искусств
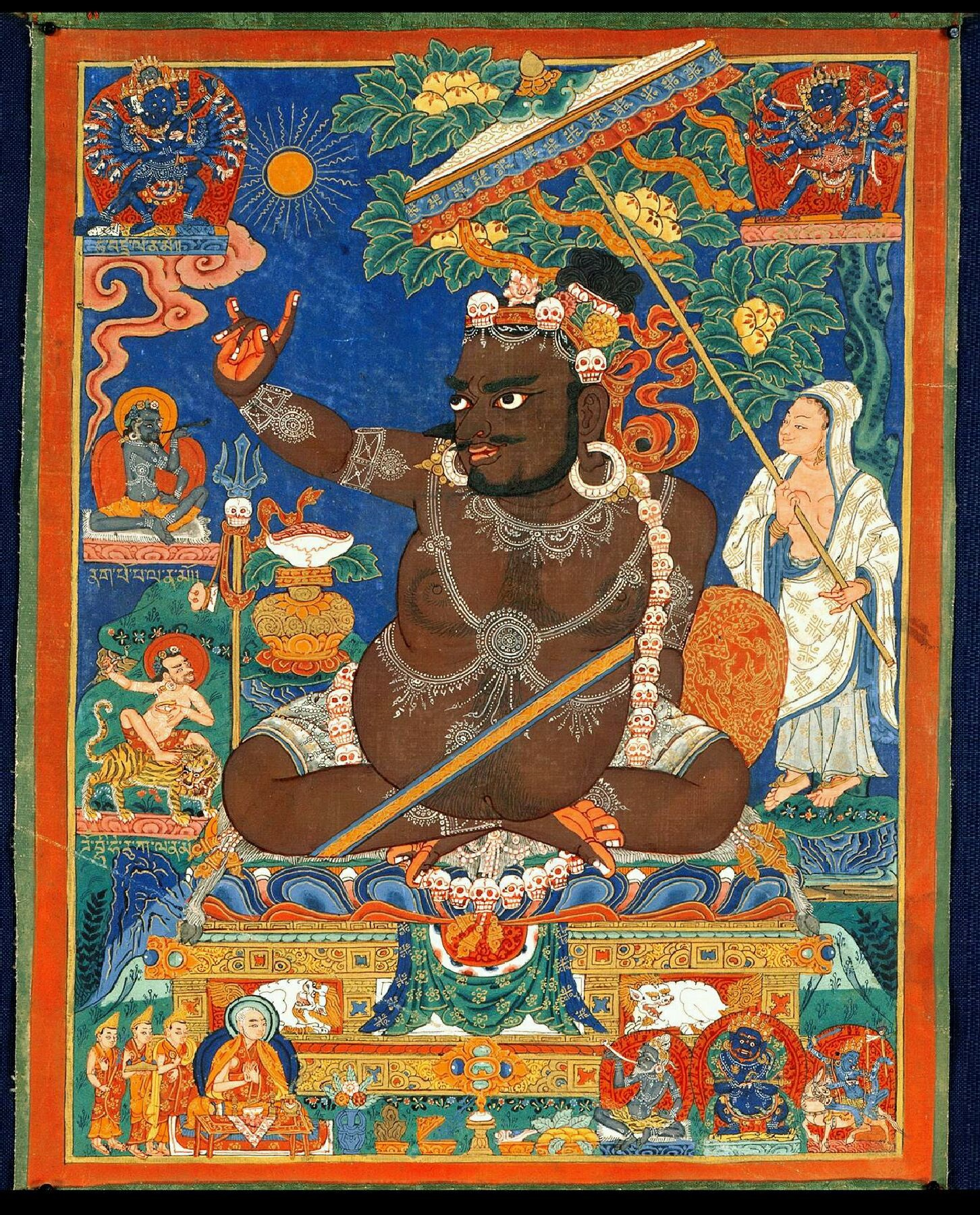
Индийский адепт — сиддха Вирупа, который своей магической силой мог остановить движение солнца. XVI век, Частное собрание
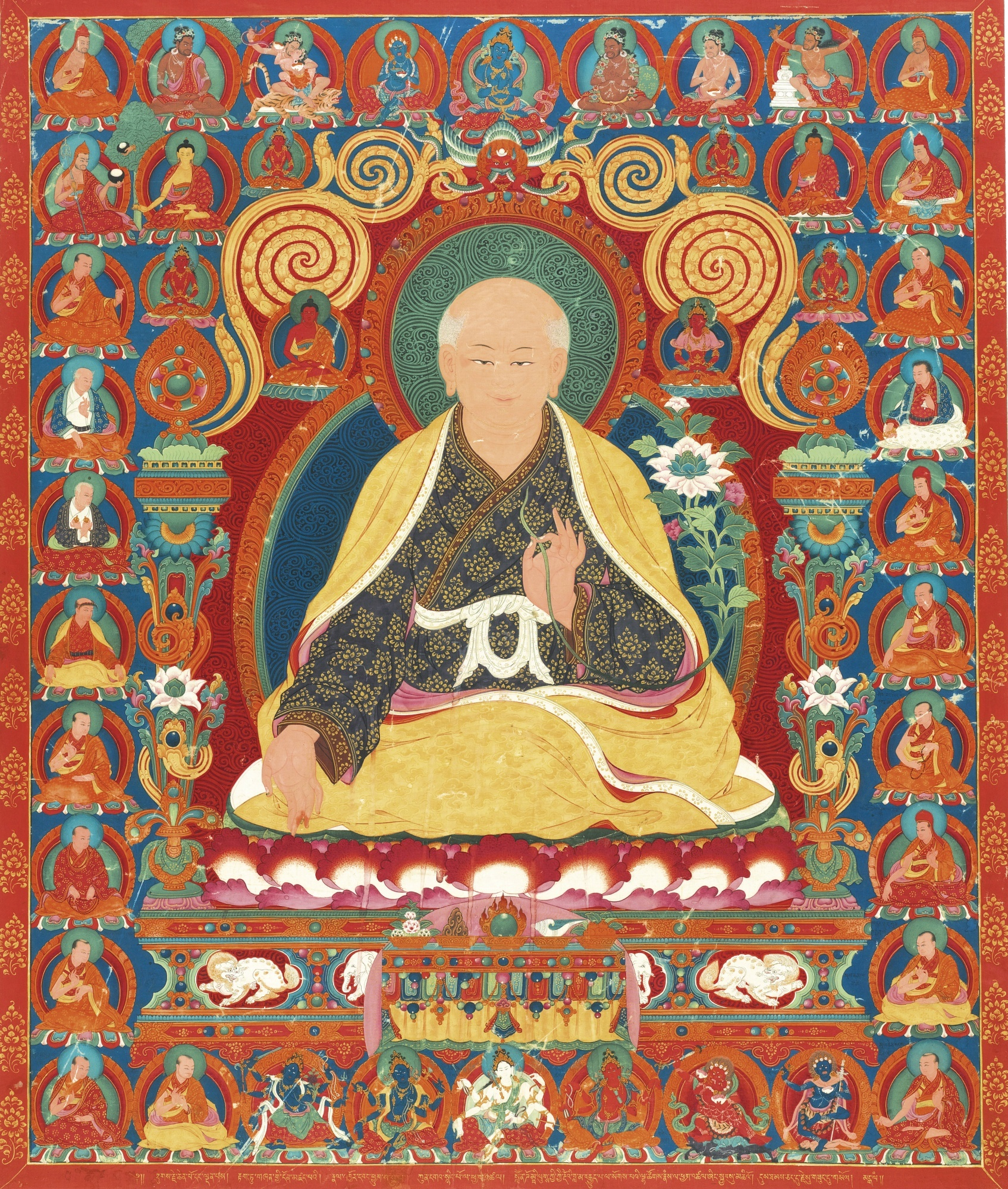
Портрет Саченкунга Ньингпо (1092—1158) — первого из пяти великих мастеров школы Сакья. ок. 1600 года, Сотбис
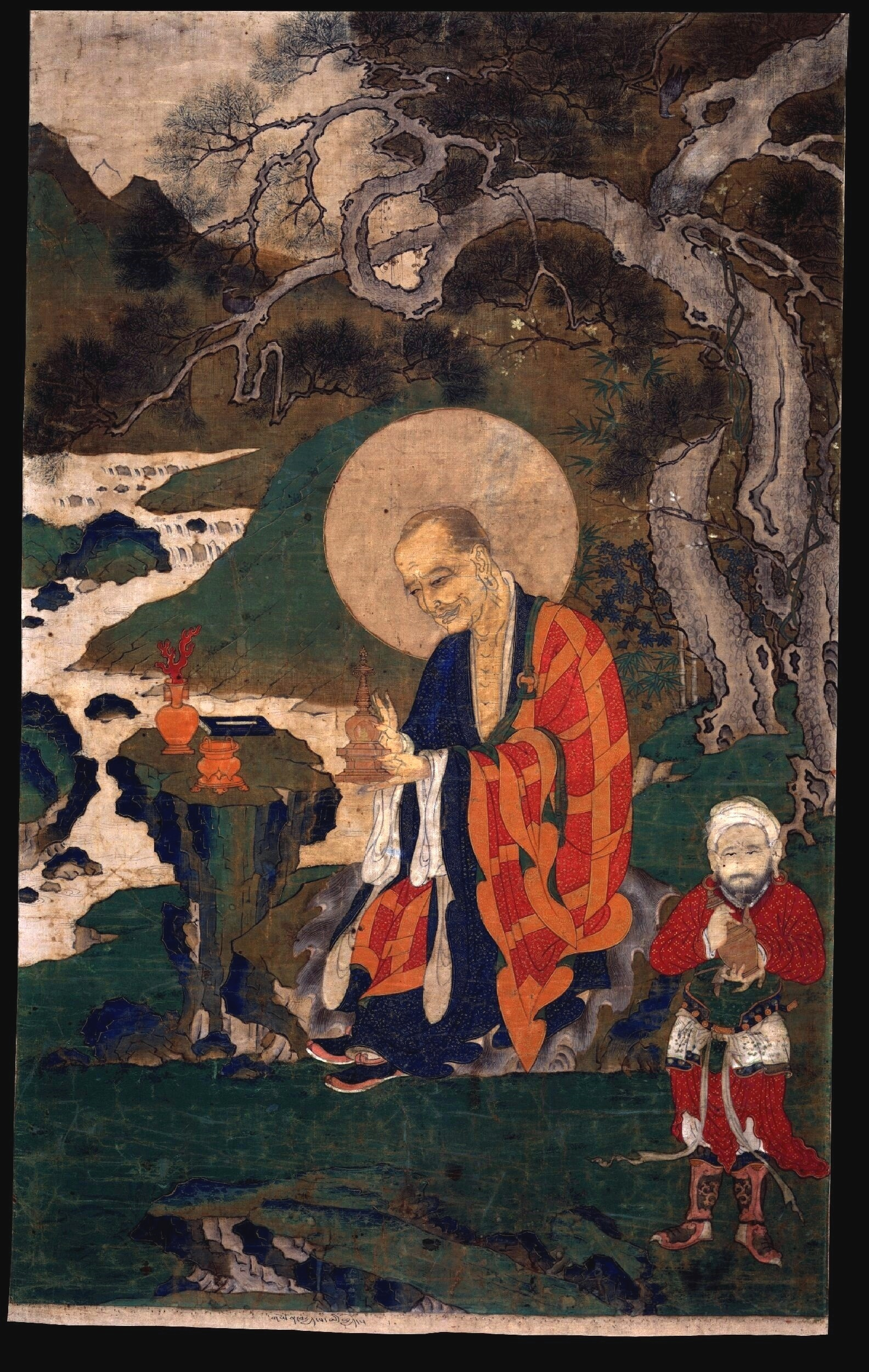
Архат Абхеда, XVI век, Художественный музей Рубина, Нью Йорк. Архат написан на фоне классического китайского пейзажа.
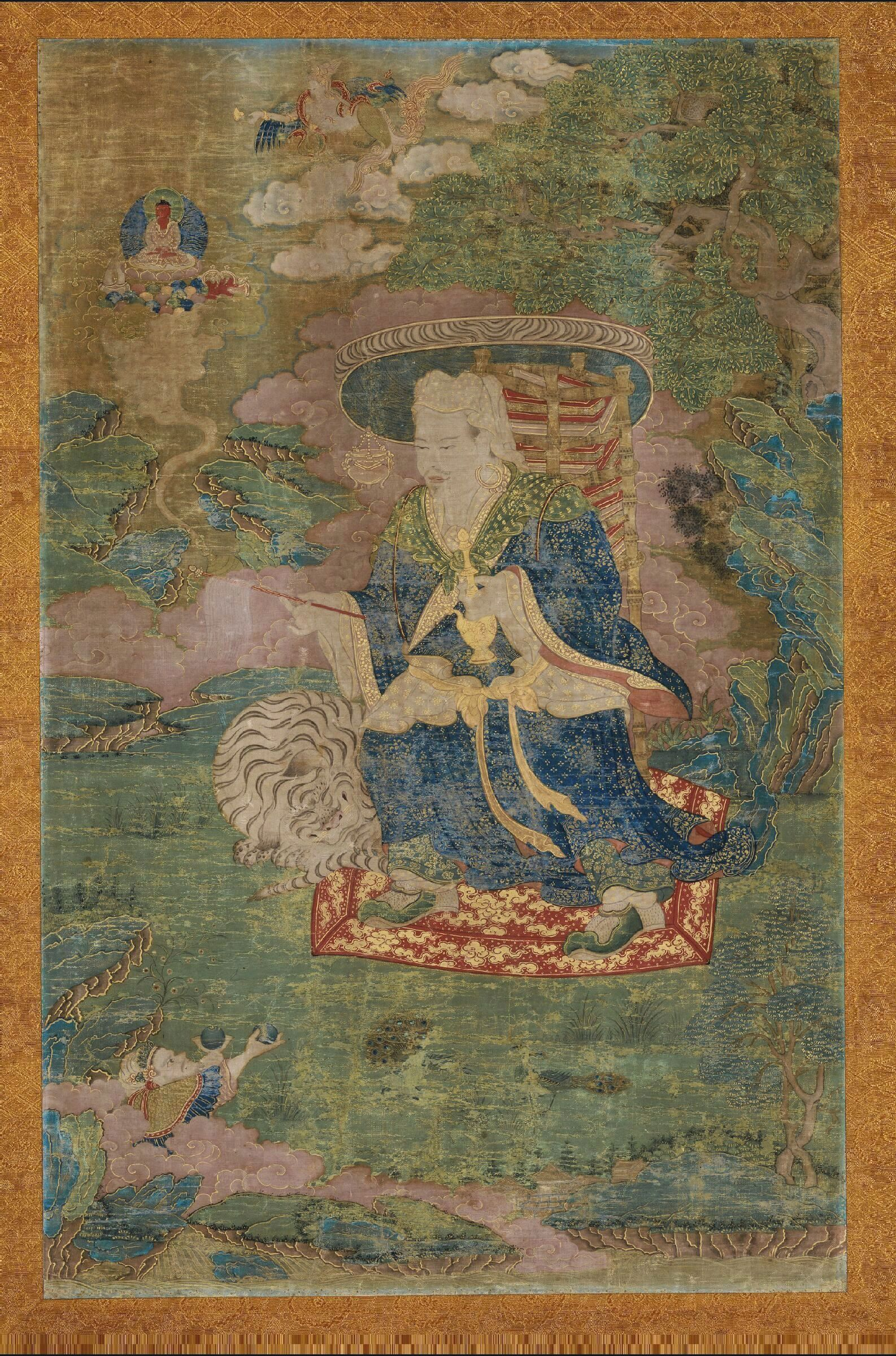
Архат Дхарматала, Восточный Тибет, 2-я пол. XVI века, Бостон, Музей изящных искусств

### XVII век

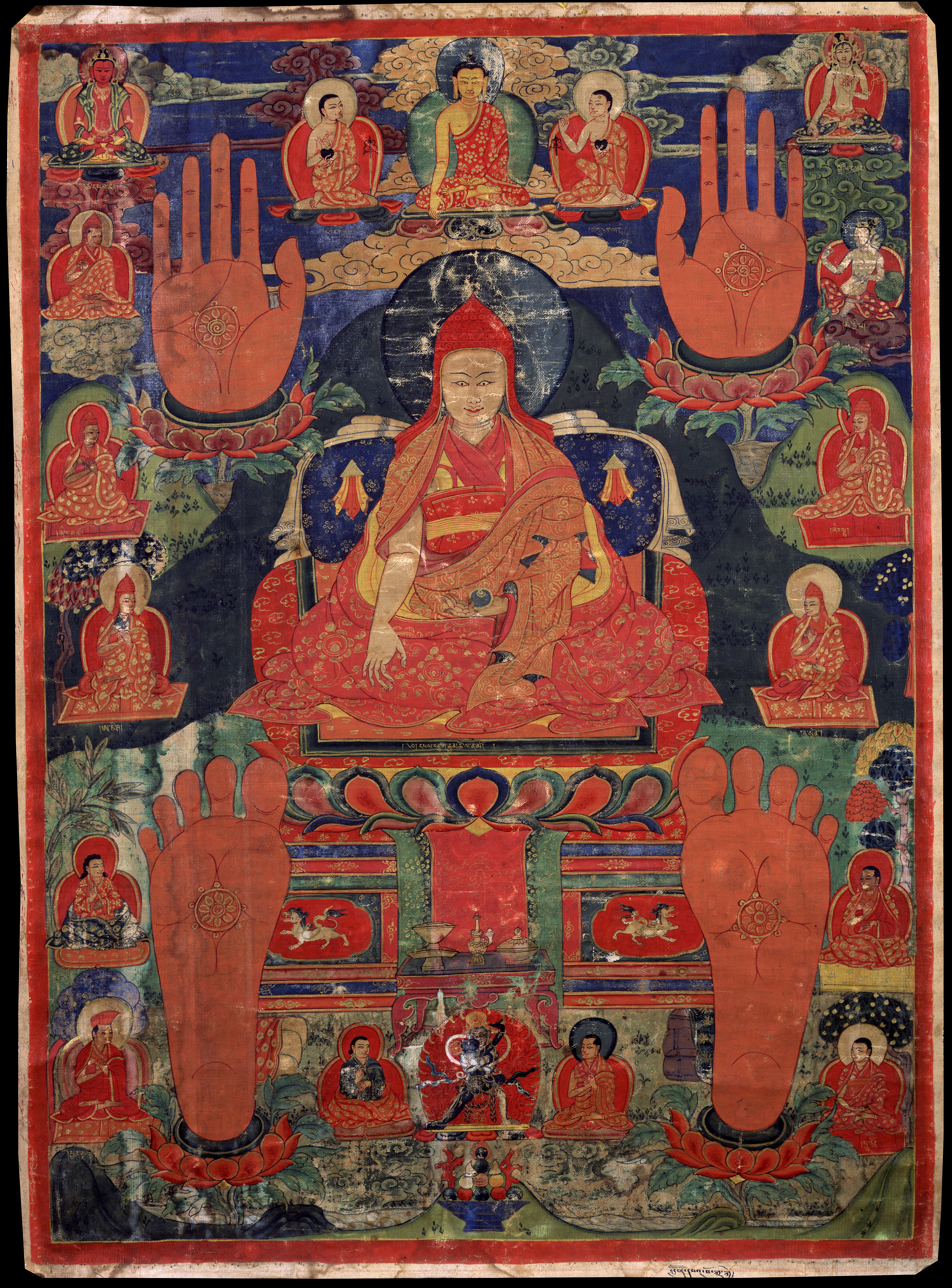
Цуглаг Гьяцо, третий Паво Ринпоче (ок. 1567—1630), XVII век, Художественный музей Рубина, Нью Йорк

XVII век был переломным в истории Тибета. В начале века власть в центральных районах была поделена между школами Карма Кагью и Гелуг: первая заправляла делами в провинции Цанг, вторая в провинции Уй. Однако с возвышением пятого Далай Ламы (1617—1682) из школы Гелуг, которого поддержали монголы-хошуты во главе с Гушри-ханом, власть над Тибетом была консолидирована и к 1642 году сосредоточилась в руках «Великого Пятого», как Далай Ламу именуют в тибетских источниках. С этой поры гелугские Далай Ламы стали политическими лидерами всего Тибета на протяжении всей его истории вплоть до аннексии Китаем, а школа Гелуг самой сильной из всех буддийских школ Тибета. В 1645 году пятый Далай Лама приступил к строительству дворца Потала в Лхасе на месте прежнего дворца Сонгцена Гамбо — первого священного тибетского царя, принявшего буддизм. Этот величественный архитектурный ансамбль, выстроенный на горе Марпори (Красная гора), впоследствии стал «визитной карточкой» тибетской цивилизации.
Наиболее существенные перемены в живописи центрального Тибета в XVII веке были связаны с Гелуг и пятым Далай Ламой. Художник Чоинг Гьяцо (1620—1665), сначала работавший у первого Панчен-ламы (1570—1662) в монастыре Ташилунпо, а затем принявший приглашение пятого Далай Ламы (1617—1682), и расписавший некоторые залы возведённого им дворца Потала, стал создателем живописного стиля, который именуют «новый менри». По сути, он явился развитием старого стиля «менри», соединившего индо-непальские и китайские элементы. Для «нового менри» характерны больший реализм в изображении человека, часто использование асимметричности в композиции, драматический пейзаж в качестве фона и мягкая линеарность в рисунке. В дальнейшем этот стиль стал усложняться, последователи Чоинга Гьяцо уплотняли свои композиции, всё более перенасыщая их персонажами и обилием растений и цветов.
Перемены затронули и живопись западного Тибета, в которой появился больший интерес к различным элементам в изображении пространственного окружения персонажей и менее условное (более реалистическое) отображение фигур божеств и людей.
В связи с возвышением школы Гелуг, которую поддерживали монгольские войска, в восточном Тибете произошли драматические события: в 1645 году кочевой лагерь Карма Кагью был уничтожен монголами, в связи с чем традиция стиля «гадри» на какое-то время пресеклась. Однако местная восточно-тибетская живопись по-прежнему ориентировалась на китайскую, ассимилируя художественные приёмы средней и поздней династии Мин (1368—1644). Десятый кармапа, глава Карма Кагью — Чоинг Дордже (1604—1674) прославился в истории не только как видный религиозный деятель, но и как выдающийся художник, достигший высот в живописи, в частности, в изображении животных. Эксперты приписывают его руке несколько произведений, хранящихся в разных музеях.

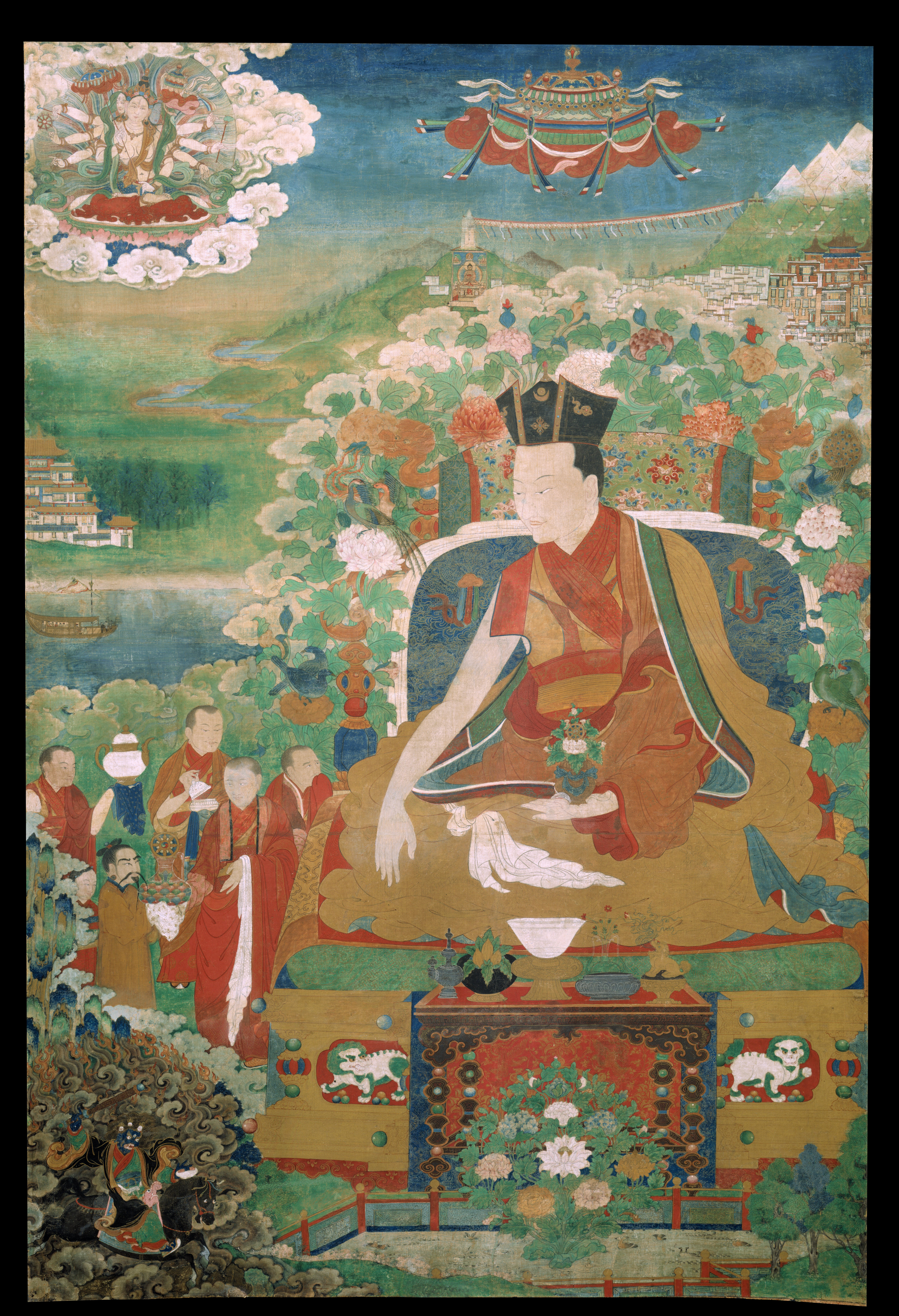
9-й Кармапа Вангчук Дордже (1555—1603). Конец XVI — нач. XVII века, Художественный музей Рубина, Нью Йорк
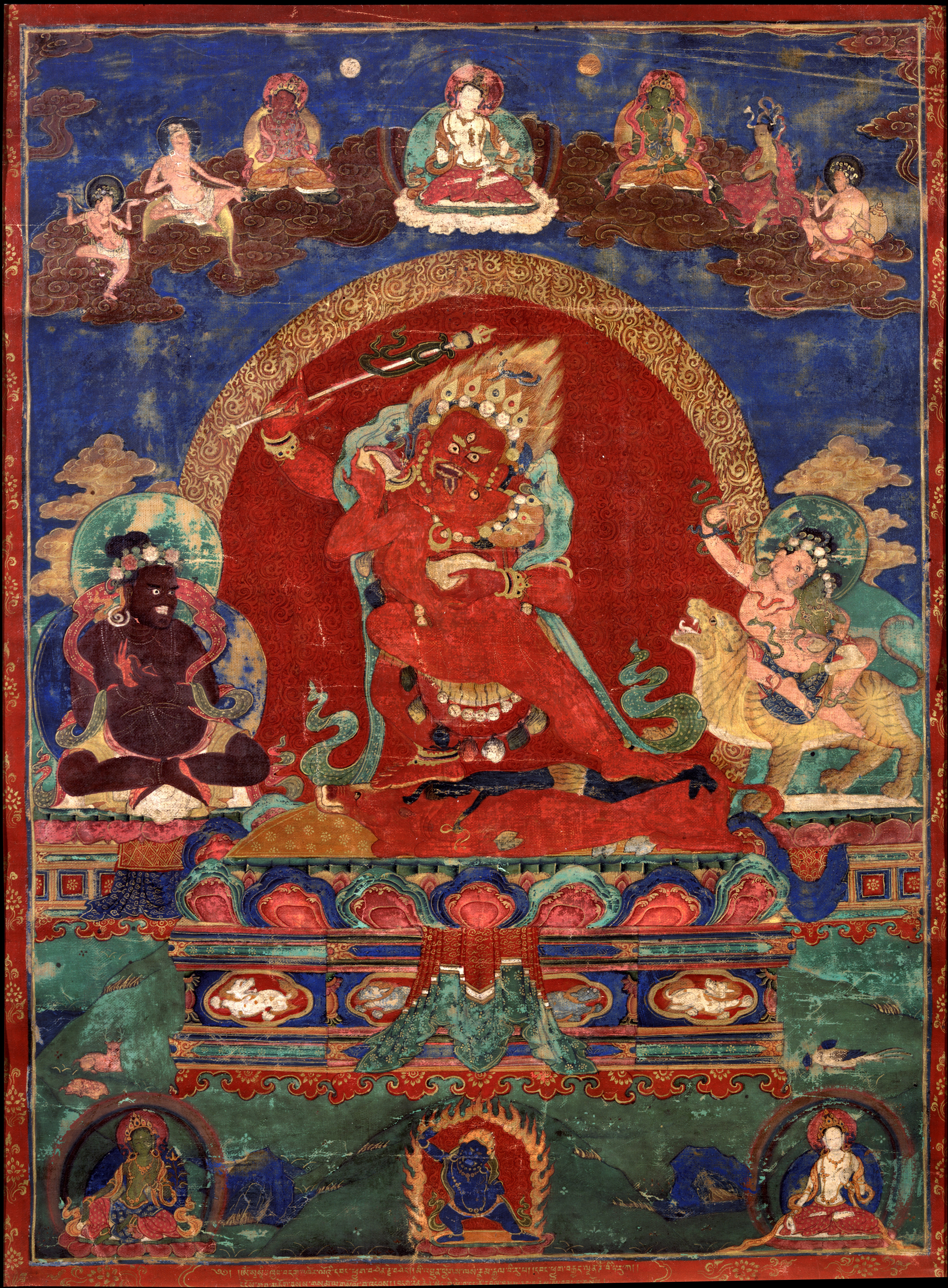
Красный Ямари с Вирупой и Домби Херукой. XVII век, Художественный музей Рубина. Стиль "новый менри".
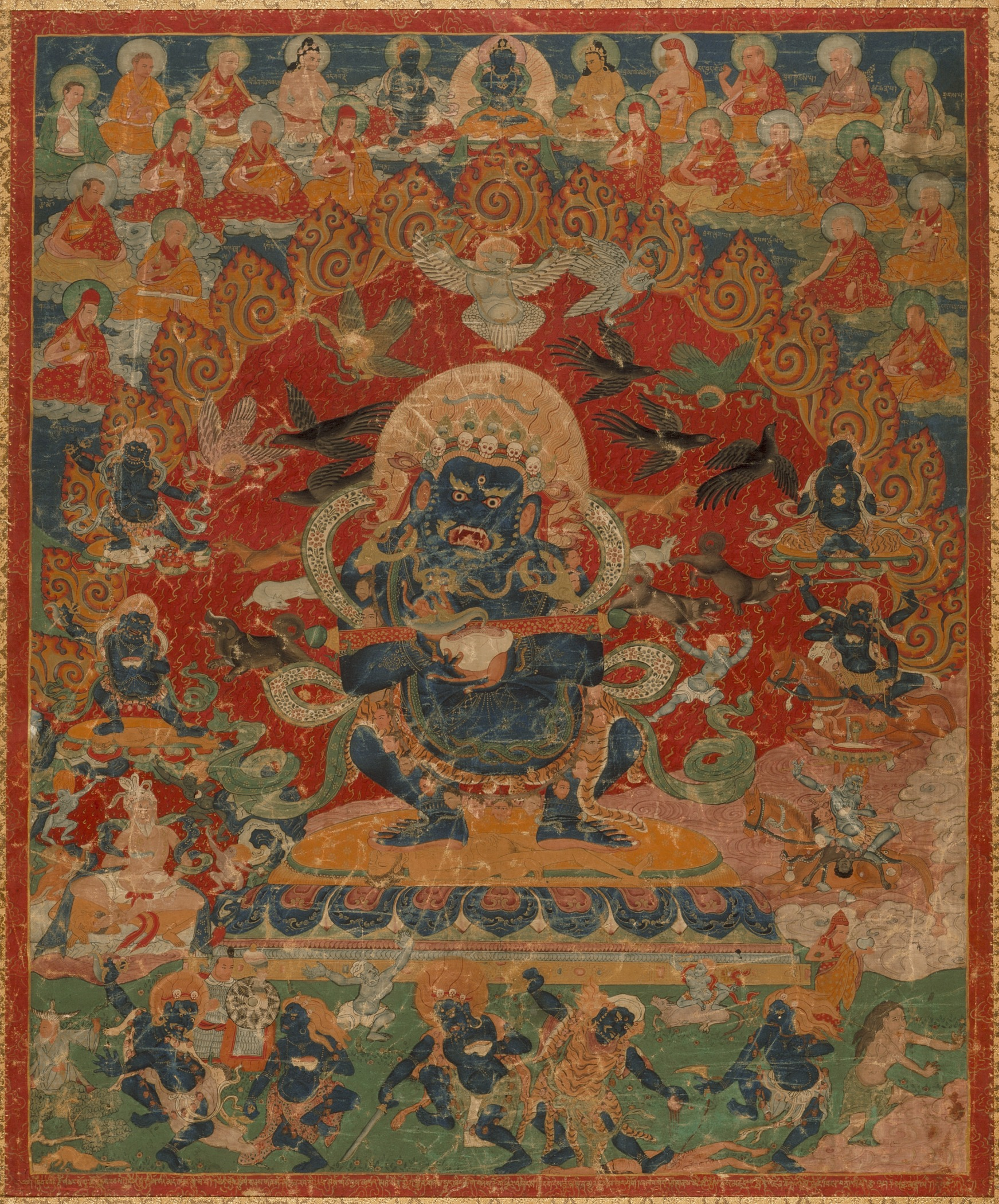
Махакала. XVII век, Музей Округа Лос-Анджелес
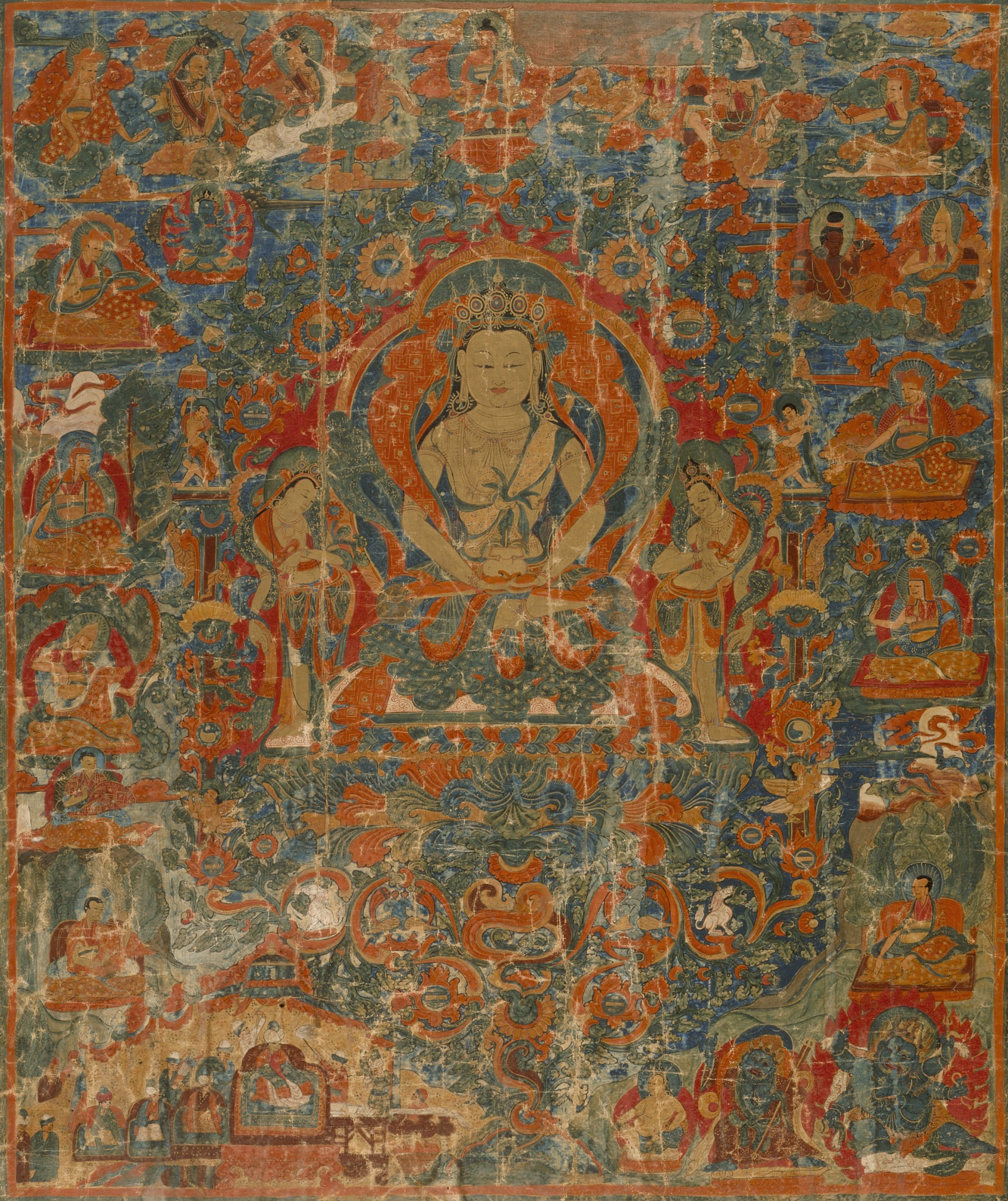
Амитаюс, ок. 1625 года, Музей Округа Лос-Анджелес
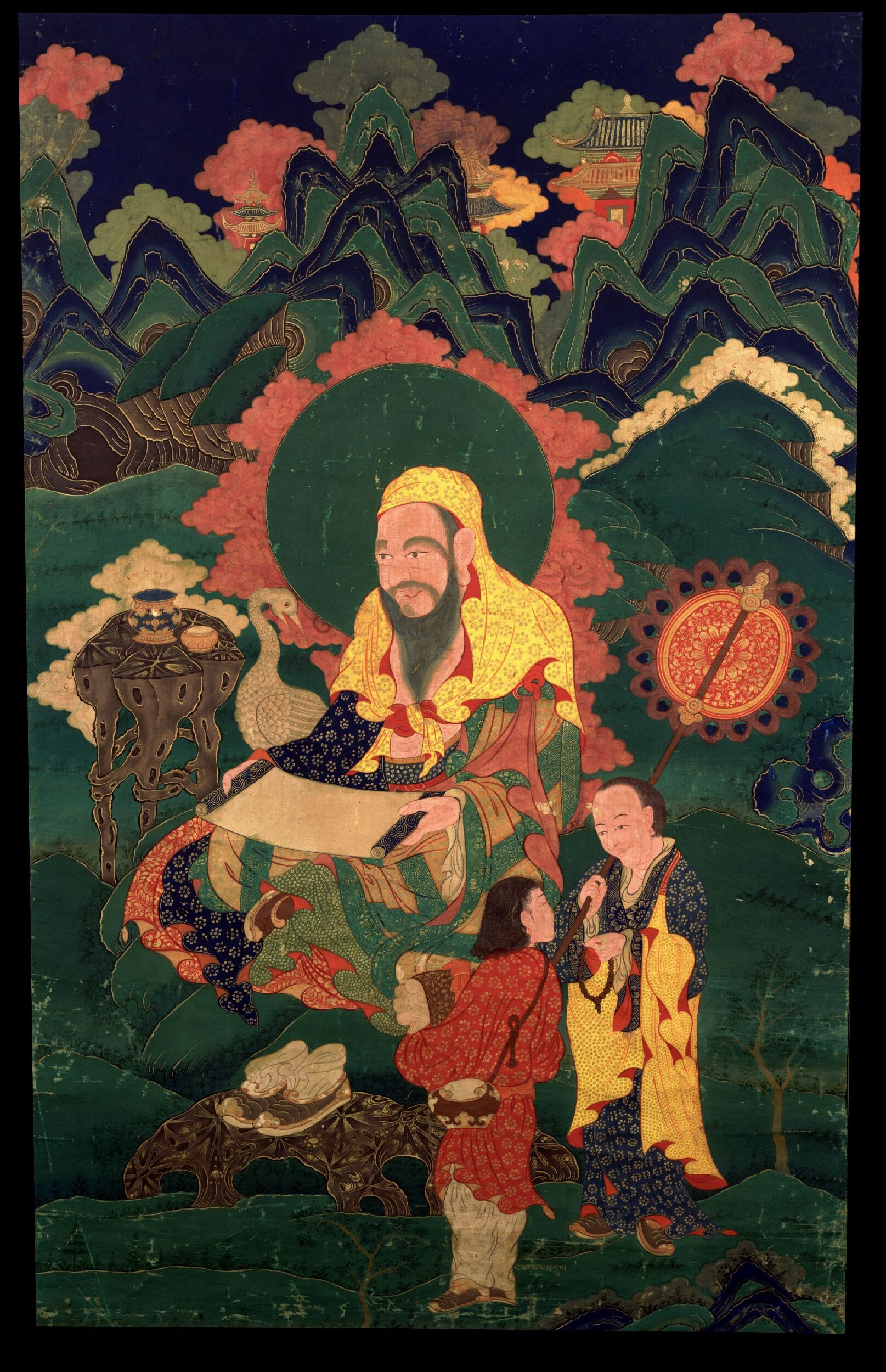
Архат Бакула, XVII век. Художественный музей Рубина. Стиль "кьенри".
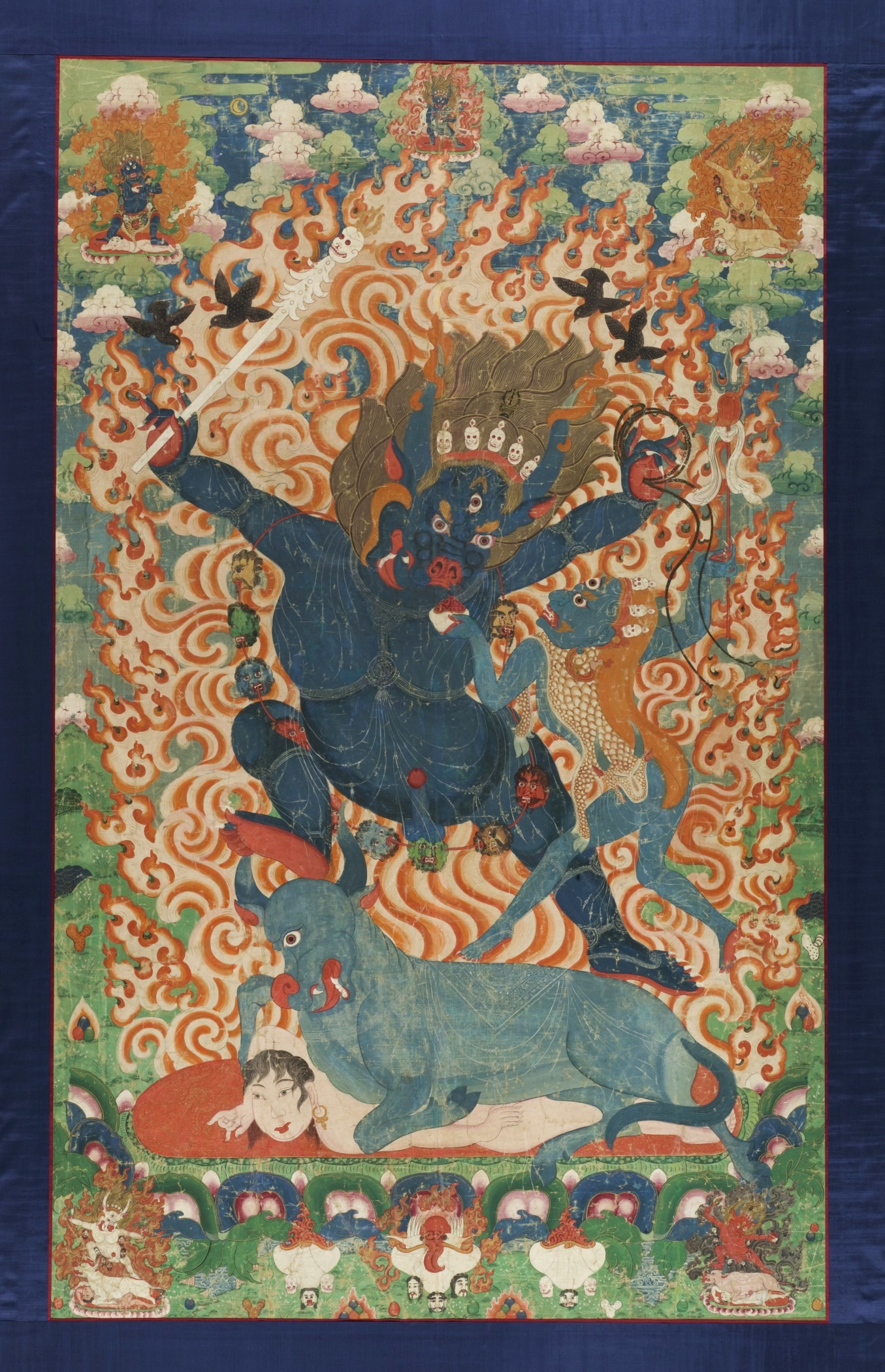
Яма и Ями. Восточный Тибет, район Кхам. ок. 1675—1725 гг. Музей Округа Лос-Анджелес

### XVIII—XX века

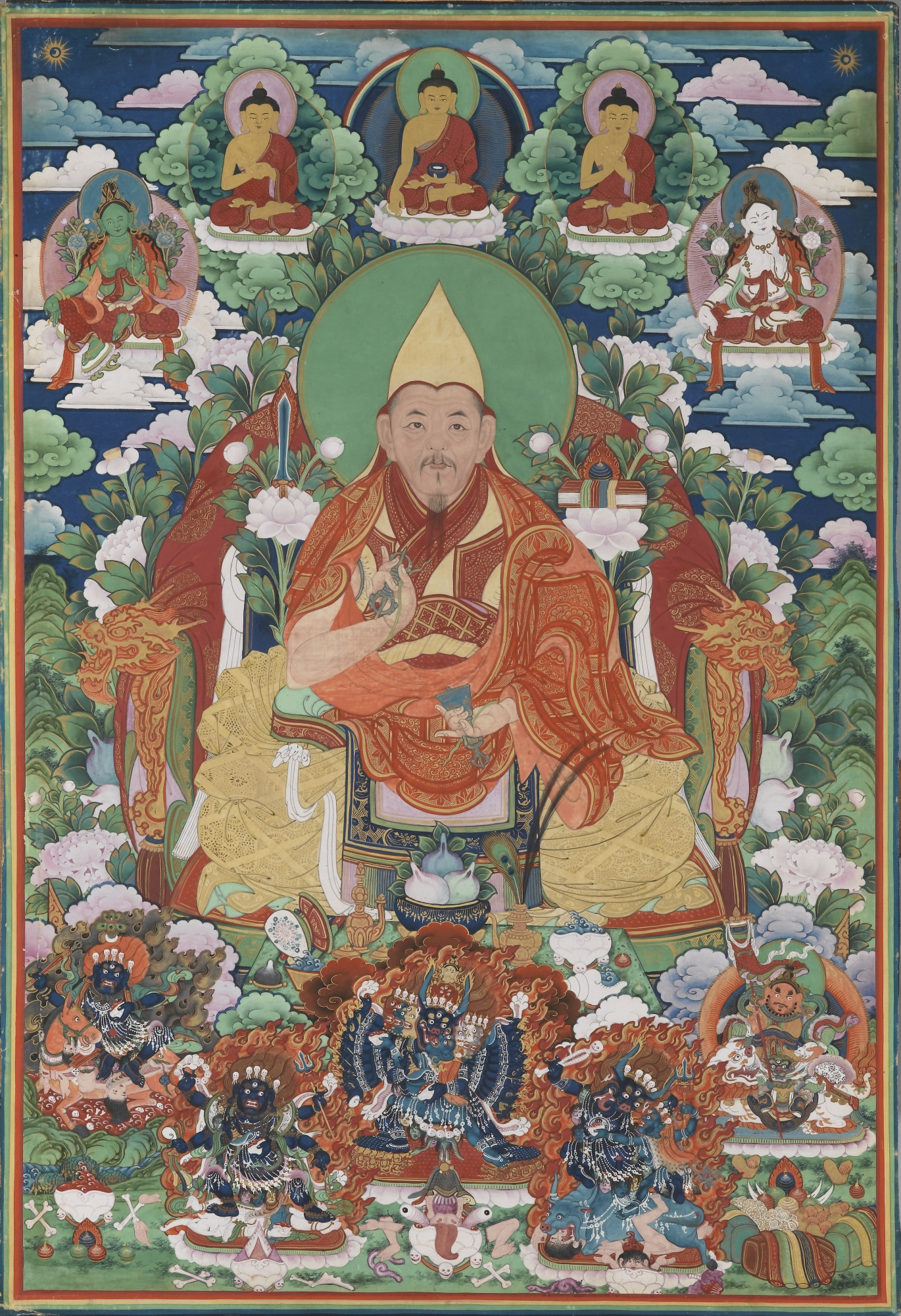
Танка с изображением наставника императора Цяньлуна хутухту Ролпаи Дордже (1717—1786). Создана в императорской мастерской в период правления Цяньлуна (1736—1795). Сино-тибетский стиль. Сотбис

XVIII век стал периодом нового оживления контактов Тибета с Китаем, где с 1644 года воцарилась маньчжурская династия Цин (1644—1911). Маньчжуры всё больше вмешивались в дела Тибета, рассматривая тибетскую теократию как инструмент влияния на монголов. Среди первых цинских императоров два долгожителя маньчжурского императорского дома — Канси (правил 1661—1722) и Цяньлун (правил 1735—1796) были усердными буддистами. Правление второго совпало по времени с долгим правлением в Тибете седьмого Далай-ламы — Кэлсанга Гьяцо (1708—1757). С воцарением Цяньлуна, который был адептом ваджраяны не столько из политических соображений, сколько совершенно искренне, тибетский буддизм переживал подъём как в Тибете и Монголии, так и в Пекине и в других крупных городах Китая. При этом императоре процветала буддийская живопись, которую исполняли на шёлке лучшие придворные художники. Стиль этих произведений обычно называют сино-тибетским.
Тибетская живопись XVIII века в целом имела тенденцию ко всё большей помпезности и формализации языка. Во второй половине века очень популярными были танки с изображением «Чистых земель», то есть трансцендентных обиталищ Будды. Всё большее внимание уделялось пейзажу. Появились танки, в которых «главным героем» была архитектура — изображения прославленных святынь-монастырей. Архитектура стала включаться и в пространство, окружающее изображения разных божеств и святых.
Большая роль в тибетском искусстве XVIII века принадлежит мастеру Ситу Панчену (1700—1774). После всех несчастий, связанных с поражением в политической борьбе со школой Гелуг, постигших Карма Кагью в XVII веке, в нём появился блестящий эрудит и харизматический лидер, сыгравший важную роль в культурной жизни Тибета. В детском возрасте он был признан восьмой реинкарнацией (тулку) в родословной линии Ситу — иерарха высочайшего ранга школы Карма Кагью. Обучившись разным наукам, Ситу Панчен не только приложил большие усилия к возрождению своей школы, но и сделал важный вклад в развитие тибетской живописи, литературы и медицины. Он был большим знатоком старинной живописи. По большей части стиль «гадри» известен благодаря работам, созданным им в XVIII веке. Он написал множество произведений, среди которых есть серия икон-танка, посвящённая восьми Великим адептам тантры — Махасиддхам. Как живописец Ситу Панчен блестяще владел двумя стилями — «менри» и «гадри», а его произведения до сих пор копируются художниками.
XVIII—XIX века были временем сосуществования различных региональных стилей и иконографического разнообразия. Учёные выделяют пять разных стилей в провинциях Уй, Цанг, Кхам, Амдо и Нгари. Практически все они происходили от стиля «менри» (изящные индо-непальского типа фигуры, вписанные в китайский пейзаж). Стиль провинции Уй — это просто модернизированный «старый менри» XV века; стиль провинций Цанг и Амдо — разновидность «нового менри»; стиль провинции Кхам — смесь «нового менри» и стиля «гадри». Стиль, бытовавший в это время в провинции Нгари по сути ничем не отличается от стиля провинции Цанг. Существует довольно большой набор разнообразных живописных элементов и художественных приёмов, дающих возможность найти различия в этих региональных стилях, однако общими их признаками были: симметрия в композиции, изображение неба не однотонно, но с тональными переходами; обрисовка очертаний облаков, подчёркивающая их декоративную форму; иногда присутствие снежных гор в пейзаже; элементы пейзажа часто проступают сквозь гало, окружающее голову святого или божества.
Эти разнообразные стили и субстили продолжали существовать на протяжении XIX и XX веков, вплоть до завоевания Тибета Китаем в 1951 году. Восстание, поднятое тибетцами против китайского владычества в 1959 году, закончилось поражением и привело к массовому бегству буддийских и бонских монахов из Тибета, а также к разгрому многих монастырей и уничтожению предметов культа. В пламени китайской «культурной революции» 1960-х годов было уничтожено огромное количество произведений тибетской живописи. В итоге, большая часть монахов осела в северной Индии, основав новые монастыри. Во второй половине XX века некоторые монахи переместились в Европу и Америку, где открыли школы по обучению практикам своих буддийских школ. В рамках этих школ существуют и центры обучения приёмам тибетской живописи, которые продолжают традиции разных тибетских стилей в современных условиях.

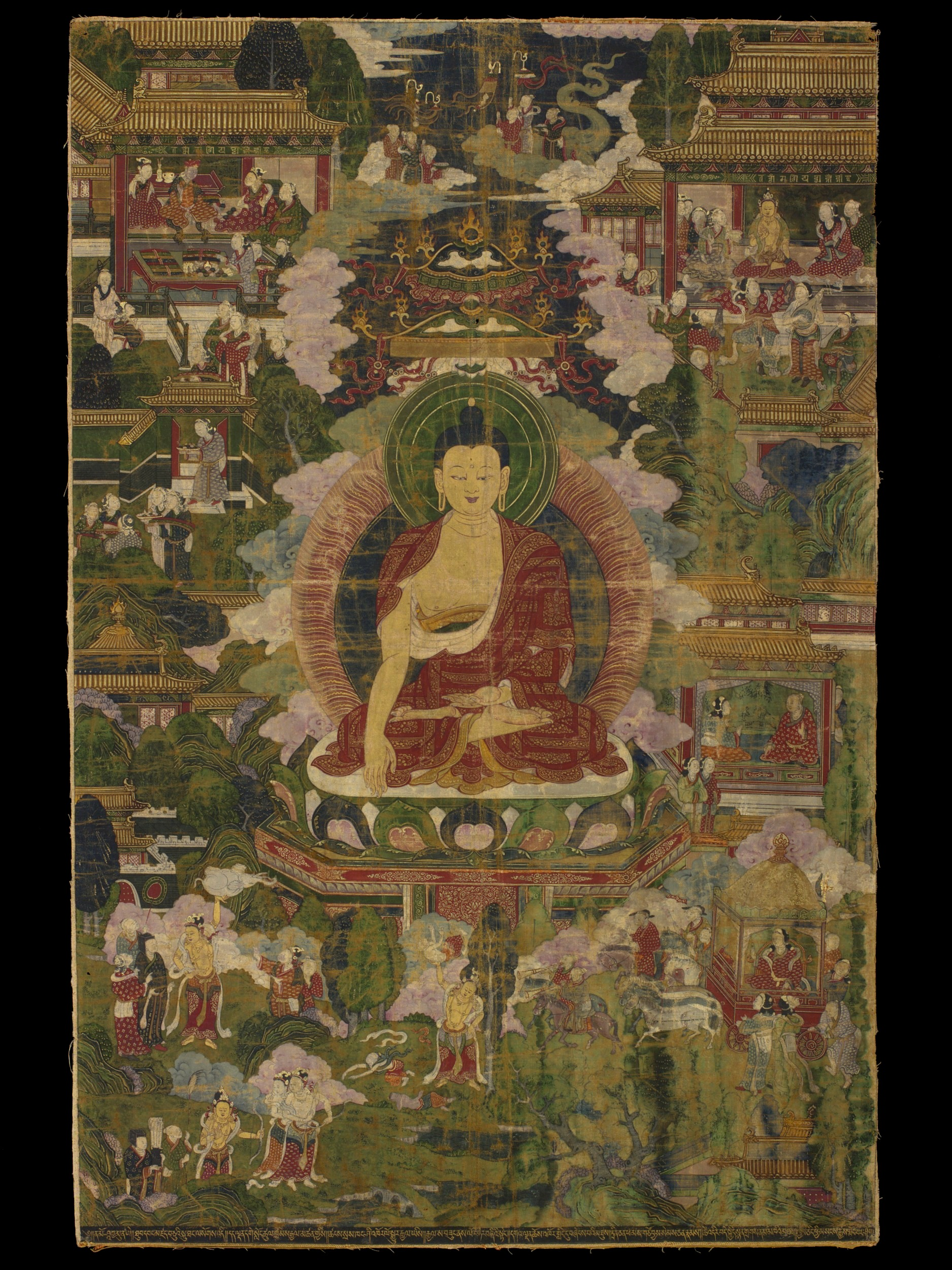
Будда Шакьямуни с житием. XVIII век, Музей Виктории и Альберта, Лондон
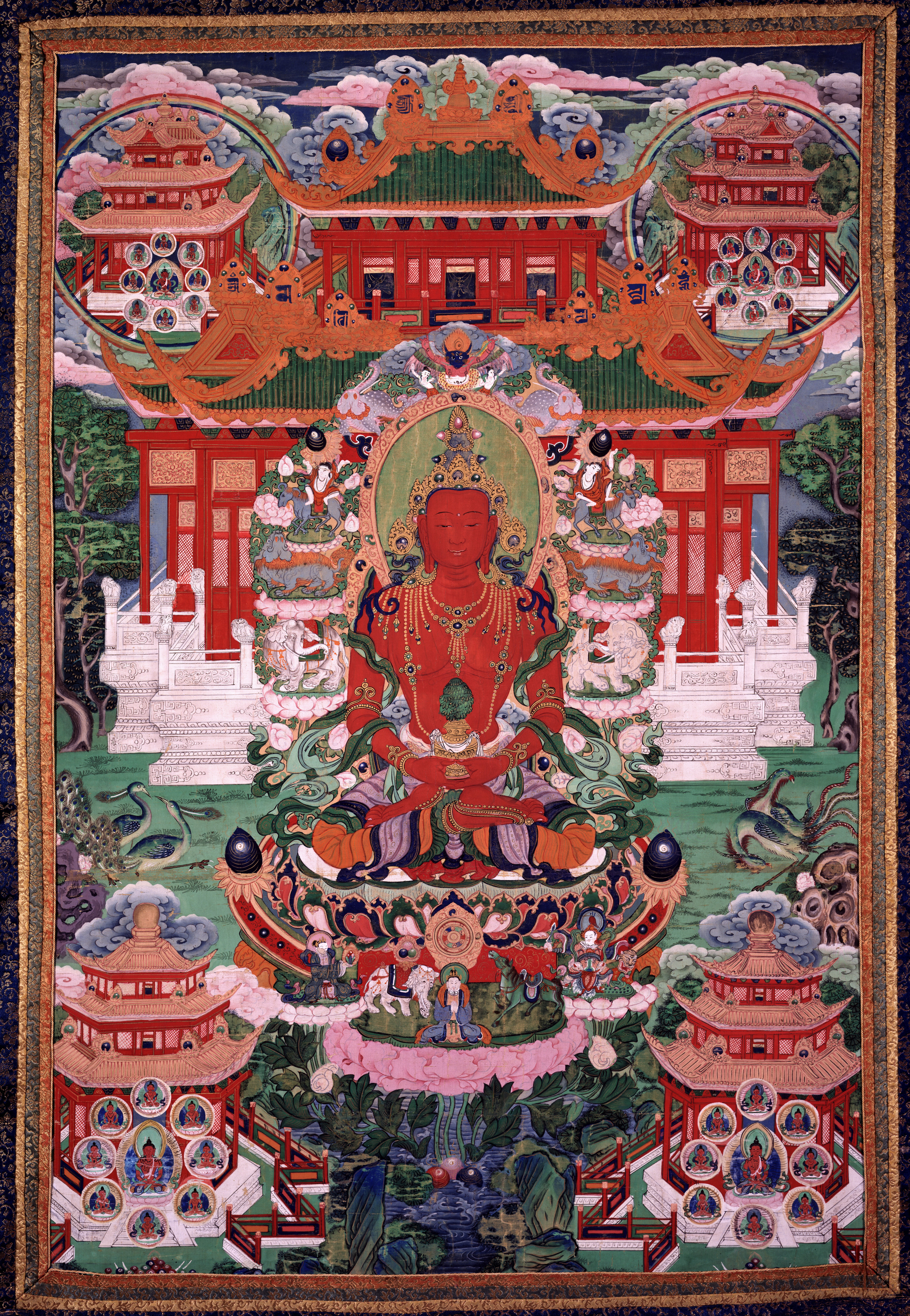
Будда Амитаюс в своих Чистых землях. XVIII век, Художественный музей Рубина, Нью-Йорк
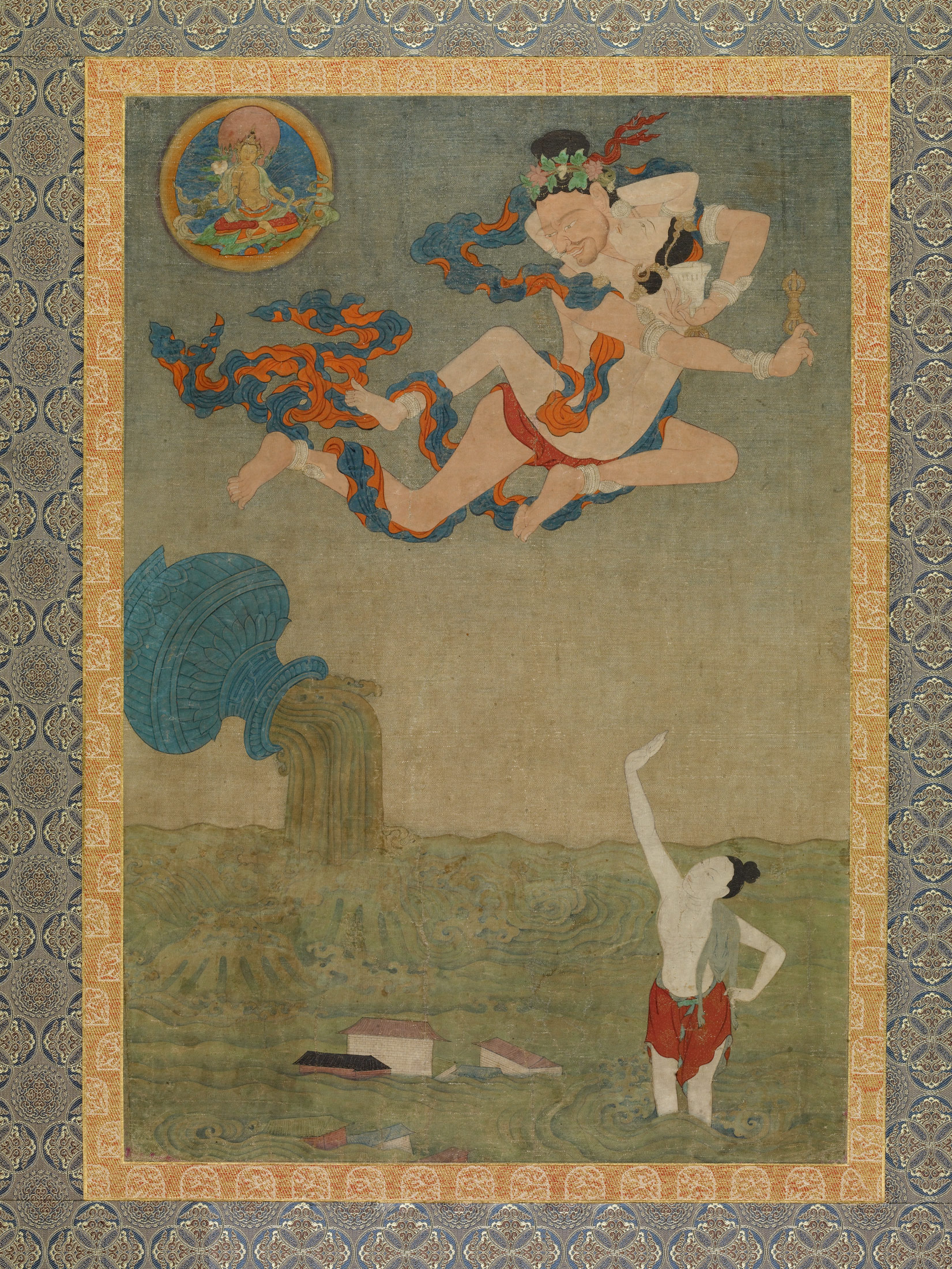
Ситу Панчен. Махасиддха Гантапа. Из серии «8 Великих мастеров тантры». XVIII век, Коллекция Джона и Берты Форд
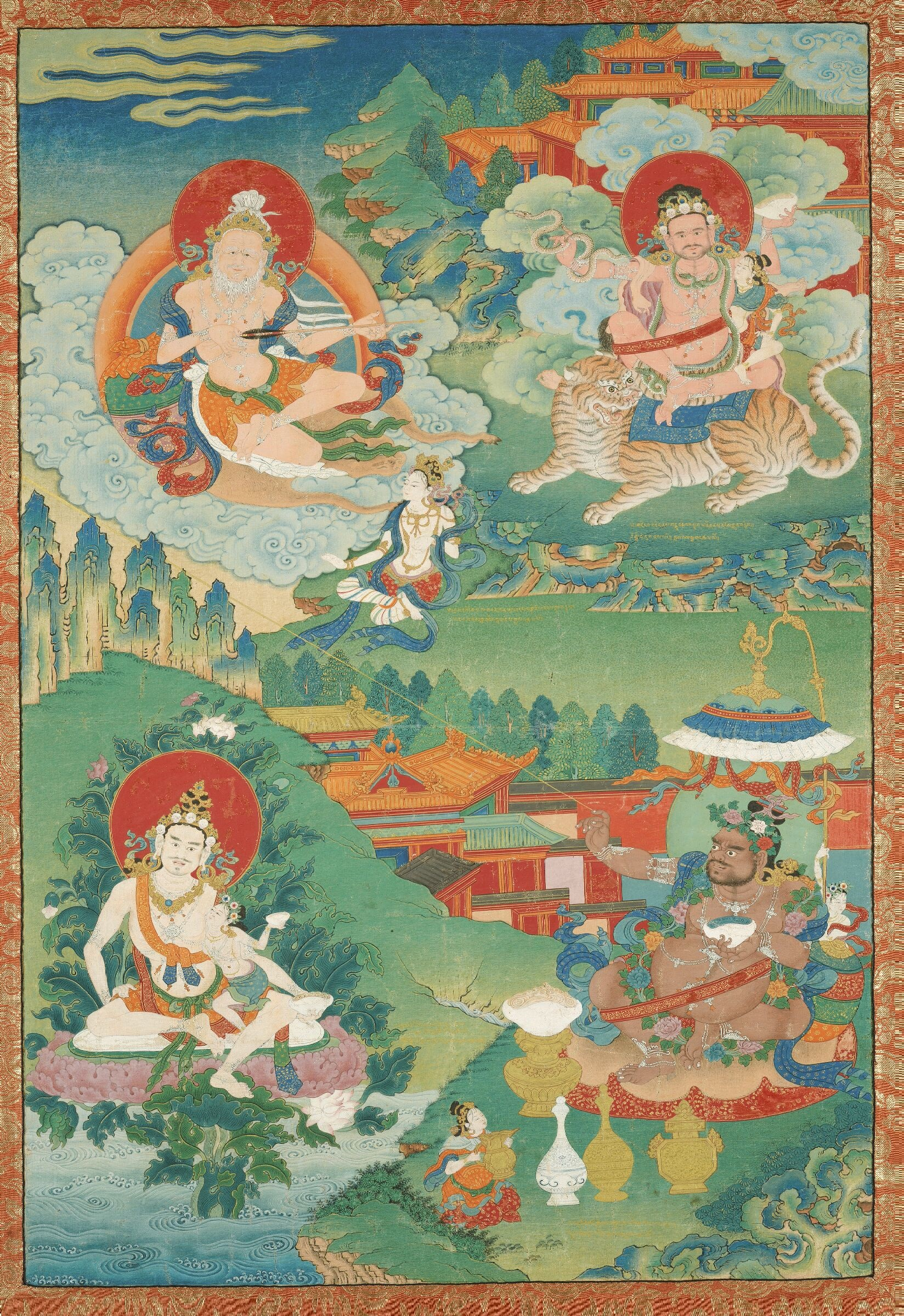
Махасиддхи. XVIII век, Музей изящных искусств, Бостон
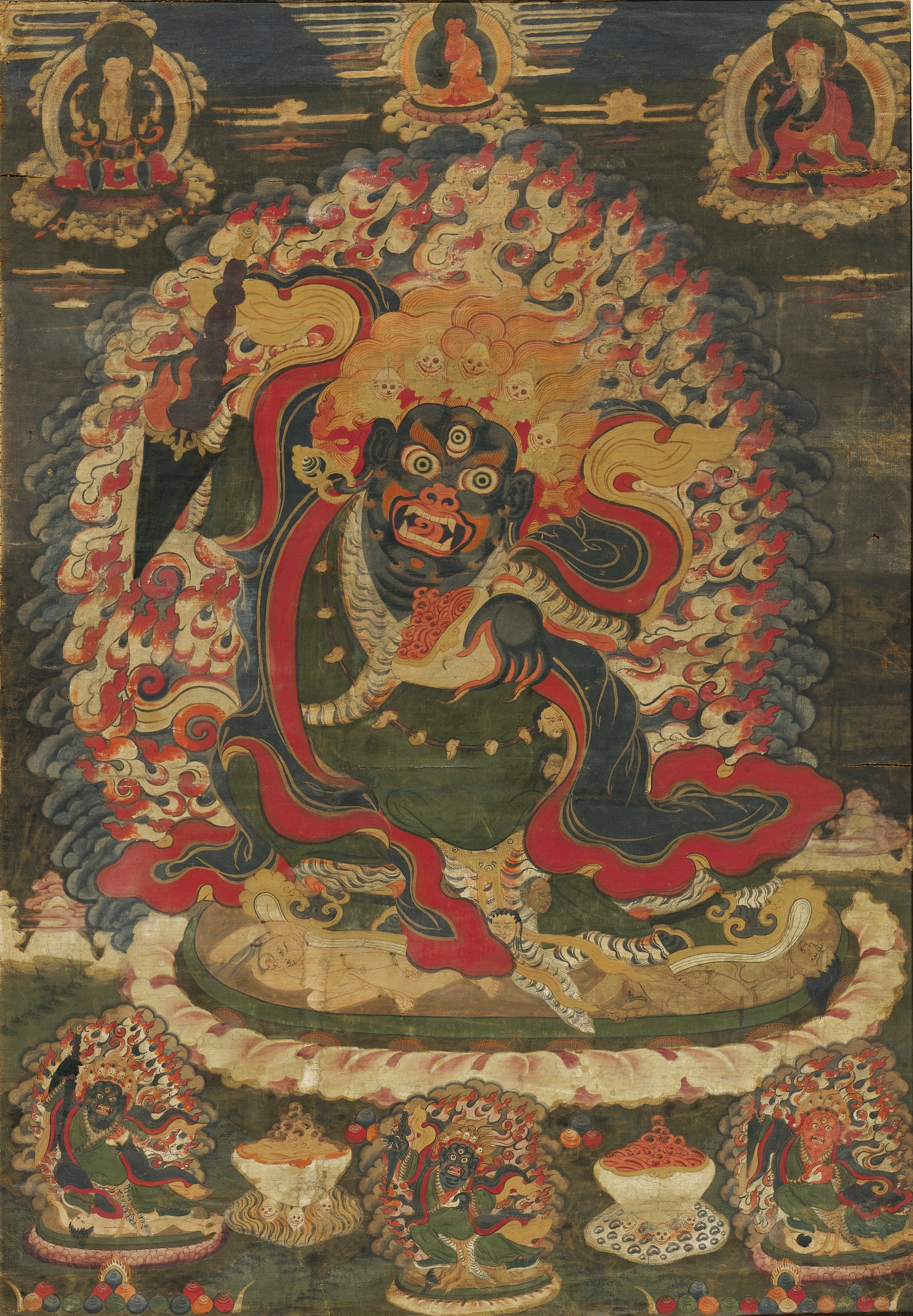
Махакала. XVIII век, Аукцион Сотбис
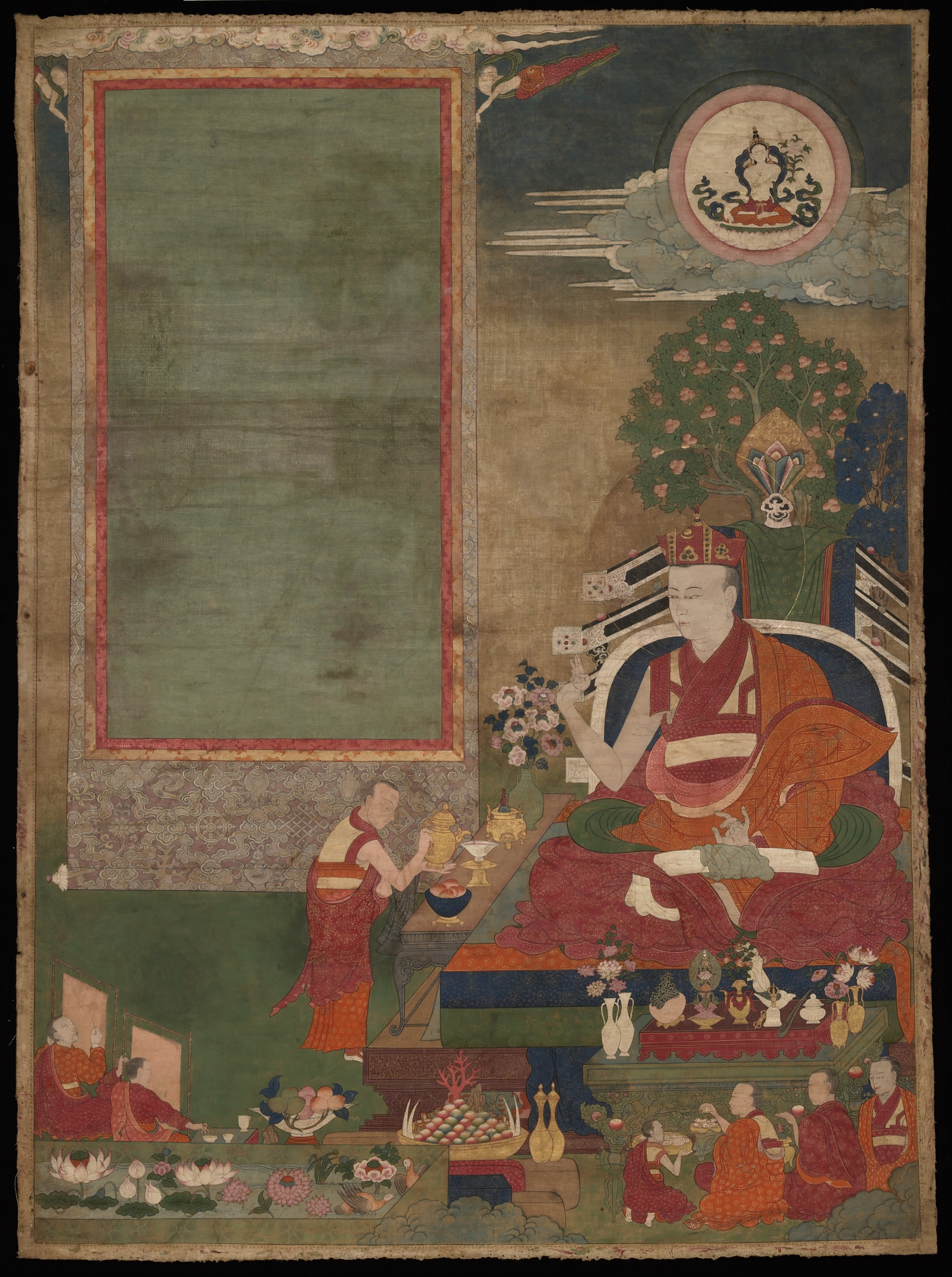
Портрет Ситу Панчена — покровителя искусств. XIX век, Художественный музей Рубина, Нью-Йорк
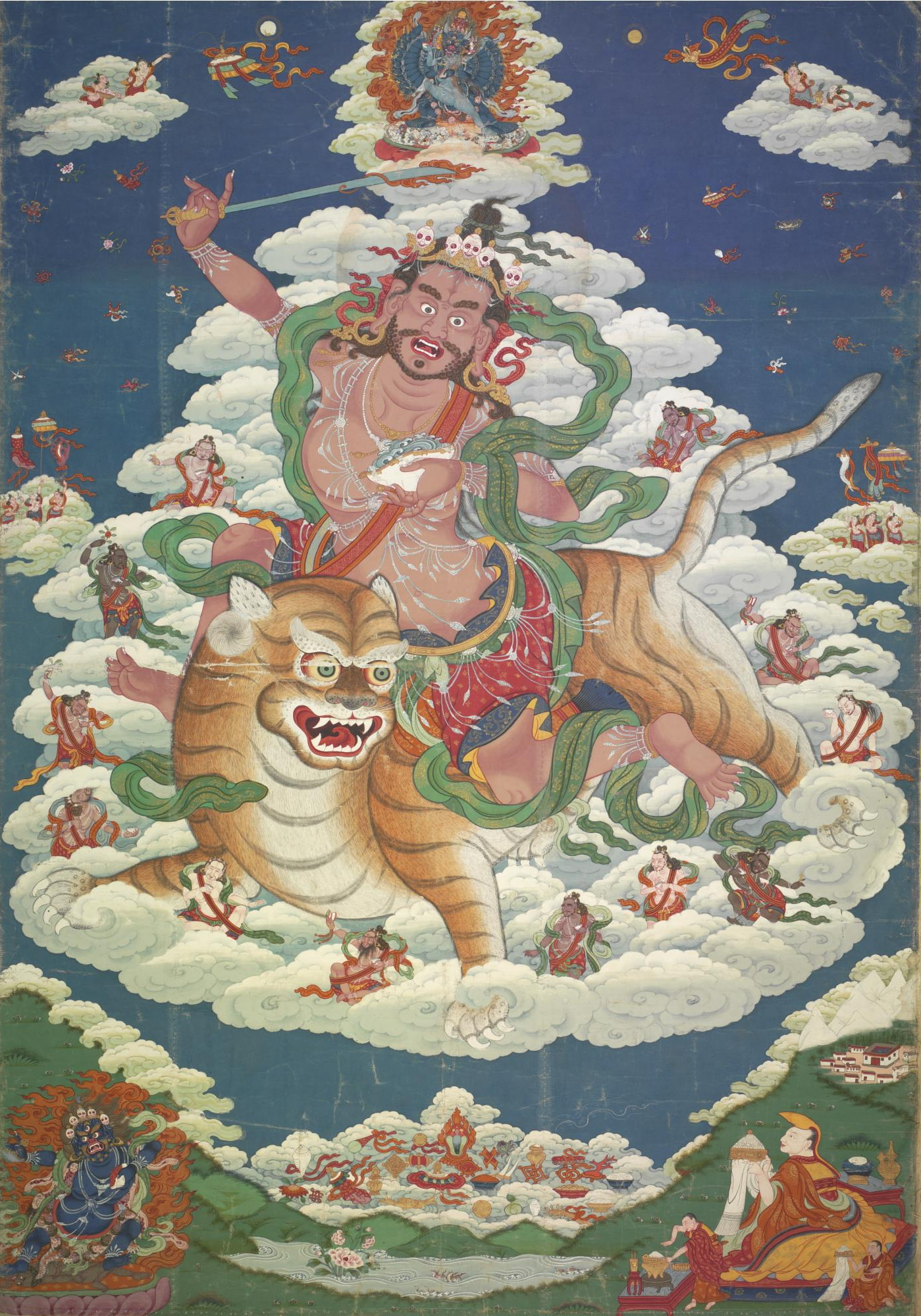
Цонкапа в образе Домби Херуки. XIX век, Аукцион Сотбис

## Выдающиеся живописцы
- Анико
- Менла Дондруп (Ментангха)
- Кьенце Ванчуг
- Намка Таши
- Чоинг Гьяцо
- Ситу Панчен